# Liste der Baudenkmäler in Ansbach
Auf dieser Seite sind die Baudenkmäler in der mittelfränkischen Bezirkshauptstadt Ansbach zusammengestellt. Diese Tabelle ist eine Teilliste der Liste der Baudenkmäler in Bayern. Grundlage ist die Bayerische Denkmalliste, die auf Basis des Bayerischen Denkmalschutzgesetzes vom 1. Oktober 1973 erstmals erstellt wurde und seither durch das Bayerische Landesamt für Denkmalpflege geführt wird. Die folgenden Angaben ersetzen nicht die rechtsverbindliche Auskunft der Denkmalschutzbehörde.
 Diese Liste gibt den Fortschreibungsstand vom 14. Januar 2022 und enthält 470 Baudenkmäler.
In dieser Kartenansicht sind Baudenkmäler ohne Koordinaten mit einem roten bzw. orangen Marker dargestellt und können in der Karte gesetzt werden. Baudenkmäler ohne Bild sind mit einem blauen bzw. roten Marker gekennzeichnet, Baudenkmäler mit Bild mit einem grünen bzw. orangen Marker.

## Ensembles

### Ensemble Altstadt Ansbach

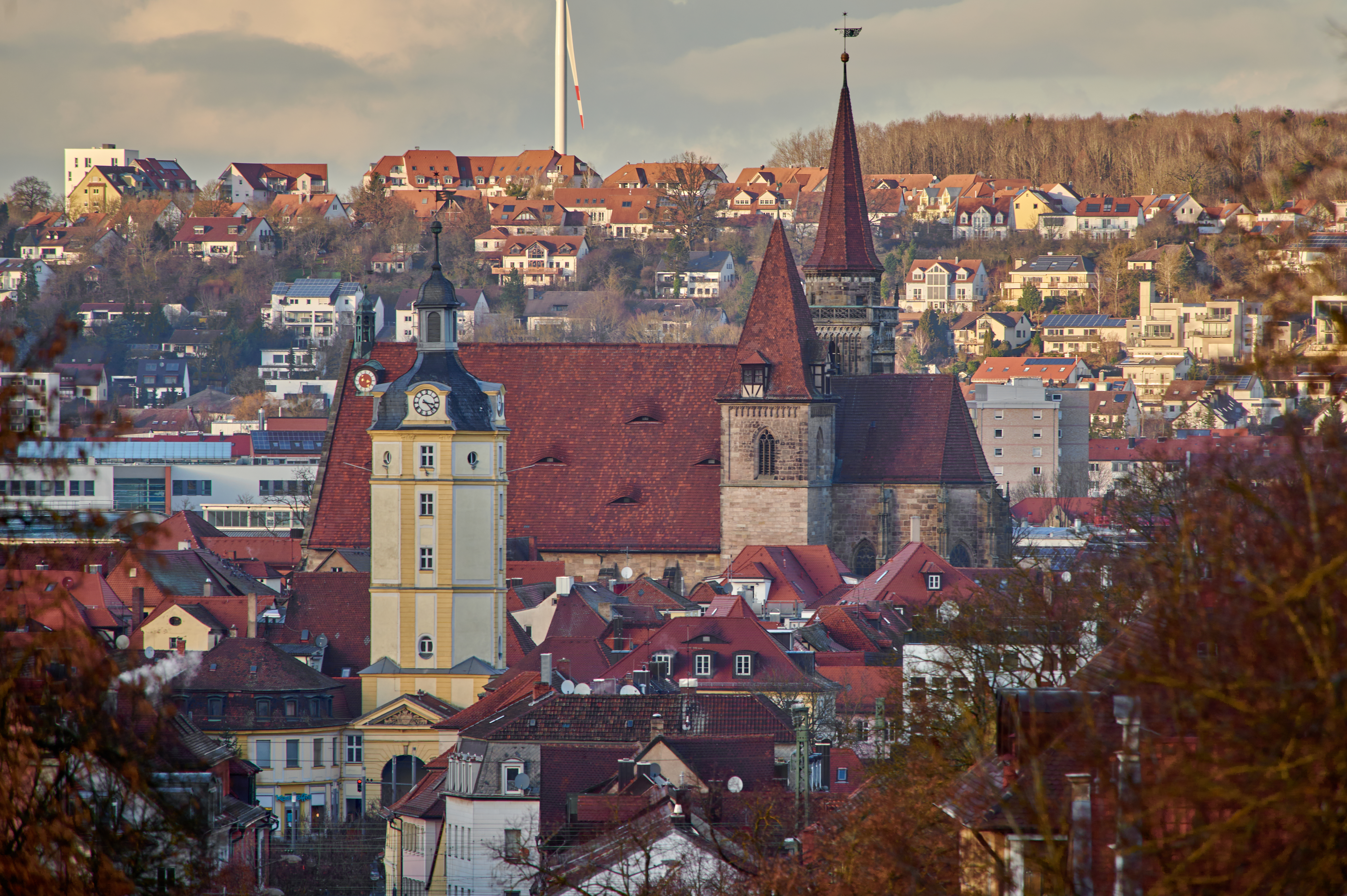
Herrieder Tor und Johanniskirche, Ansicht von Süden 2022

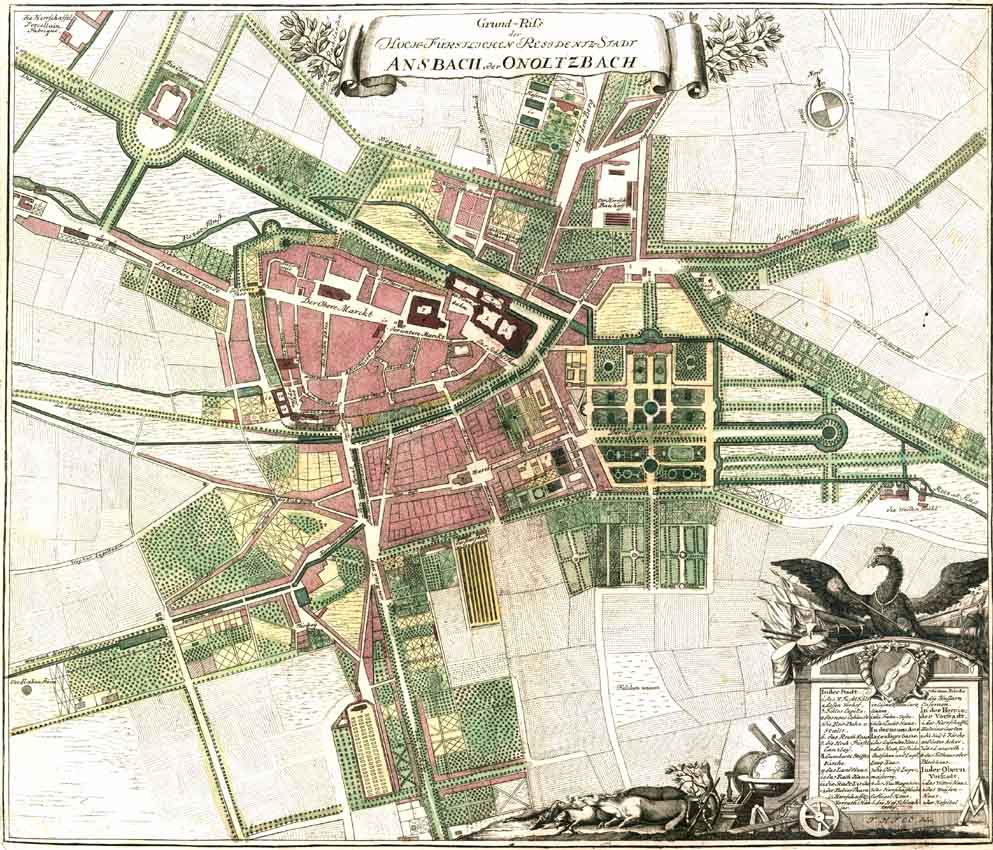
Ansbach im 18. Jh.

Das Ensemble (Lage) umfasst die Altstadt mit ihren beiden um die Kirchen St. Gumbertus und St. Johannis angeordneten ältesten Kernen, der Kloster- und Pfarrstadt mit der Würzburger und einem Teil der Herrieder Vorstadt, mit Schloss, Hofgarten und dem im 18. Jahrhundert über regelmäßigem Grundriss angelegten Quartier der Neuen Auslage. Zu ihm gehören die im 18. Jahrhundert angelegten, teilweise von Gärten gesäumten Alleen Promenade und Maximilian-/Triesdorfer Straße. Es umschreibt die Stadt ungefähr in der Ausdehnung, wie sie am Ende des 18. Jahrhunderts erreicht war. Ausgenommen ist die durch neue Verkehrsführungen abgeschnittene ehemalige Schloßvorstadt. Die verschiedenen historischen Epochen entstammenden Teile des Ensembles sind in ihrer Struktur noch heute erkennbar: Das aus einem karolingischen Eigenkloster hervorgegangene Chorherrenstift hinterließ die später reformierte und zur markgräflichen Hofkirche umgewandelte Gumbertuskirche mit ihrer zum Wahrzeichen gewordenen Dreiturmgruppe der Spätrenaissance, außerdem aber an der breiten Marktstraße des Johann-Sebastian-Bach-Platzes prachtvoll barockisierte Adelspalais, ehemalige Stiftsgebäude mit ausgedehnten, teilweise noch gotischen Binnenhöfen. Aktennummer: E-5-61-000-1.

### Ensemble Beamtensiedlung
Das Ensemble der Beamtensiedlung (Lage) liegt östlich des Stadtzentrums von Ansbach, nördlich des Rezat-Tales. Es umfasst die städtebaulich- architektonischen Zeugnisse der Entstehungszeit in den 1920er Jahren und ist von zumeist jüngeren Wohnvierteln und Gewerbeeinrichtungen umgeben. Die Siedlung wurde 1923 bis 1925 von Paul Glitz erbaut. Als Wohnstandort mit einem hohen Anteil von Gärten und halböffentlichen Räumen war sie ursprünglich für eine sozial stark homogene Bewohnerschaft, Beamte, vorgesehen. Das Gebäude Albrecht-Achilles-Weg 4 wurde 2013 abgerissen. Die Nachbarhäuser Albrecht-Achilles-Weg 2 und 6/8 wurden wohl in den 1950er Jahren ergänzt. Der städtebauliche Entwurf entspricht weitgehend den Gartenstadt-Modellen aus der Zeit vor dem Ersten Weltkrieg. In zwei Bereichen zwischen Am Heimweg, Charlottenstraße, Blaulstraße und Markgrafenring, die jeweils zum Hang ansteigend orientiert sind, werden große, abgeschirmte Grünbereiche umschlossen. Hofsituationen entstehen innerhalb der mehrflügeligen Baublöcke Albrecht-Achilles-Weg 7/9/11/13/15/17/19/21 und Am Heimweg 9/11/13. Die Architektur der Gebäude wird von Formen eines vereinfachten Heimatschutzstils geprägt, die mit neobarocken Elementen wie rustizierenden Ecklösungen, Walmdächern, Fledermaus- und einzelnen, im Straßenraum wirksamen Mansardgiebel-Gauben Elemente des Ansbacher Barocks aus der Epoche der Markgrafschaft aufgreifen. Individuelle architektonisch-funktionelle Lösungen liegen bei den von drei Seiten erschlossenen Baukörpern der Reihenhäuser Ludwig-Keller-Straße 20/22/24/26/28/30 und 32/34/36/38 bzw. Am Heimweg 2/4/6/8 vor. Aktennummer: E-5-61-000-2.

### Ensemble Gartenstadt Ansbach
Das Ensemble  (Lage) umfasst den ältesten und zentralen Bereich der umfangreichen Kleinsiedlungen aus der ersten Hälfte des 20. Jahrhunderts im Dombachtal, südwestlich des Stadtkerns von Ansbach. Die Baugenossenschaft Gartenstadt Ansbach e.G.m.b.H. Nachfolger: Ansbacher Baugenossenschaft, Stadt und Landkreis Ansbach e.G.?, 1909, nur wenige Jahre nach der ersten deutschen Gartenstadt in Hellerau bei Dresden gegründet, zählte zu den rund 80 Gartenstadt-Initiativen im Deutschen Reich, deren Realisierung noch vor dem Ersten Weltkrieg begonnen wurde. Als Architekten werden das ortsansässige Büro Hans Pylipp und dessen Mitarbeiter Konrad Widmann genannt. Das Doppelhaus Dombachstraße 17/19, bezeichnet 1910/11, stellt das älteste Gebäude dar. Die bis in die Kriegsjahre hinein realisierten Bauten und Anlagen erstrecken sich südlich der Dombachstraße hangaufwärts. Mit Ausnahme des Wohnhofs Am Rabenstein, der in den 1920er Jahren ergänzt wurde, entsprechen alle Teile der Siedlung dem nahezu idealtypischen Konzept einer deutschen Gartenstadt aus der Zeit vor 1914. Neben der Dombachstraße verlaufen die Straßen Am Rabenstein, Schreberweg und Blumenstraße hangparallel, verbunden durch die Bachmannstraße, der ursprünglich wohl einzigen, wesentlich breiter angelegten Erschließungsachse der gesamten Siedlung. Die gewählten städtebaulichen Mittel umfassen charakteristische Details von gartenstädtischen Kleinsiedlungen ihrer Zeit: das Zurücksetzen von Baugruppen und geringfügige Aufweitungen der Straßenprofile, um Hofsituationen zu schaffen, Torsituationen, Hausgiebel als Orientierungspunkte von Straßenräumen und raumwirksame Baumgruppen. Auch die Architektur der zumeist als eingeschossige Reihenhäuser ausgebildeten Gebäudegruppen entspricht mit Mansarddächern, Gauben, Zwerchgiebeln, der Verbindung von Loggia und Eingang oder den repräsentativen Fachwerkpartien in der Bachmannstraße den Vorbildern in Hellerau und anderen Gartenstädten, insbesondere den Projekten von Richard Riemerschmid 1868–1957 und Paul Schmitthenner 1884–1972. Zu den dominanten Elementen des Heimatschutzes treten Einflüsse von Jugendstil und Art déco. Der etwas jüngere Wohnhof Am Rabenstein ergänzt trotz deutlich höherer Nutzungsdichte und reduzierter Architekturformen das ursprüngliche Konzept, wogegen das Verwaltungsgebäude Am Rabenstein 18 2002 und ein Werkstattbau in derselben Straße als Eingriffe anzusehen sind. Aktennummer: E-5-61-000-3.

### Ensemble Nürnberger Straße

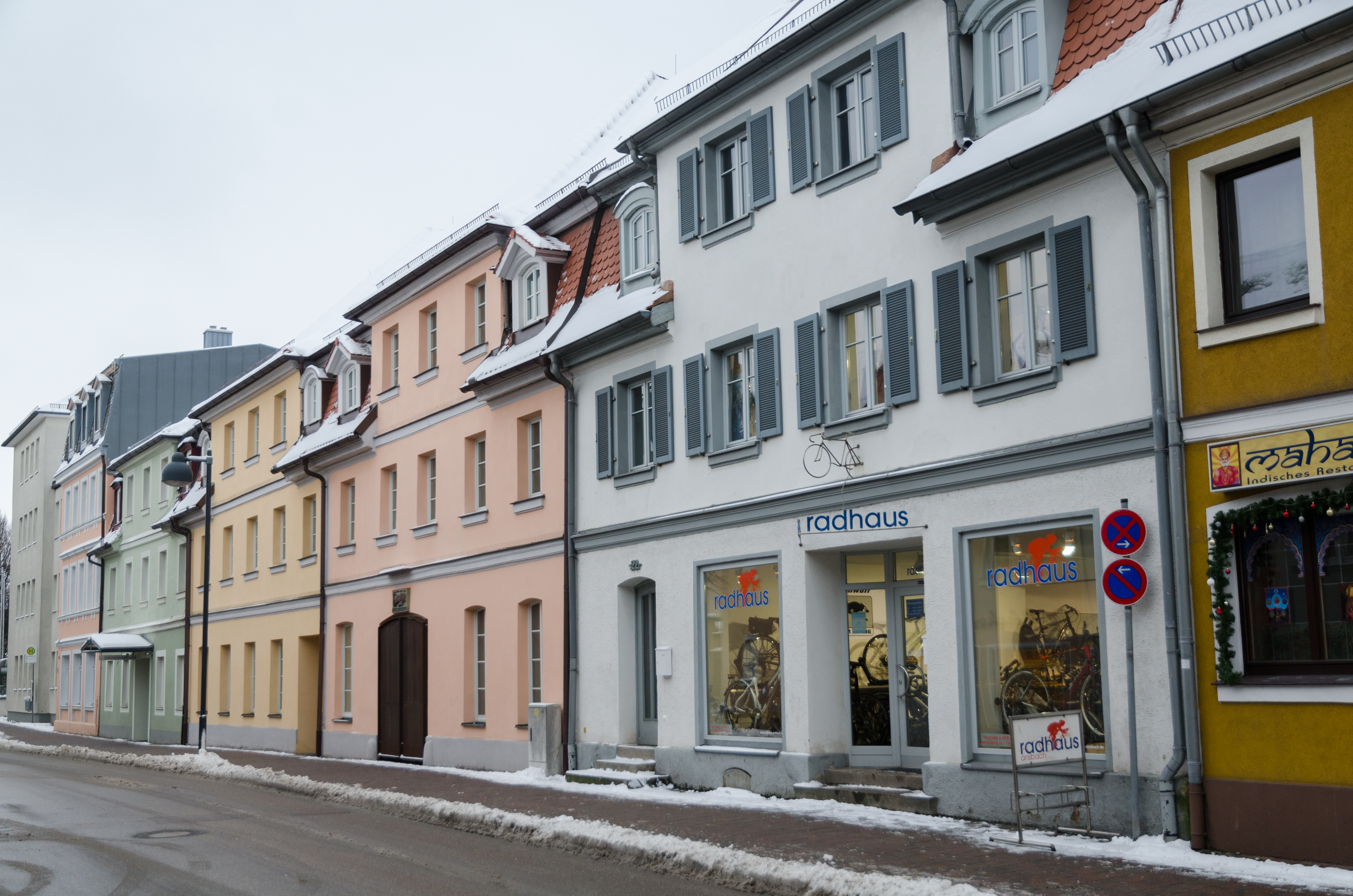
Nürnberger Straße 22 bis 30
weitere Bilder

Die nördlich des Schlosses gelegene Schlossvorstadt (Lage) reichte ehemals bis zur Rezat. Diese Verbindung wurde durch den Ausbau der B 13 und der B 14 unterbrochen. Dadurch verlor die Nürnberger Straße auch ihren Durchgangsstraßencharakter. Das Ensemble umfasst den erhaltenen Teil der Nürnberger Straße zwischen Schloßstraße und Viehmarkt. Hier sind teilweise Ackerbürgerhäuser erhalten. Doch bestimmt die systematisierte Bebauung des 18. Jahrhunderts Charakter und Ausdehnung des Ensembles. Die zweigeschossigen Wohnhäuser, die mit den betonten Zwerchhäusern eine Mittelachse besitzen, sind charakteristische Beispiele für den Einfluss der Ansbacher Hofbaumeister (Markgrafenstil) auf die bürgerliche Wohnbebauung. Hier handelt es sich um die ehemaligen Wohnungen und Werkstätten markgräflicher Handwerker in der Schloßvorstadt. Heute muss die gemessene Wiederholung und Reihung der gleichartigen Häuser auch moderne Zäsuren einbinden. Aktennummer: E-5-61-000-4.

### Ensemble Reutervorstadt
Das Ensemble der Reutervorstadt (Lage), nördlich des Stadtzentrums gelegen, umfasst die Straßenräume der Goethe-, Schiller-, Lessing-, Jüdth- und Teile der Brauhausstraße bzw. den Goetheplatz mit den unmittelbar angrenzenden Hausgrundstücken. Das Stadtviertel wurde von Johann Reuter einheitlich konzipiert und im Wesentlichen zwischen 1900 und dem Ausbruch des Ersten Weltkriegs realisiert. Im westlichen Teilbereich sind Baujahre zwischen 1902 und 1907 durch Inschriften bezeichnet. Den östlichen Teil bildet die Jüdthstraße. Hier sind auch einzelne jüngere Bauten vorhanden, die jedoch die Geschlossenheit des Ensembles nur unwesentlich beeinflussen. Der westliche Teilbereich wird von Mietshäusern mit stark vereinheitlichten Gebäudegrößen bestimmt, die am Goetheplatz in geschlossener Bauweise angeordnet sind, in der Lessingstraße als Einzelhäuser, in der Goethe-, Schiller- und Brauhausstraße als Einzel- und Doppelhäuser. Ecksituationen sind teilweise durch Erker betont. Dabei herrschen Bauformen der Neorenaissance vor, mitunter sind neobarocke Formelemente und einzelne Zitate des Jugendstils Goetheplatz 2, südliche Jüdthstraße vertreten. Die Fassaden wechseln zwischen Putz- und Klinkeroberflächen, oft mit Werksteinelementen kombiniert. Von der bewussten Wahl der Straßennamen und einem wohl bildungsbürgerlichen Anspruch der Bewohner zeugen Schiller-Medaillons am Haus Lessingstraße 9 bez. 1903/04, gegenüber der Einmündung der Schillerstraße, und Medaillons von Goethe und der Freifrau von Stein in der Goethestraße 8. Der promenadenartig angelegte Goetheplatz ist wohl mit bauzeitlich vorgesehenen Eichen bepflanzt und wird räumlich im Westen vom früher zum Areal der Hindenburgkaserne gehörenden Schulbau Brauhausstraße 13 um 1900 und im Osten vom Haus Schillerstraße 16 begrenzt. Einen räumlichen Abschluss der Lessingstraße bildet das Gebäude Jüdthstraße 32. Der nördliche Abschnitt dieser Straße wird größtenteils von kleineren Villen mit Stilelementen des Heimatschutzes geprägt, oft mit Fachwerk-Anteil versehen und auf der Ostseite der Straße zum Teil oberhalb einer hohen Böschung angeordnet. Im südlichen Verlauf der Jüdthstraße gehört nur die Ostseite des Straßenraums zum Ensemble. Hier befindet sich die wohl repräsentativste Mietshausbebauung des Viertels, die acht Häuser umfassende, am Hang gestaffelte Hauszeile. Es herrschen Fassadengestaltungen in Formen des Jugendstils vor. Laut Bezeichnung der Nummer 26 ist der Baukörper insgesamt 1910 errichtet worden. Aktennummer: E-5-61-000-5.

### Ensemble Ortskern Neuses bei Ansbach
Das Ensemble (Lage) umfasst den historischen Dorfkern von Neuses nordwestlich der Stadt Ansbach, der parallel zum Verlauf der Rezat ausgerichtet ist und Teilabschnitte der Rothenburger Straße und die Rezatstraße umfasst. Der Ort findet im Personennamen Chunrat de Niusaze 1132 erstmals Erwähnung. Es handelte sich um einen Herrensitz, wobei der erwähnte Konrad wohl dem Herrenhaus Dornberg zuzuordnen ist. Ein Gutsbetrieb prägte die Struktur des Ortes bis in die Neuzeit, die Baulichkeiten des Gutsbetriebs der Markgrafschaft Ansbach sind bis heute vorhanden. 1801 gab es im Ort 17 Haushalte. Im Rahmen der bayerischen Gemeindeedikte wurden Neuses, Strüth und Wasserzell zu einer politischen Gemeinde zusammengefasst, die seit 1972 Ortsteile von Ansbach bilden. Im westlichen Bereich, in der Rezatstraße, befinden sich kleinteilig strukturierte Hofstellen. Im Süden reichen ihre Parzellen bis an den Fluss, der hier von einer historischen Brücke überquert wird. Der Flusslauf wird von markanten Bäumen gesäumt. Die baulich meist weniger regelmäßig ausgerichteten Hofgruppen verdeutlichen den bis ins 19. Jahrhundert herrschenden räumlichen Zusammenhang, wobei die meisten Gebäude umgebaut und erweitert bzw. einzelne durch Neubauten ersetzt wurden. Die historischen Gebäude im östlichen Teil der Siedlung, entlang der Rothenburger Straße und das Wohnhaus in der Rezatstraße 9, sind mehrheitlich im 18. Jahrhundert entstanden und zeigen gestalterische Bezüge zur nahen barocken Residenzstadt Ansbach. Prägende Wirkung hat hierbei das ehemalige markgräfliche Gut in der Rothenburger Straße 16. Die Südseite der Rothenburger Straße wurde im Osten der Ortslage erst ab Mitte des 20. Jahrhunderts bebaut. Neben der Bedeutung der Straßenbilder innerhalb der Siedlung besitzt die Ansicht aus der Flussaue besondere Aussagekraft für das gesamte Ensemble. Aktennummer: E-5-61-000-6.

### Ensemble Ortskern Strüth
Das Ensemble (Lage) umfasst die Dorflage mit dem zentralen Straßenraum und den angrenzenden Hofparzellen bis zu ihrer durch rückwärtige Hofgebäude geprägten Tiefe. Der Ortsname Strut deutet auf einen Siedlungsstandort bei einem Gebüsch hin. Das Rodungsdorf wird um 1277 im Zusammenhang mit der Herrschaft Schalkhausen-Dornberg ersterwähnt. Die heute vorhandene Struktur erhielt ihre Prägung wohl durch die Neubesiedlung der im Dreißigjährigen Krieg stark in Mitleidenschaft gezogenen Ortschaft durch protestantische Exilanten aus dem Salzburger Gebiet, einer politischen Initiative unter der Regierung des Ansbacher Markgrafen Albrecht II. Entsprechend gehörte ein großer Teil der Einwohner der evangelischen Kirchengemeinde Sankt Johannis in der Ansbacher Innenstadt an. 1802 gab es im Dorf 20 Haushalte, die alle zum Oberamt Ansbach gehörten. Bis 1972 zur Gemeinde Neuses gehörig, bildet Strüth seither einen Ortsteil von Ansbach. An der in Nord-Süd-Orientierung angelegten Dorfstraße sind beidseitig insgesamt 14 Bauernhöfe aufgereiht, von denen die Mehrheit, d. h. sechs auf der Westseite und fünf auf der Ostseite einem einheitlichen Grundaufbau entsprechen. Dazu zählt neben der identischen Breite der Hofparzellen und einer tiefen Vorgartenzone die ursprüngliche Bauform des Parallelhofes, der vom späten 18. bis zur ersten Hälfte des 20. Jahrhunderts oft durch eine rückwärtige Scheune zum Winkelhof ergänzt wurde. Die beidseitigen Giebelreihungen prägen den Straßenraum. Die Wohngebäude sind zweigeschossig ausgebildet. Es handelt sich ausschließlich um massive Konstruktionen. Als älteste Gebäude sind Teile der im Süden gelegenen Höfe Nr. 3 und 22 aus der Mitte des 18. Jahrhunderts einzuordnen. Auf Höhe des Grundstücks 18 befindet sich ein Dorfbrunnen, die Grundstücke 1, 3, 13 und 22 verfügen über raumbildende Großbäume, das Rondell in der südlichen Dorfstraße über eine jüngere Baumpflanzung. Aktennummer: E-5-61-000-7.

## Stadtbefestigung
Von der Stadtbefestigung sind Teile Stadtmauer aus Bruchsteinmauerwerk, teilweise mit Wehrgang und mit Fachwerkaufbauten erhalten. Es sind mittelalterliche Fragmente und Teile der neuzeitlichen Befestigung aus 16./17. Jahrhundert vorhanden. Aktennummer: D-5-61-000-624.
Von den Mauern und Türmen sind folgende Einzelobjekte anzuführen:
- Büttenstraße 4, 6 (Lage): Stadtmauerrest (D-5-61-000-624)
- Büttenstraße 24 (Lage): Rückseitig ein Turm der Stadtmauer in Wohnhaus einbezogen (D-5-61-000-52) Wohnhaus (Q41311550)
- Kronenstraße 12 (Lage): Geringer Rest der staufischen Mauer (D-5-61-000-179) Stadtbefestigung (Q41311552)
- Luisenstraße 1 (Lage): Rest der Stadtmauer (D-5-61-000-624)
- Luisenstraße 5 (Lage): Fragmente der Stadtmauer (D-5-61-000-188) Wohnhaus (Q41311554)
- Neustadt 29 (Lage): Rest der staufischen Stadtmauer, wohl 12. Jh. (D-5-61-000-635)
- Pfarrstraße 9 (Lage): Fragmente der Stadtmauer (D-5-61-000-624)
- Pfarrstraße 9 (Lage): Fragmente der Stadtmauer (D-5-61-000-624)
- Pfarrstraße 27 (Lage): Am westlichen Rückflügel des Wohngebäudes Teil der Stadtmauer (D-5-61-000-332) Ehemaliges Wohngebäude, jetzt Schule (Q41311556)
- Pfarrstraße 35 (Lage): Ins Wohnhaus eingebaut erhaltene Fragmente des ehemaligen Wehrgangs der Stadtmauer (D-5-61-000-335) Stadtbefestigung (Q41311559)
- Reuterstraße 9 (Lage): Sogenannter Dicker Turm, heute Teil des Gymnasiums Carolinum, im Kern 16. Jahrhundert (D-5-61-000-624) Stadtbefestigung (Q41311548)
- Rosenbadstraße 2 (Lage): Im Hof Stadtmauerreste (D-5-61-000-399) Stadtbefestigung (Q41311560)
- Rosenbadstraße 4 (Lage): Im Hof Stadtmauerreste (D-5-61-000-401) Stadtbefestigung (Q41311561)
- Schaitbergerstraße 14 (Lage): Zugehörig Stadtmauer und Wehrgang, 15. Jahrhundert (D-5-61-000-421) Stadtbefestigung (Q41311563)
- Schaitbergerstraße 24 (Lage): Rest der Stadtmauer (D-5-61-000-624)
- Schaitbergerstraße 38 (Lage): Wichtige Teile der Stadtmauer sind in den Bau einbezogen (D-5-61-000-430) Stadtbefestigung (Q41311565)

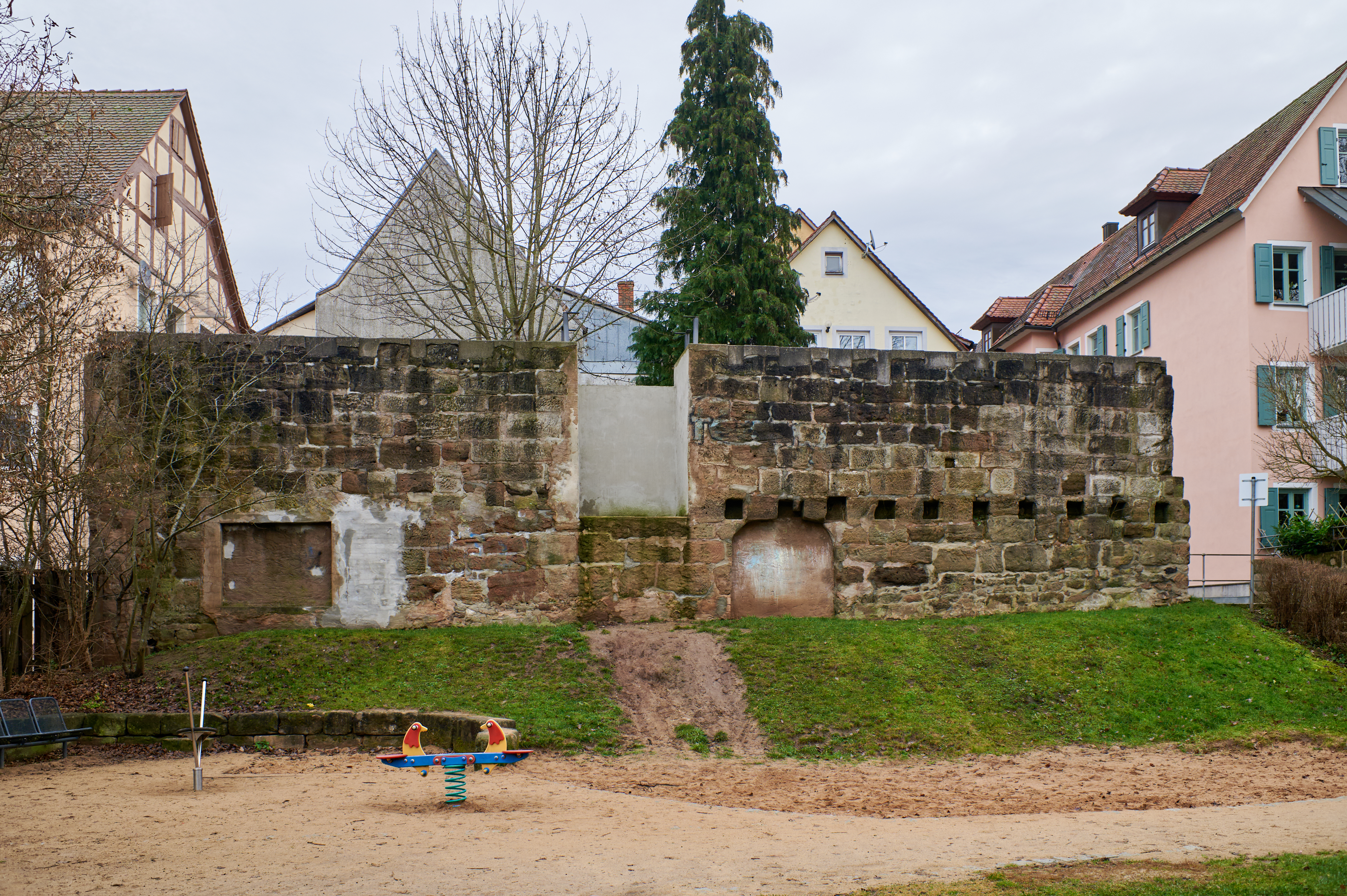
Büttenstraße 4, 6
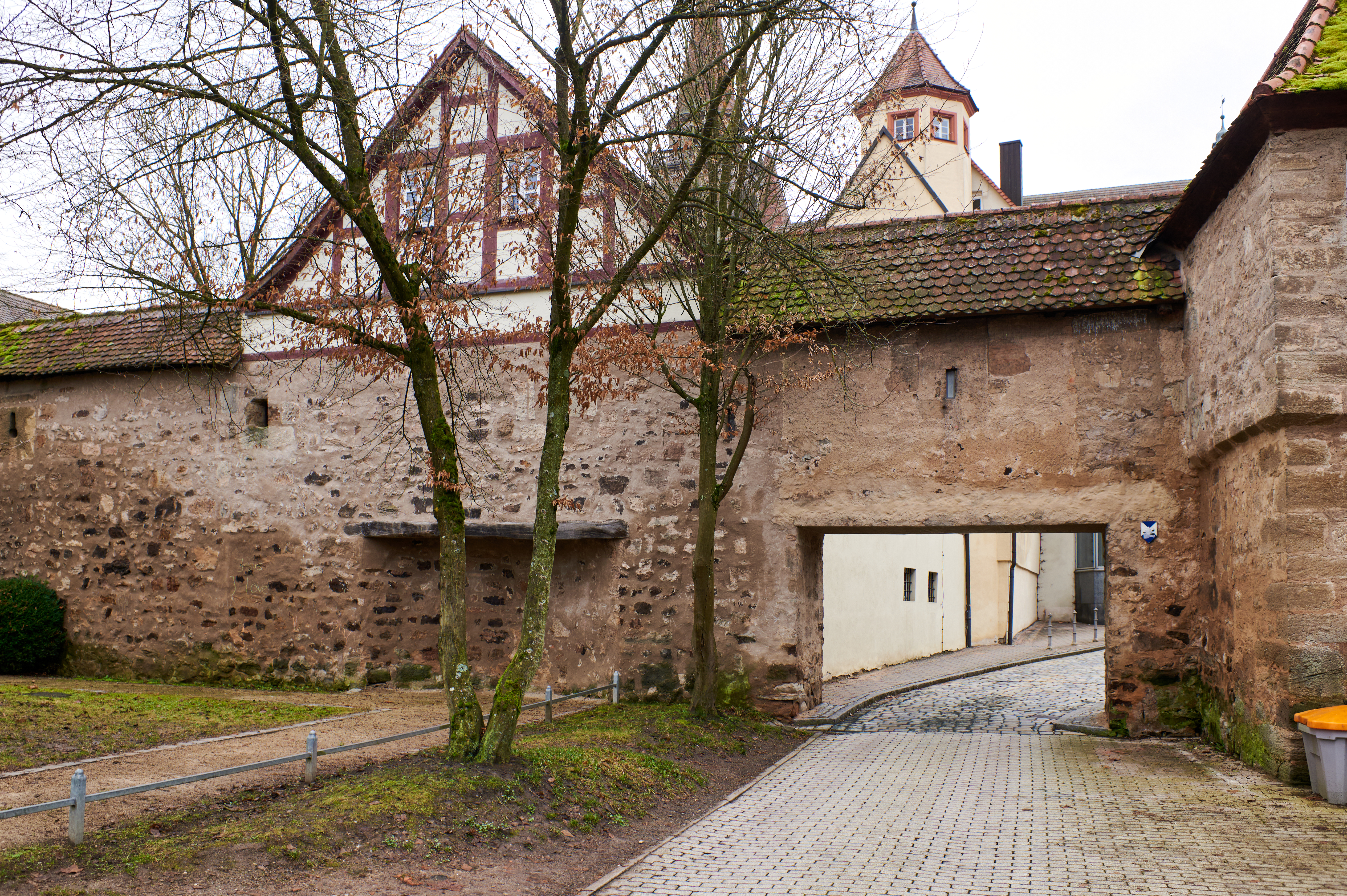
Schaitbergerstraße 14, Feldseite
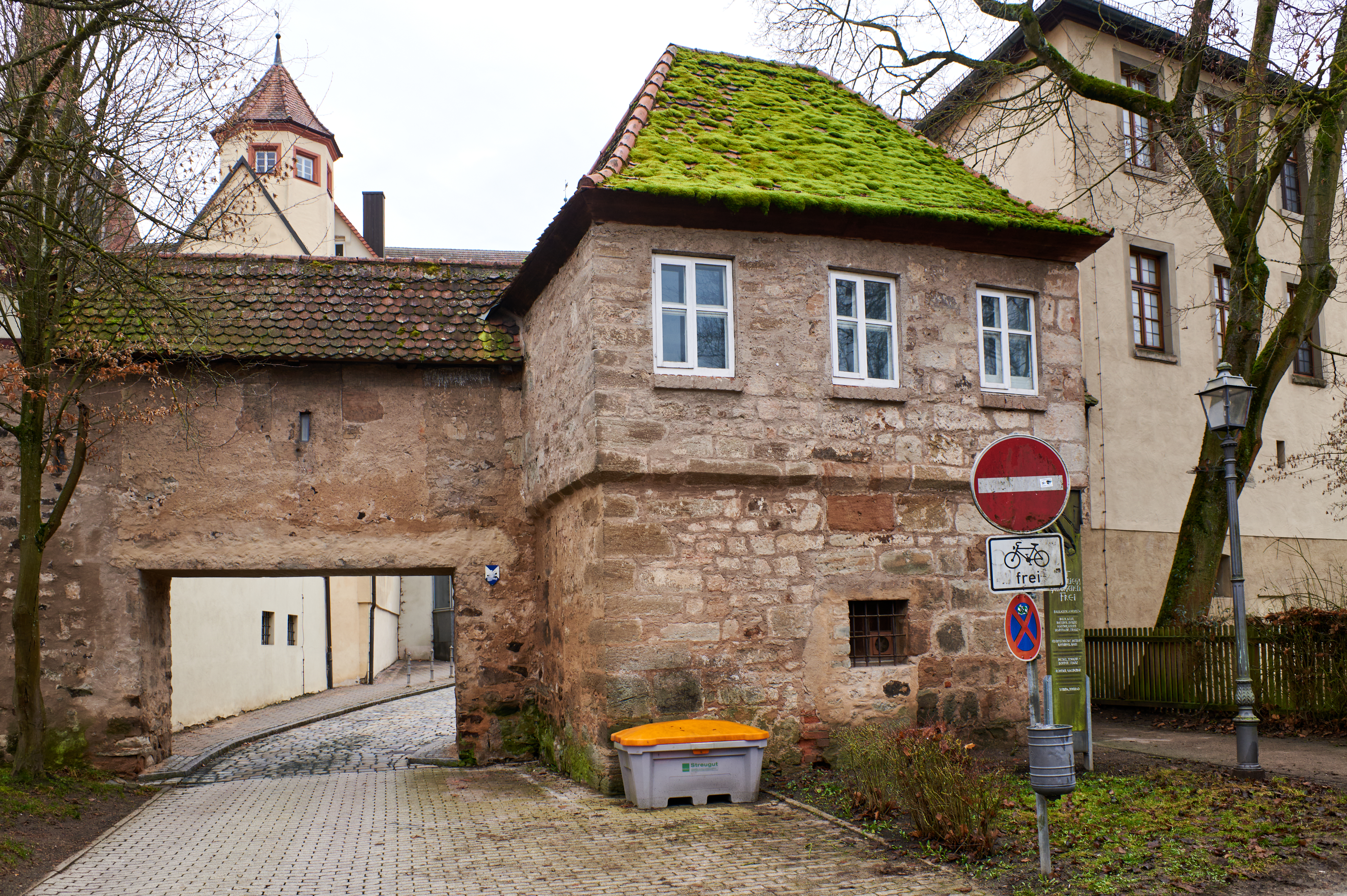
Schaitbergerstraße 14, Feldseite
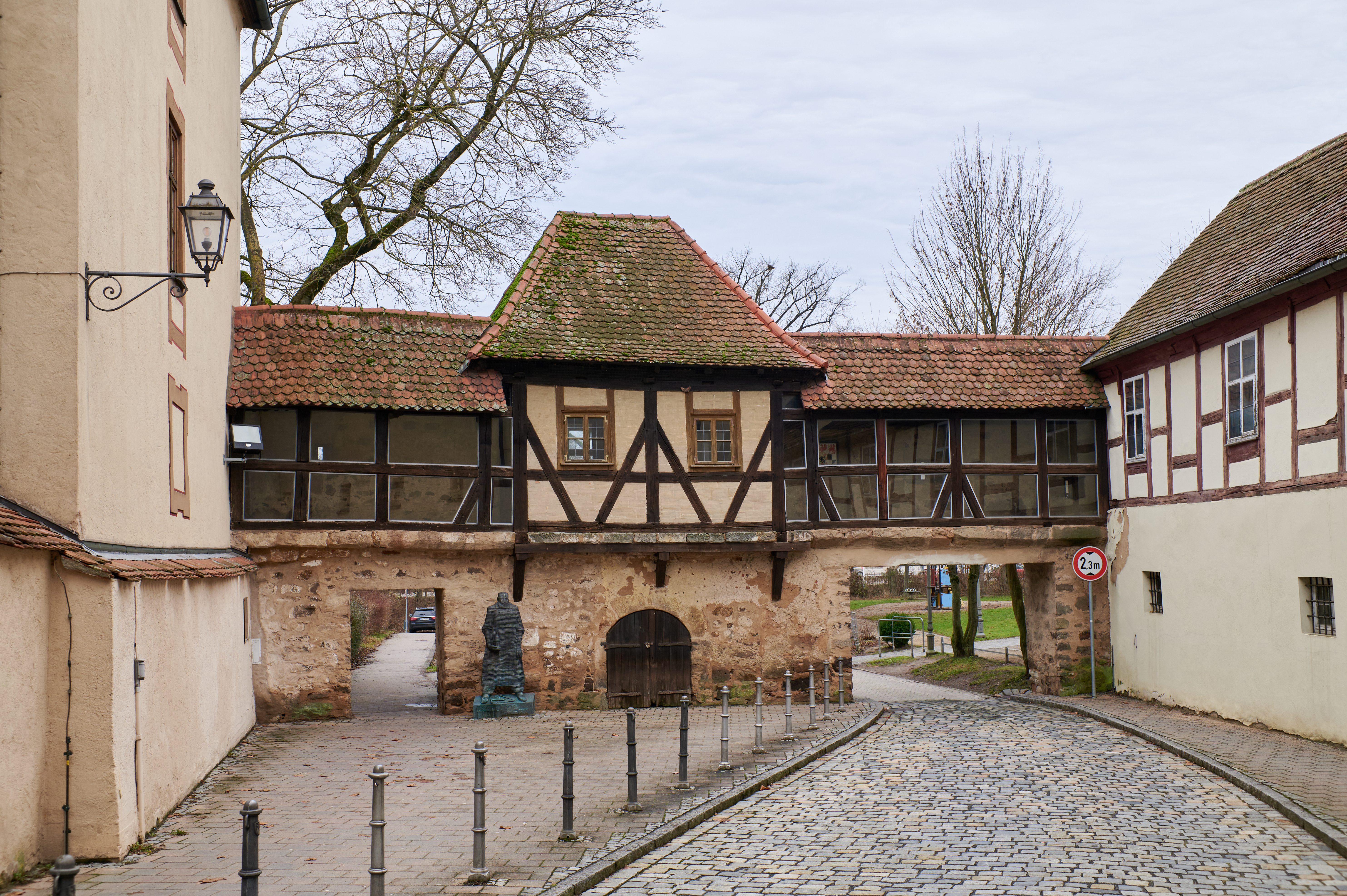
Schaitbergerstraße 14, Stadtseite
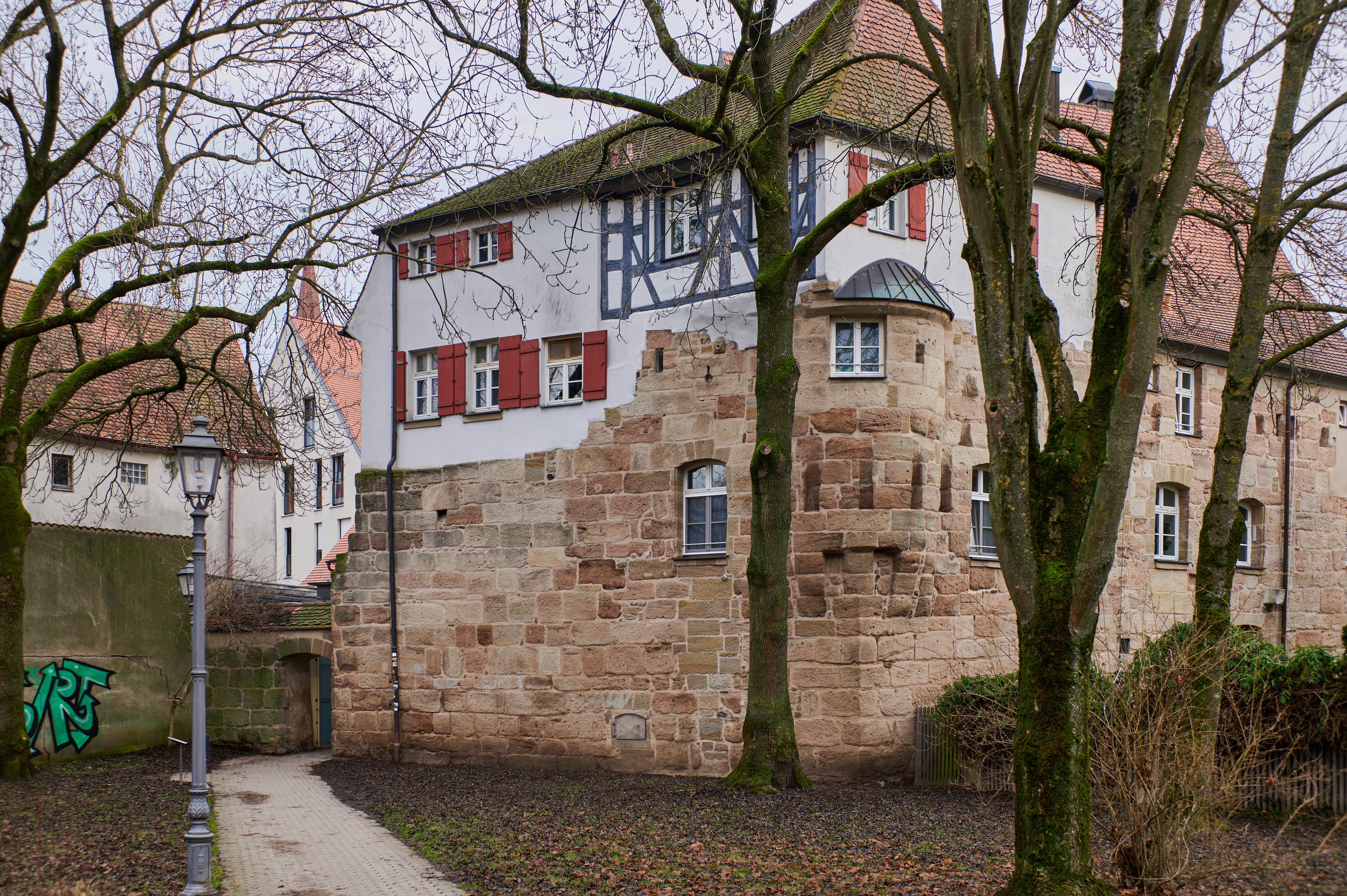
Schaitbergerstraße 38, nördliche Feldseite
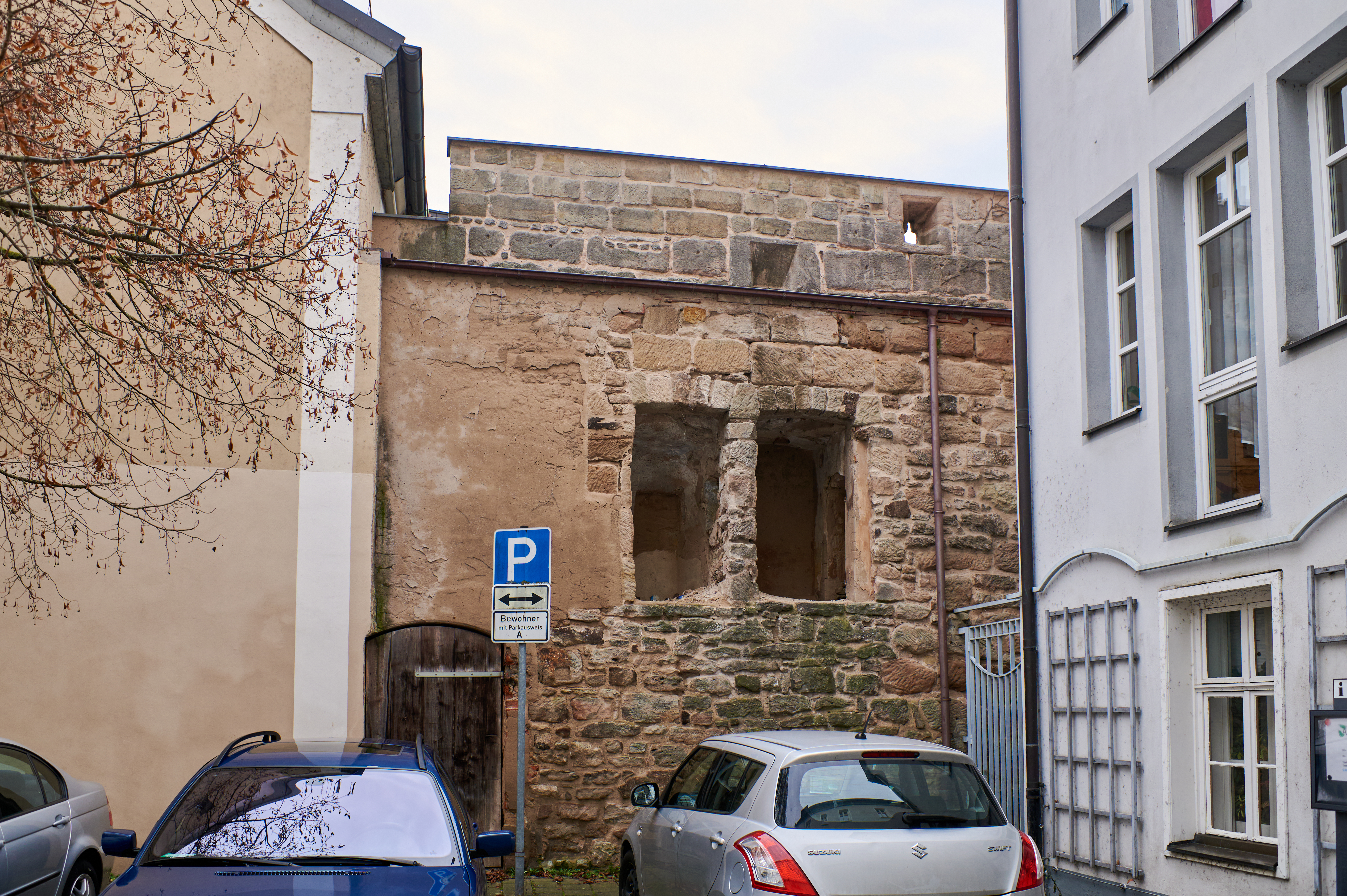
Schaitbergerstraße 38, südliche Stadtseite
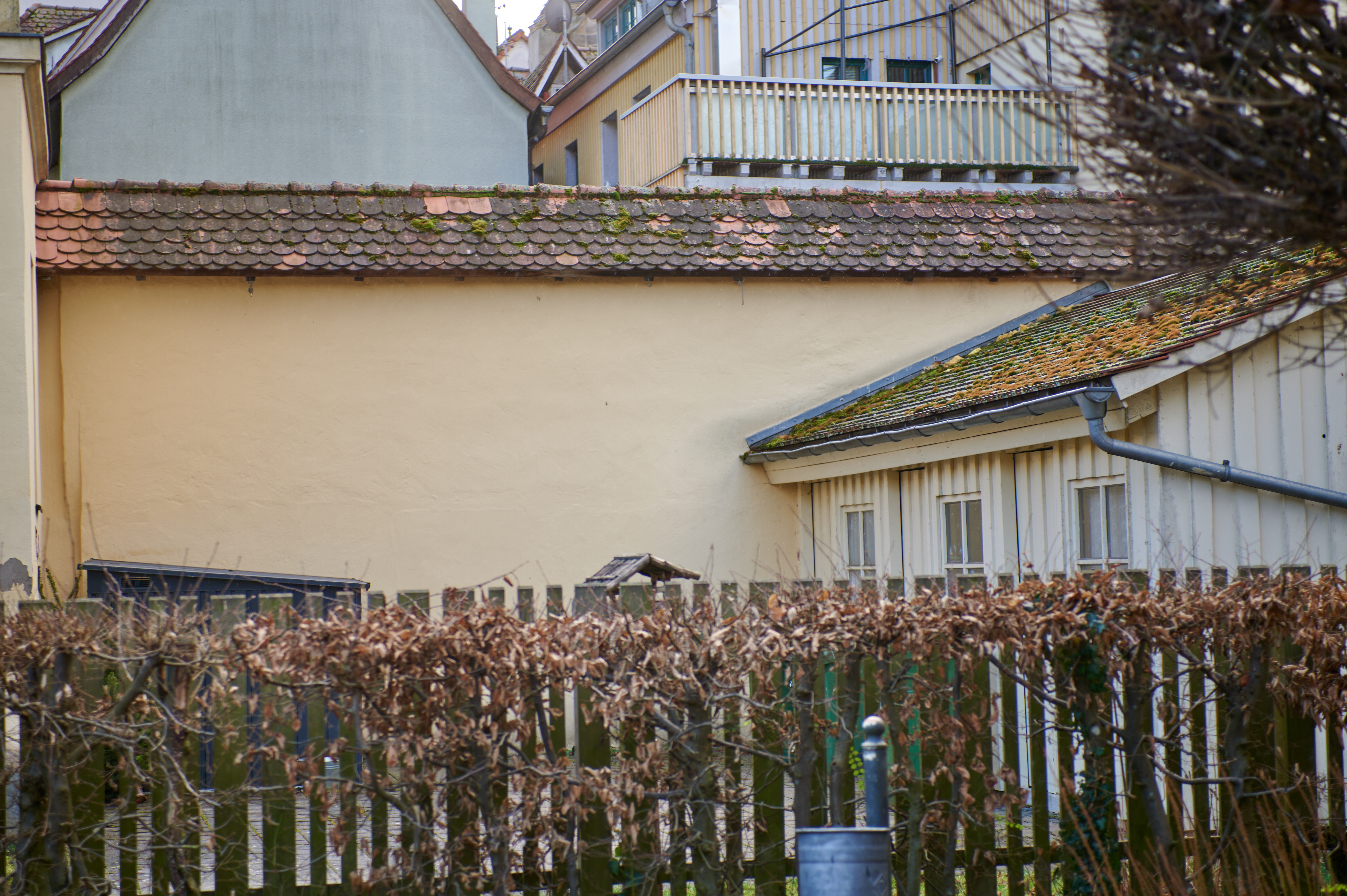
Pfarrstraße 9, westlich Nr. 19
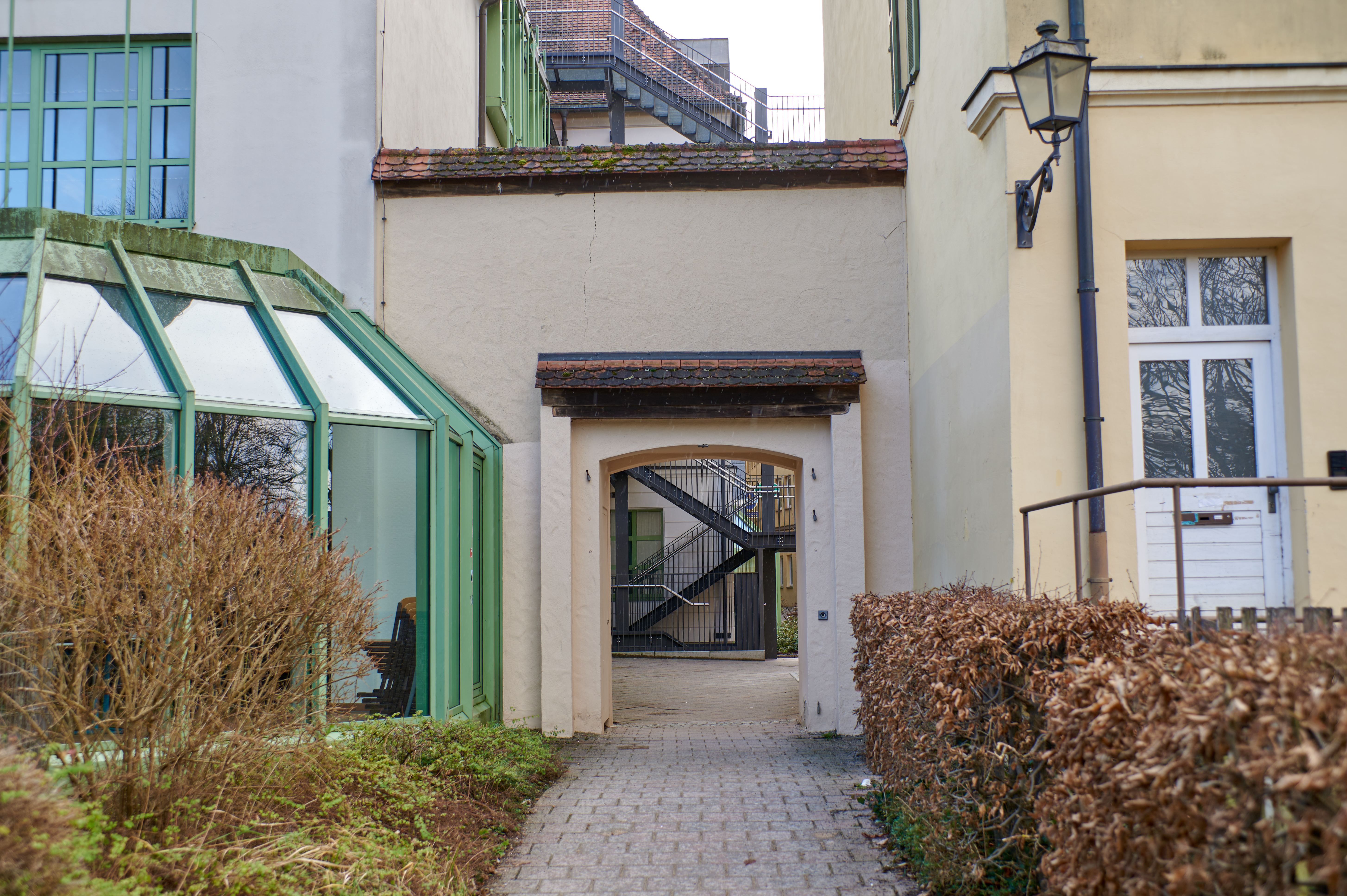
Pfarrstraße 9, östlich Nr. 19
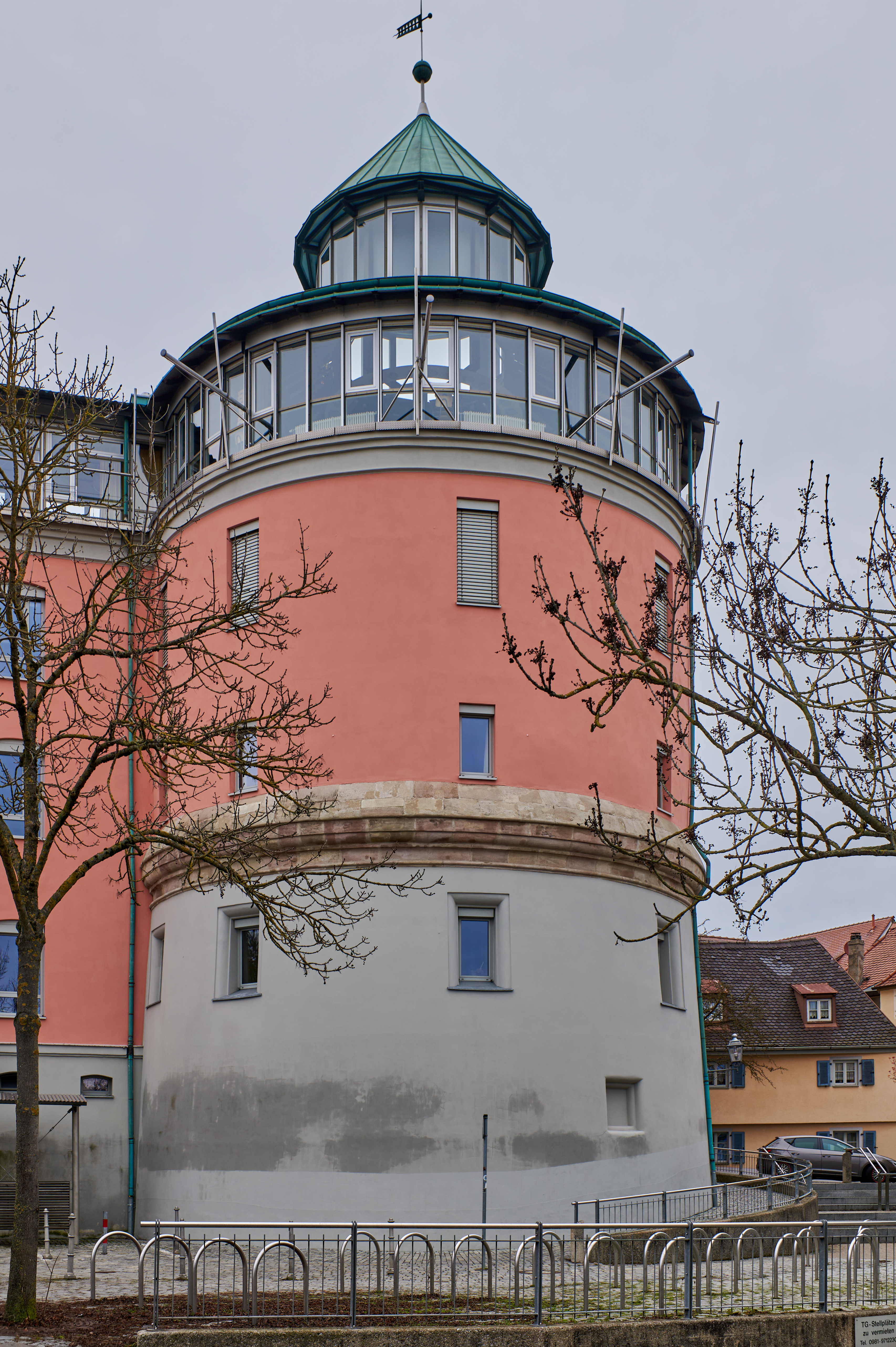
Dicker Turm (weitere Bilder)
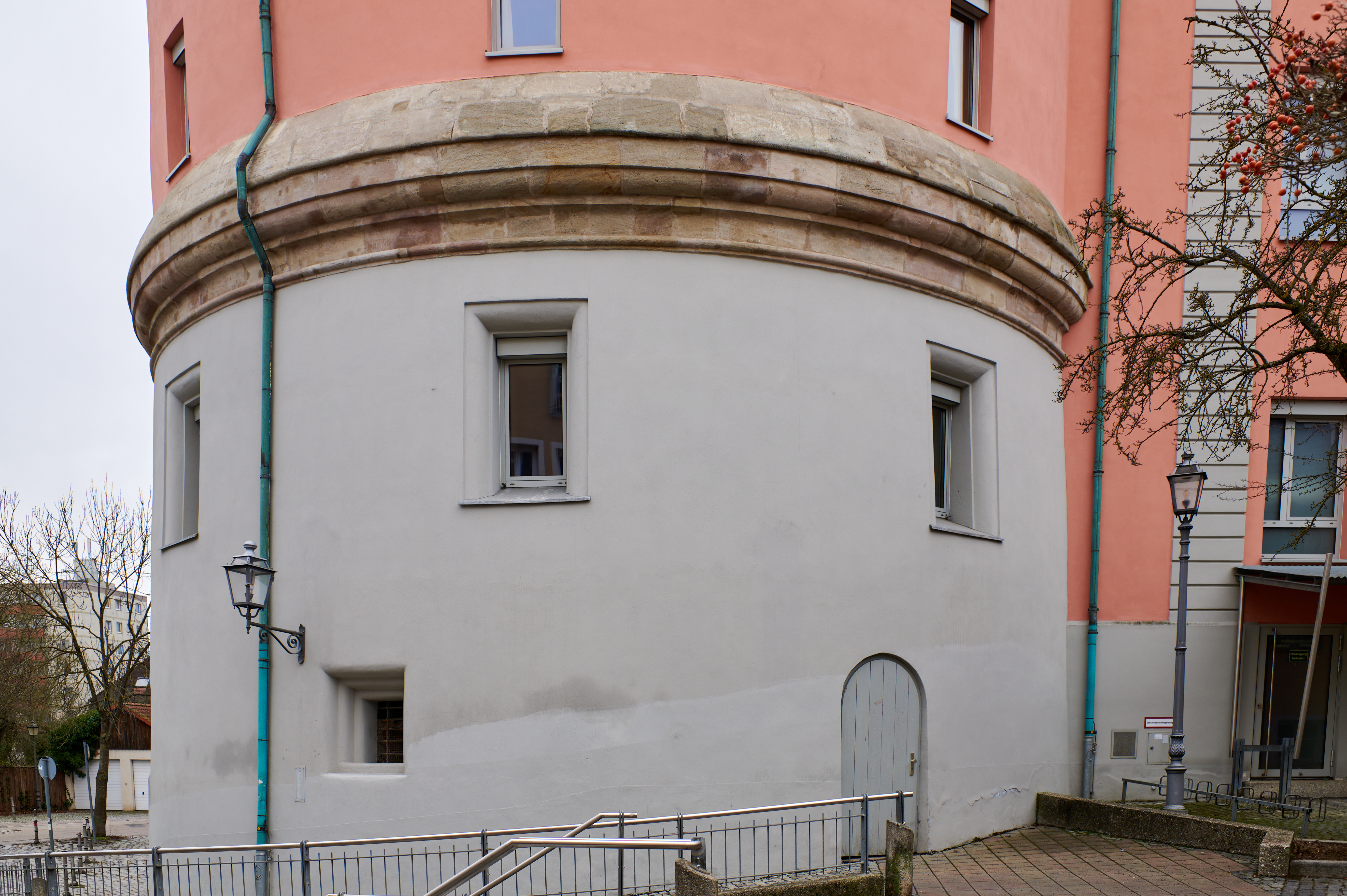
Dicker Turm (weitere Bilder)
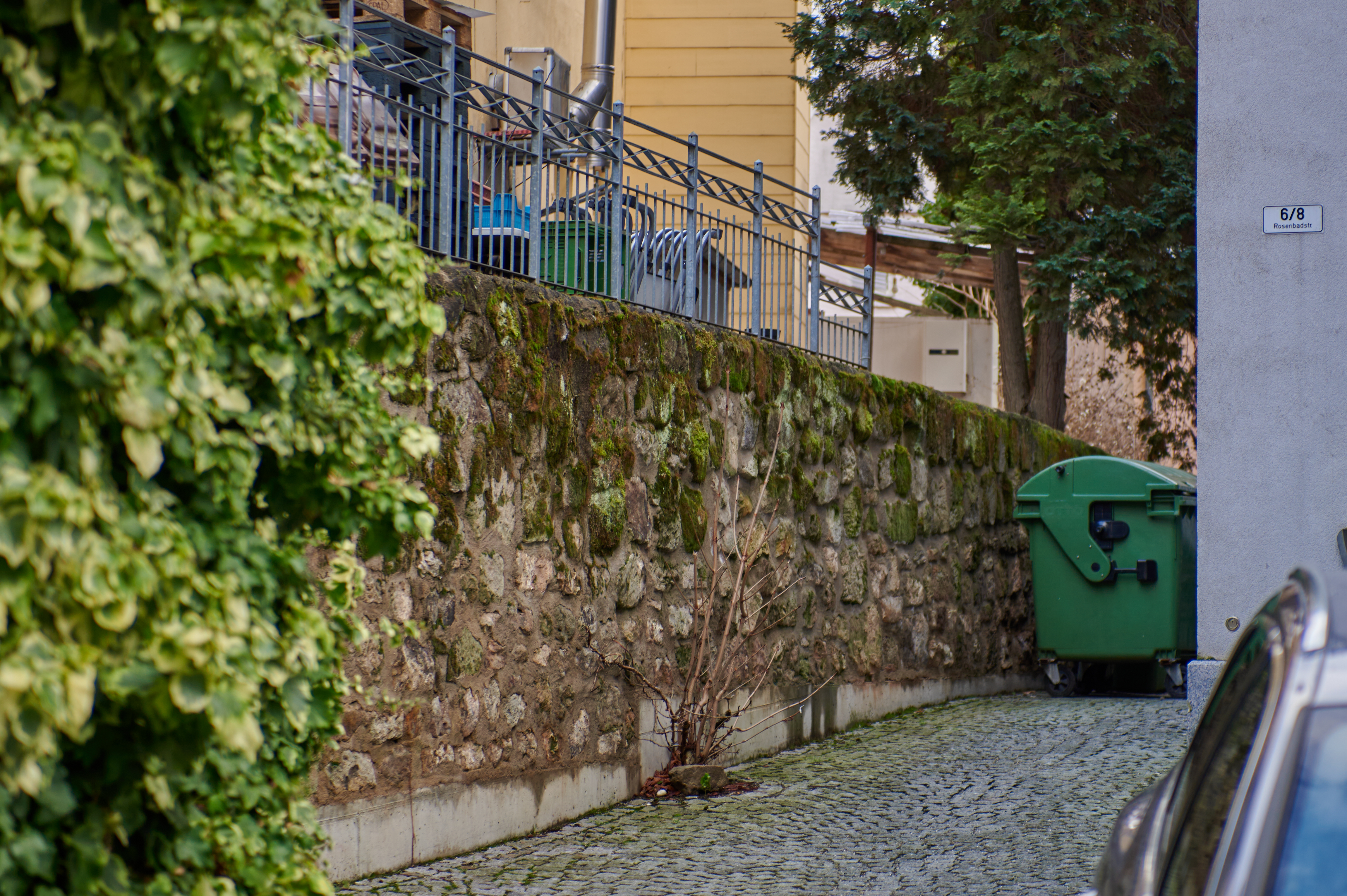
Reste der staufischen Mauer Rosenbadstraße 4, 6, 8

Zwei Tore sind erhalten:
Herrieder Tor
- Uzstraße 30 (Lage): Herrieder Tor, Torturm, über Sockelbau oktogonaler Turm mit Welscher Haube und Laterne, Lisenen- und Putzgliederung, Torvorbau mit Dreiecksgiebel, von Johann David Steingruber, 1750/51, Inschriftplatte 1684/85 (D-5-61-000-525) Herrieder Tor (Q28735079)
- Maximilianstraße 1 (Lage): Abgerundeter östlicher Eckpavillon am Herrieder Tor, Mansarddach, Putzgliederung, 1733/34 von Leopoldo Retti und Johann David Steingruber Pavillon Maximilianstraße 1 in Ansbach (D-5-61-000-525#2) (Q98620854)
- Maximilianstraße 2 (Lage): Abgerundeter westlicher Eckpavillon am Herrieder Tor, Mansarddach, Putzgliederung, 1733/34 von Leopoldo Retti und Johann David Steingruber Pavillon Maximilianstraße 2 in Ansbach (D-5-61-000-525#1) (Q98620853)

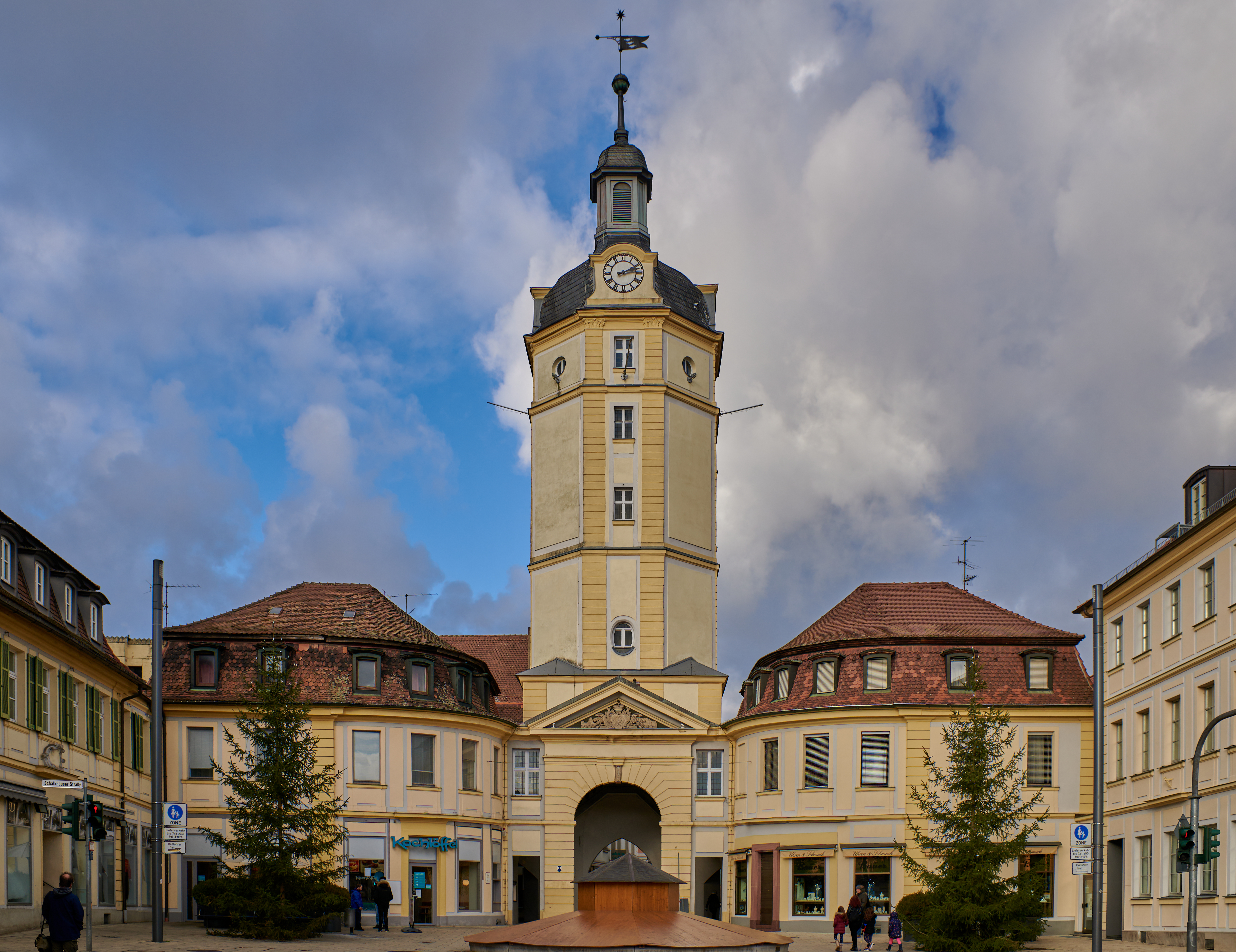
Herrieder Tor, von Süden (weitere Bilder)
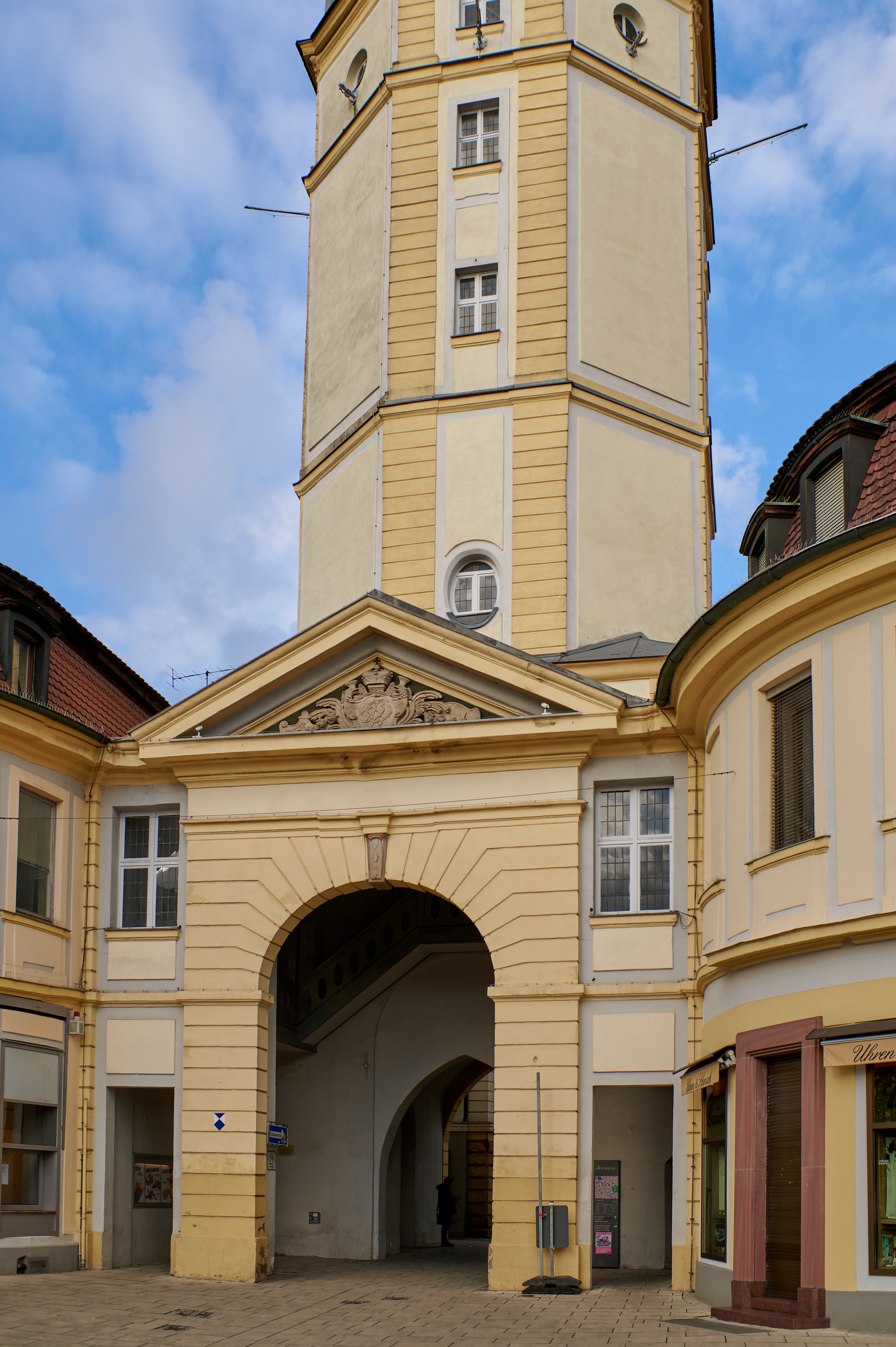
Herrieder Tor, von Süden (weitere Bilder)
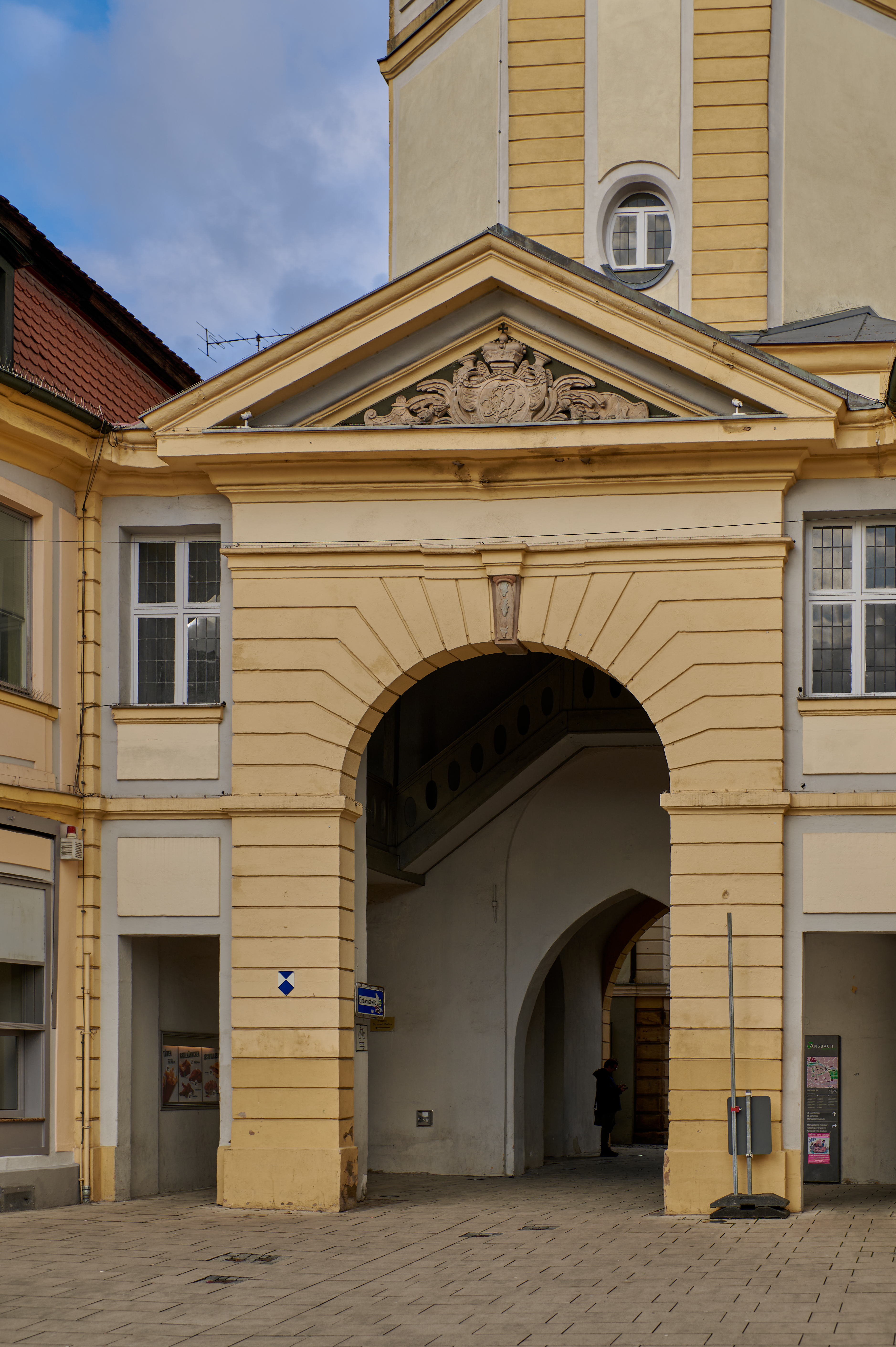
Herrieder Tor, von Süden (weitere Bilder)
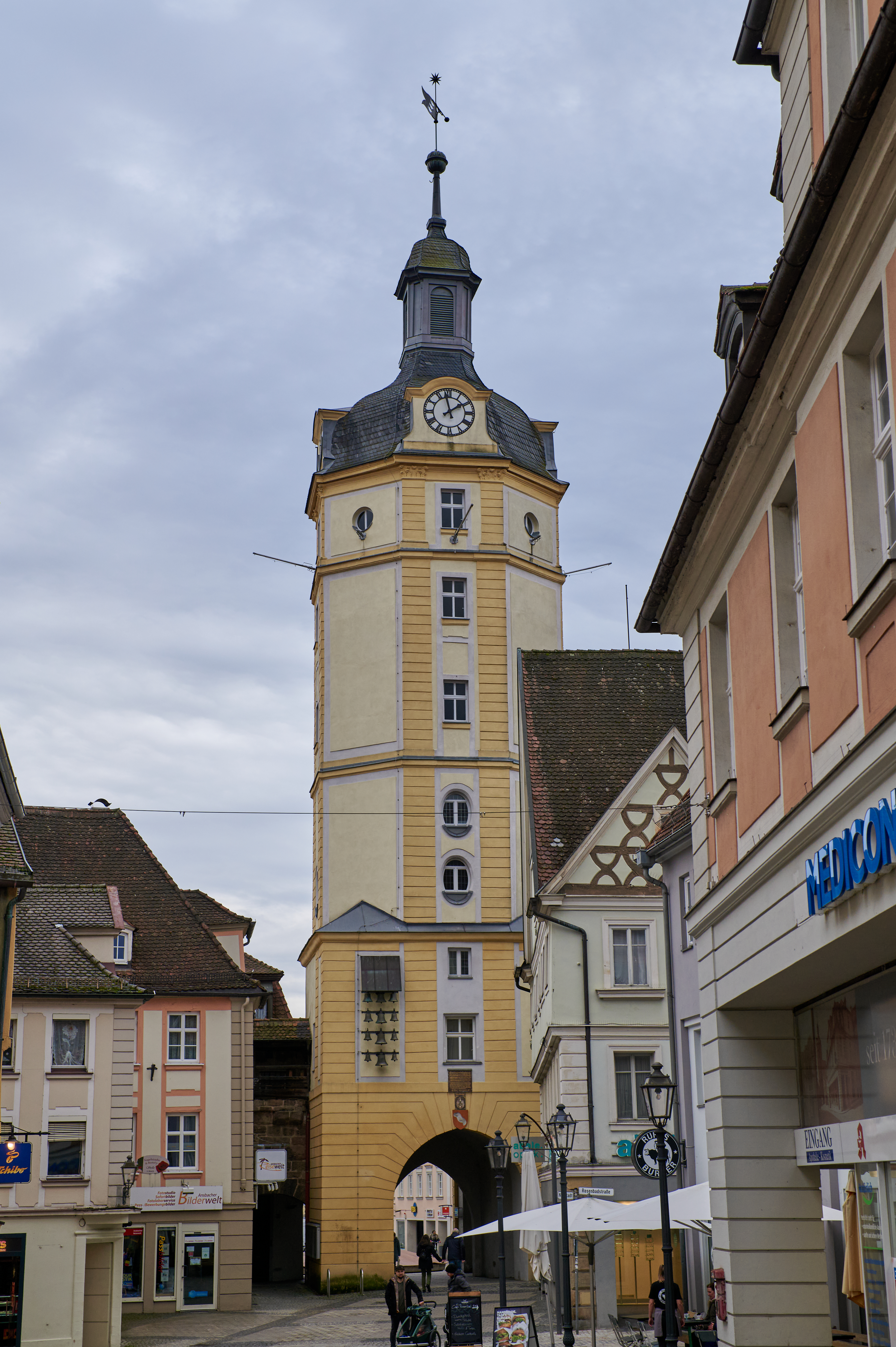
Herrieder Tor, von Norden (weitere Bilder)
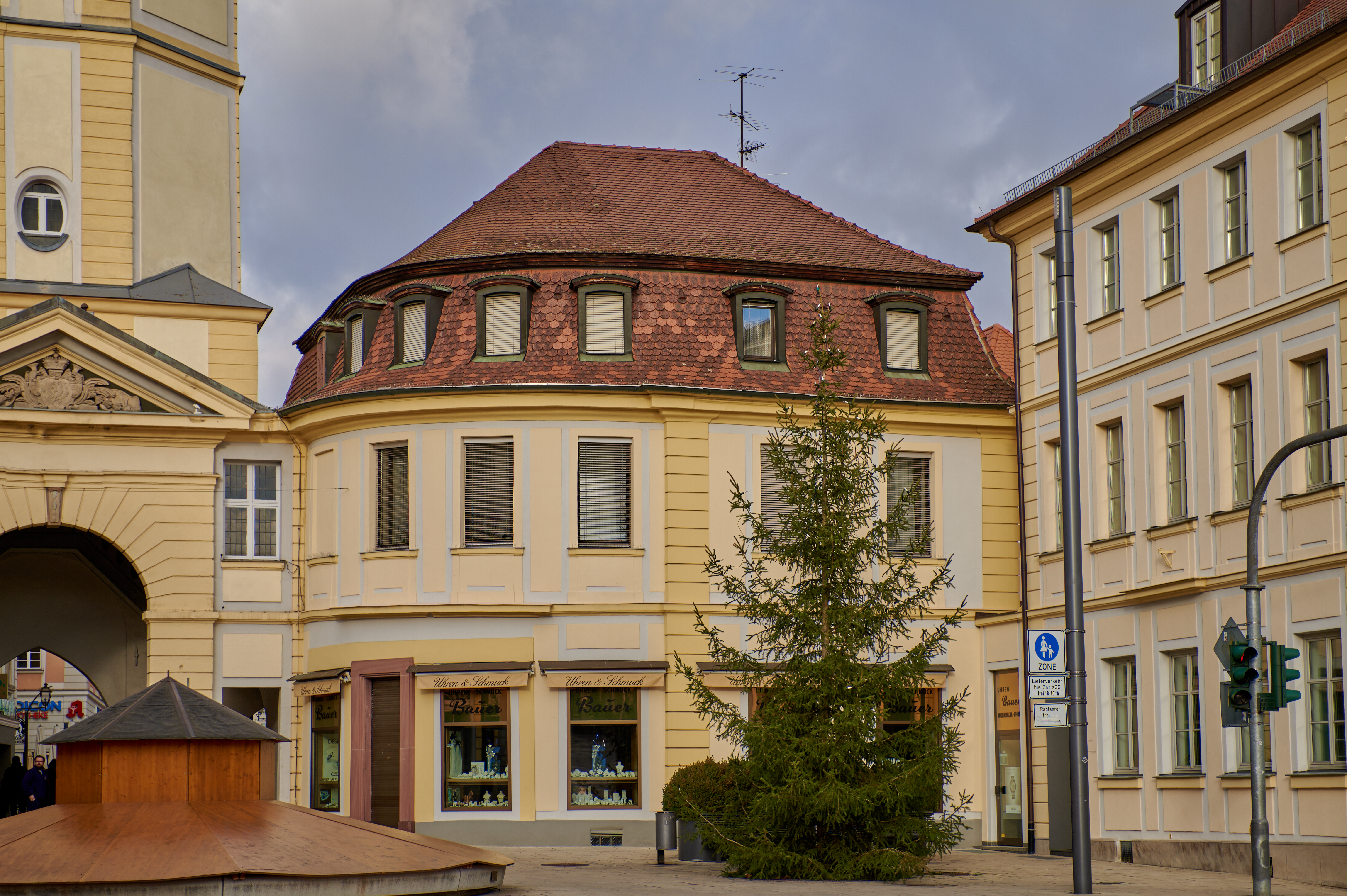
Pavillon Maximilianstraße 1 (weitere Bilder)
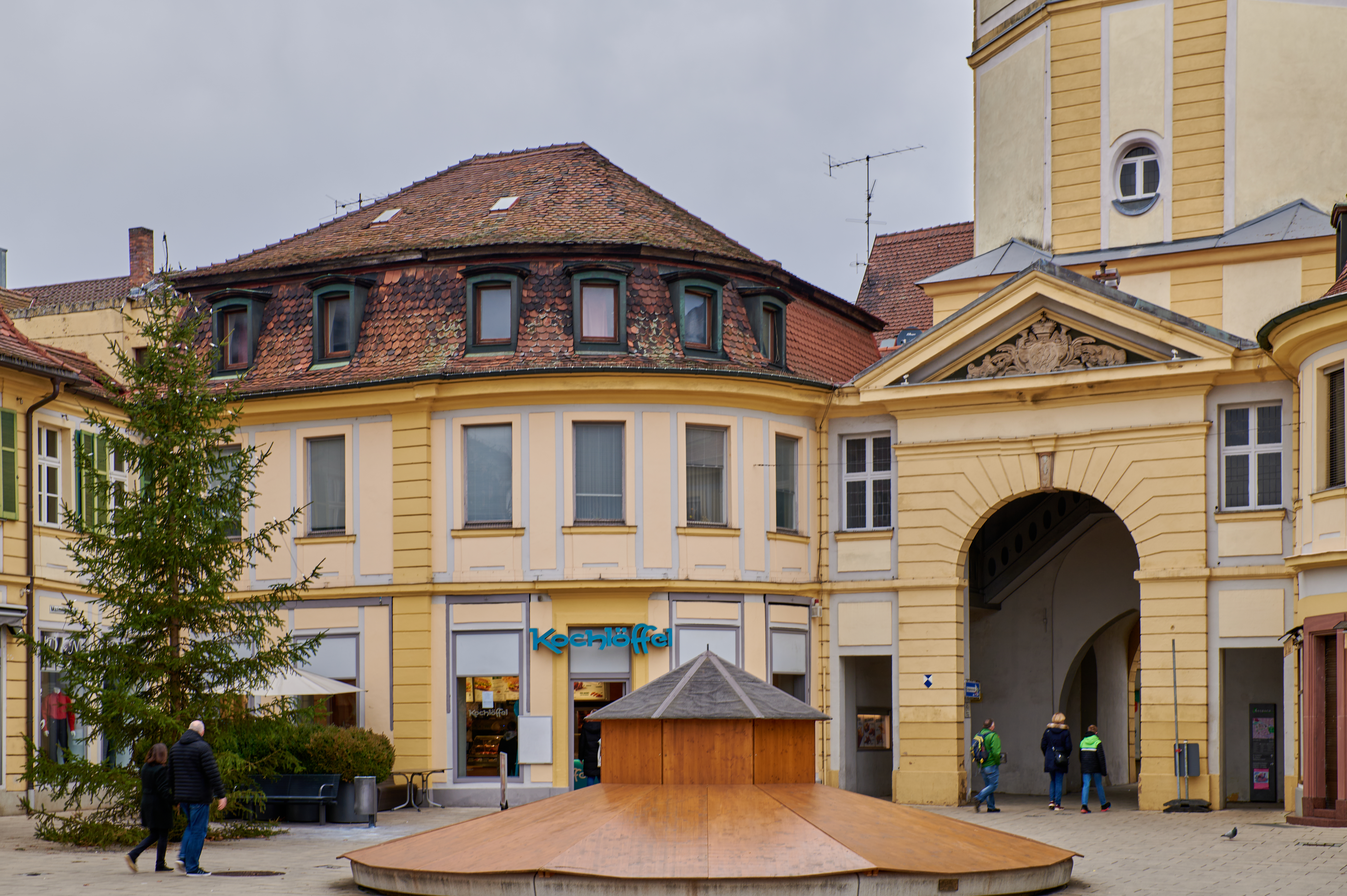
Pavillon Maximilianstraße 2 (weitere Bilder)

Neues Alexander-Tor
- Nähe Promenade, bei Nr. 17 (Lage): Neues Alexander-Tor, Torpfeiler und zwei kleine Wachhäuser mit Dreiecksgiebeln, von Johann Paul Bischoff, 1791, erneuert (D-5-61-000-370) Neues Alexander-Tor (Q41311571)

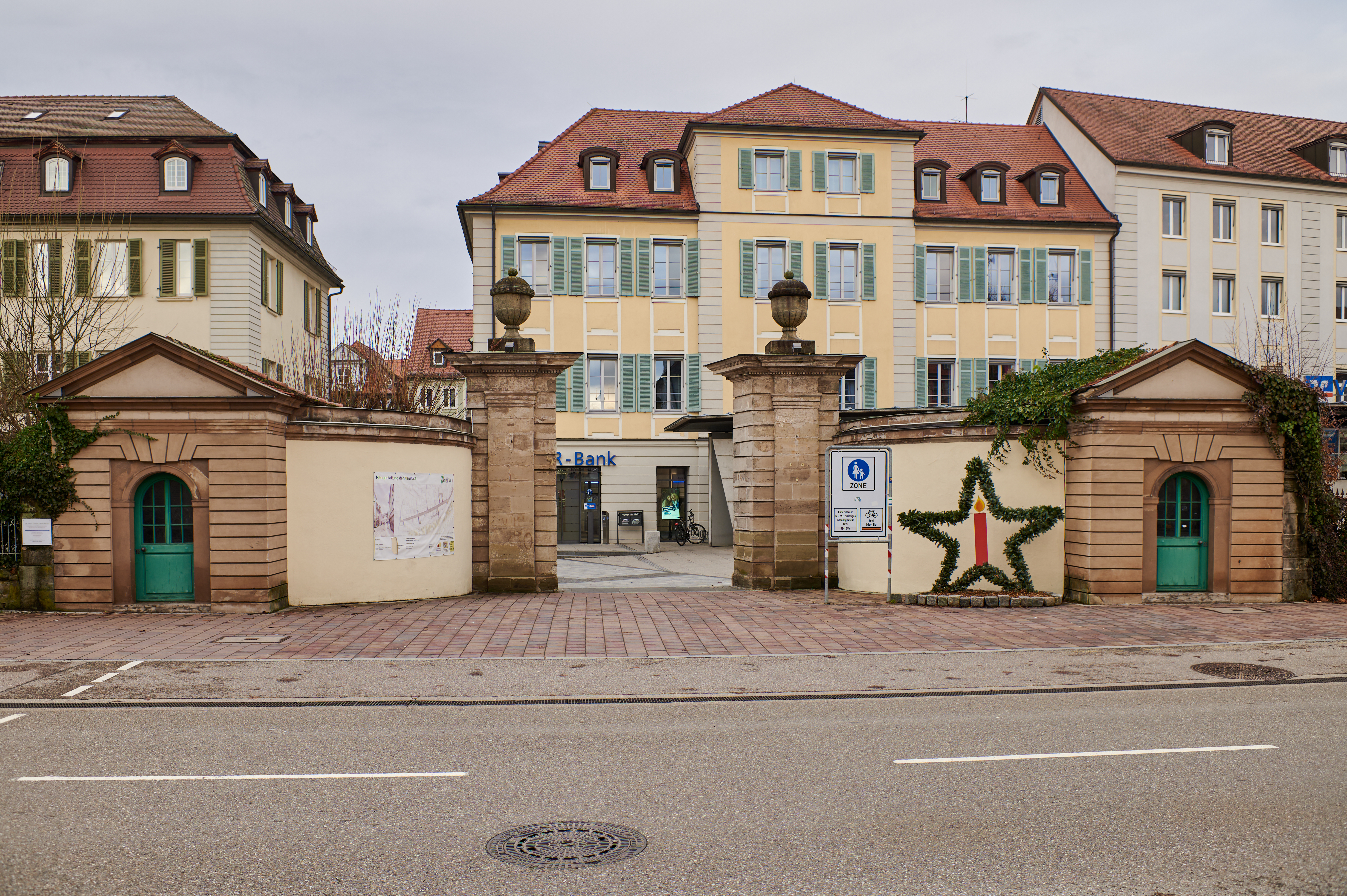
Neues Alexander-Tor, von Süden (weitere Bilder)
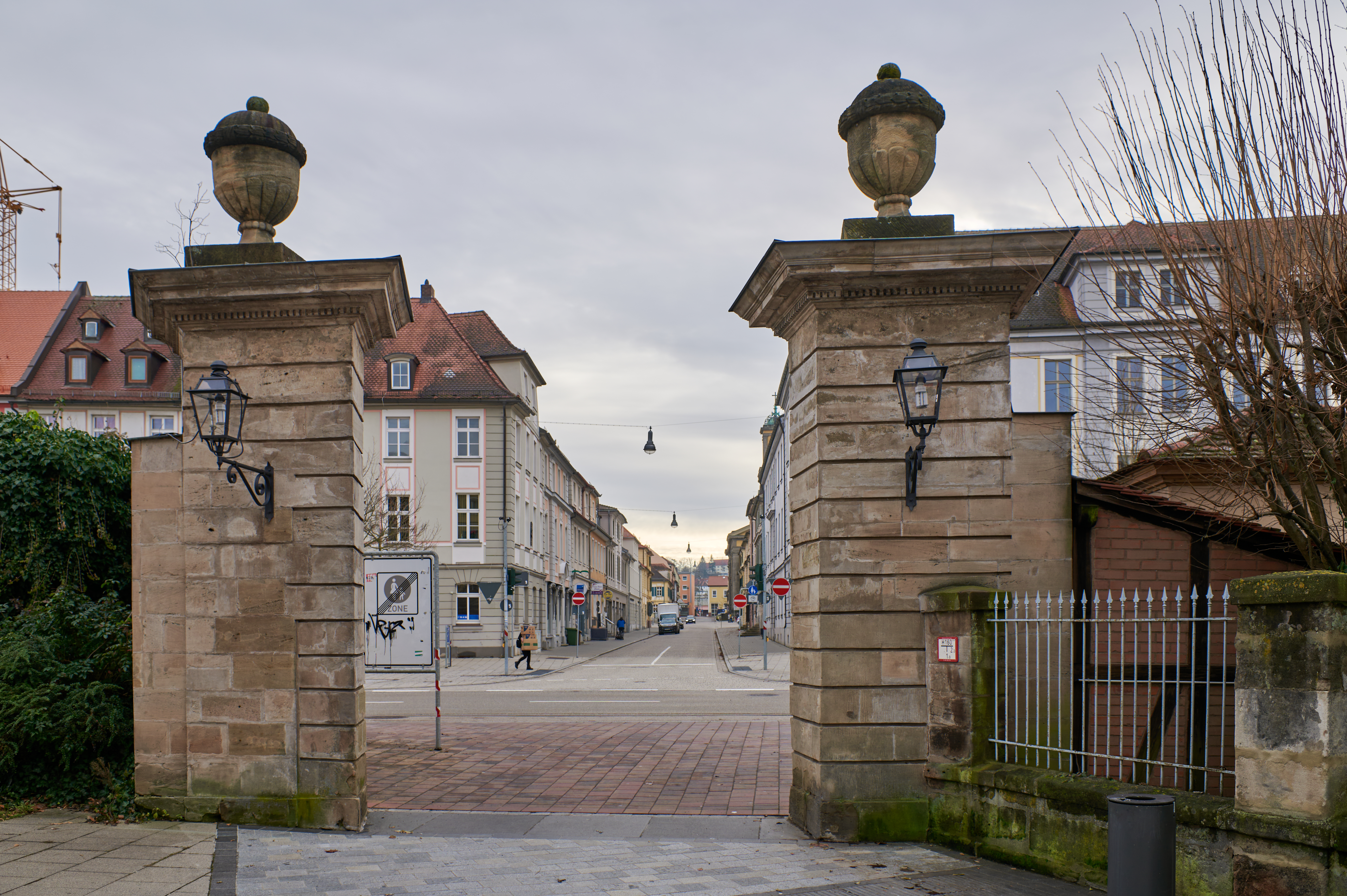
Neues Alexander-Tor, von Norden (weitere Bilder)

## Baudenkmäler nach Gemeindeteilen

### Ansbach

#### Baudenkmäler im Ensemble Altstadt Ansbach
| Lage                                                          | Objekt                                                                                       | Beschreibung | Akten-Nr.               | Bild           |
| ------------------------------------------------------------- | -------------------------------------------------------------------------------------------- | --- | ----------------------- | -------------- |
| Alte Poststraße 9 (Standort)                                  | Wohnhaus                                                                                     | Dreigeschossiger giebelständiger Halbwalmdachbau, mit Lisenen- und Geschossgliederung, 18./19. Jahrhundert | D-5-61-000-3 Wikidata   | weitere Bilder |
| Alte Poststraße 15 (Standort)                                 | Wohnhaus                                                                                     | Zweigeschossiges Gebäude mit Mansardwalmdach, mit Zwerchhaus, rustizierte Ecklisenen, rückwärtig anschließender zweigeschossiger Satteldachbau, teilweise fachwerksichtig, 18. Jahrhundert | D-5-61-000-4 Wikidata   | weitere Bilder |
| Bischof-Meiser-Straße 1 (Standort)                            | Wohn- und Geschäftshaus                                                                      | Dreigeschossiges Gebäude mit Mansarddach in Ecklage, mit zweigeschossigem Erker, rustiziertes Sockelgeschoss, mit Lisenen- und Putzgliederung, 18. Jahrhundert, Umbau um 1900 | D-5-61-000-14 Wikidata  | weitere Bilder |
| Bischof-Meiser-Straße 2, 2a, 4 (Standort)                     | Seitentrakt des ehemaligen Jagdzeughauses                                                    | Langgestreckter dreigeschossiger Satteldachbau, mit rustiziertem Erdgeschoss, rustizierten Lisenen und Putzgliederungen, von Johann Wilhelm von Zocha, 1715–19 (vgl. Promenade 26) | D-5-61-000-15 Wikidata  | weitere Bilder |
| Bischof-Meiser-Straße 3 (Standort)                            | Doppelwohnhaus mit Nr. 5                                                                     | Zweigeschossiges Gebäude mit Walmdach und Mansarddach, mit Zwerchhaus, teilweise Putzgliederung, 18. Jahrhundert, Nr. 3 Geburtshaus des Bildhauers Ernst von Bandel (1800–1876), Erdgeschoss teilweise erneuert | D-5-61-000-16 Wikidata  | weitere Bilder |
| Bischof-Meiser-Straße 5 (Standort)                            | Doppelwohnhaus                                                                               | mit Einfahrt | D-5-61-000-16 Wikidata  | weitere Bilder |
| Bischof-Meiser-Straße 4 a (Standort)                          | Ehemaliges Wohnhaus                                                                          | Zweigeschossiger, traufständiger Satteldachbau mit Zwerchhaus, wohl unter Leitung Leopoldo Rettis erbaut, 18. Jahrhundert | D-5-61-000-17 Wikidata  | weitere Bilder |
| Bischof-Meiser-Straße 6 (Standort)                            | Ehemaliges Wohnhaus                                                                          | Zweigeschossiger traufständiger Satteldachbau, mit Zwerchhaus und Geschossgliederung, wohl unter Leitung Leopoldo Rettis erbaut, 18. Jahrhundert | D-5-61-000-18 Wikidata  | weitere Bilder |
| Bischof-Meiser-Straße 7 (Standort)                            | Wohnhaus                                                                                     | Zweigeschossiger Walmdachbau mit Zwerchhaus, mit rustizierten Lisenen und Geschossgliederung, 18. Jahrhundert | D-5-61-000-19 Wikidata  | weitere Bilder |
| Bischof-Meiser-Straße 9 (Standort)                            | Wohnhaus des Architekten Leopoldo Retti                                                      | Zweigeschossiger Walmdachbau, dreiachsiger Mittelrisalit mit Zwerchhaus, mit rustizierten Lisenen, Putzgliederung und Stuckornamentik, Treppenhaus und ein Zimmer in nahezu originalem Zustand erhalten, 1743 begonnen | D-5-61-000-20 Wikidata  | weitere Bilder |
| Bischof-Meiser-Straße 11 (Standort)                           | Nördlicher Teil der ehemaligen Jägerkaserne                                                  | Zweigeschossiger Walmdachbau mit Zwerchhaus, mit Putzgliederungen, von Gabriel de Gabrieli, frühes 18. Jahrhundert | D-5-61-000-21 Wikidata  | weitere Bilder |
| Bischof-Meiser-Straße 12, 14 (Standort)                       | Doppelwohnhaus                                                                               | Zweigeschossiger Walmdachbau in Ecklage, mit Zwerchhäusern, Risalitgliederung, Rustizierungen und Putzgliederungen, Stuckornamente, wohl von Leopoldo Retti, 1739/40 | D-5-61-000-22 Wikidata  | weitere Bilder |
| Bischof-Meiser-Straße 13 (Standort)                           | Ehemalige Hofbrunnmeisterwohnung                                                             | Eingeschossiger Flügelbau mit Walmdach, 18. Jahrhundert | D-5-61-000-23 Wikidata  | weitere Bilder |
| Bischof-Meiser-Straße 19 (Standort)                           | Wohnhaus                                                                                     | Dreigeschossiger Satteldachbau mit viergeschossigem Walmdachanbau, mit rustizierten Lisenen und Putzgliederung, 18. Jahrhundert | D-5-61-000-25 Wikidata  | weitere Bilder |
| Bischof-Meiser-Straße 19 (Standort)                           | Toreinfahrt                                                                                  | Mit erhaltenen Teilen der Ummauerung, gleichzeitig | D-5-61-000-25 Wikidata  | BW             |
| Büttenstraße 3 (Standort)                                     | Wohnhaus, später Wohn- und Geschäftshaus                                                     | Zweigeschossiger traufständiger Satteldachbau, mit Zwerchhaus, mit Putzgliederungen und rustizierten Ecklisenen, 18. Jahrhundert, im Kern 16. Jahrhundert | D-5-61-000-35 Wikidata  | weitere Bilder |
| Büttenstraße 4 (Standort)                                     | Wohngebäude                                                                                  | Dreigeschossiger giebelständiger Satteldachbau, teilweise Fachwerk, verputzt, mit vorkragenden Obergeschossen und rustizierten Ecklisenen, vor 1600 | D-5-61-000-36 Wikidata  | weitere Bilder |
| Büttenstraße 7 (Standort)                                     | Wohnhaus                                                                                     | dreigeschossiger Eckbau mit nach Süden abgewalmten Satteldach, Zwerchhaus und vorkragenden Obergeschossen, im Kern 16. Jh. | D-5-61-000-38 Wikidata  | weitere Bilder |
| Büttenstraße 11 (Standort)                                    | Wohnhaus                                                                                     | zweigeschossiger traufständiger Satteldachbau, im Kern 16. Jh., verändert Mitte 19. Jh. | D-5-61-000-41           | weitere Bilder |
| Büttenstraße 12 (Standort)                                    | Wohnhaus                                                                                     | Dreigeschossiges Gebäude mit Walmdach, mit rustizierten Ecklisenen und großem, gewölbtem Keller, 16. Jahrhundert | D-5-61-000-42 Wikidata  | weitere Bilder |
| Büttenstraße 13 (Standort)                                    | Ehemaliges Büttenhaus                                                                        | Zweigeschossiges breitgelagertes Gebäude mit Krüppelwalmdach, mit zwei großen, gewölbten Kellern, 1539 (dendrochronologisch datiert), Veränderungen im 18. Jahrhundert, vgl. Nr. 22 | D-5-61-000-43 Wikidata  | weitere Bilder |
| Büttenstraße 14 (Standort)                                    | Wohnhaus                                                                                     | Dreigeschossiger giebelständiger Satteldachbau, mit Geschossgliederungen, im Kern zweite Hälfte 16. Jahrhundert, teilweise erneuert | D-5-61-000-44 Wikidata  | weitere Bilder |
| Büttenstraße 15 (Standort)                                    | Wohnhaus                                                                                     | Zweigeschossiges giebelständiges Gebäude mit Halbwalmdach, mit Ladeerker wohl aus jüngerer Zeit, im Kern um 1550 (1539 dendrochronologisch datiert), Fassade erneuert | D-5-61-000-45 Wikidata  | weitere Bilder |
| Büttenstraße 15 (Standort)                                    | Ehemalige Zehntscheune                                                                       | Zweigeschossiges Gebäude mit Halbwalmdach, teilweise Fachwerk, erkerähnlicher Obergeschossanbau, Fachwerk, mit Walmdach, 17./18. Jahrhundert, im Kern wohl spätmittelalterlich | D-5-61-000-414 Wikidata | weitere Bilder |
| Büttenstraße 16 (Standort)                                    | Wohngebäude, Gasthaus, sogenanntes Haus zur Löwengrube                                       | Dreigeschossiger giebelständiger Satteldachbau, Obergeschoss und Giebel Fachwerk mit vorgeblendeter, reich geschnitzter Holzverkleidung, mit geschossgliedernden Elementen und Putzgliederungen, wohl von Blasius Berwart d. Ä., bezeichnet „1566“, umgebaut „1890“ (bezeichnet) | D-5-61-000-46 Wikidata  | weitere Bilder |
| Büttenstraße 18 (Standort)                                    | Wohnhaus                                                                                     | Dreigeschossiger giebelständiger Satteldachbau, mit vorkragenden Obergeschossen, und Ladeluken, Innenhof mit Arkaden und Fachwerkanbauten, 16. Jahrhundert, im Hof bezeichnet „1594“ | D-5-61-000-48 Wikidata  | weitere Bilder |
| Büttenstraße 20 (Standort)                                    | Wohnhaus                                                                                     | Zweigeschossiges Gebäude mit Schopfwalmdach, mit rustizierten Ecklisenen, zwei tonnengewölbte Keller, im Kern um 1550, Veränderungen 18./19. Jahrhundert | D-5-61-000-50 Wikidata  | weitere Bilder |
| Büttenstraße 22 (Standort)                                    | Wohnhaus, ehemals auch Lagerhaus                                                             | Eingeschossiges Gebäude mit Krüppelwalmdach, dreigeschossiger Giebel fachwerksichtig, um 1550, tonnengewölbte Keller, 16. Jahrhundert, stehen mit den Kellerräumen von Haus Nummer 13 in Verbindung | D-5-61-000-51 Wikidata  | weitere Bilder |
| Büttenstraße 24 (Standort)                                    |                                                                                              | Eingeschossiger giebelständiger Satteldachbau mit hohem Sockelgeschoss, im Kern 16./17. Jahrhundert | D-5-61-000-52 Wikidata  | weitere Bilder |
| Büttenstraße 25 (Standort)                                    | Wohnhaus                                                                                     | Dreigeschossiger giebelständiger Satteldachbau, Erdgeschoss massiv, Obergeschoss teilweise vorkragend, Fachwerk verputzt, vor 1600 | D-5-61-000-53 Wikidata  | weitere Bilder |
| Büttenstraße 26 (Standort)                                    | Wohnhaus                                                                                     | Zweigeschossiges Gebäude mit Walmdach, mit vorkragenden Obergeschossen und Zwerchhaus, teilweise noch Fachwerk erhalten, im Kern vor 1600, Veränderungen 17./18. Jahrhundert | D-5-61-000-54 Wikidata  | weitere Bilder |
| Büttenstraße 27 (Standort)                                    | Wohnhaus                                                                                     | Zweigeschossiger traufständiger Satteldachbau, mit Zwerchhaus, 18. Jahrhundert, im Kern 16. Jahrhundert | D-5-61-000-55 Wikidata  | weitere Bilder |
| Büttenstraße 28 (Standort)                                    | Wohnhaus                                                                                     | Zweigeschossiger Walmdachbau in Ecklage, mit Zwerchhaus, Putzgliederung und rustizierten Ecklisenen, 18. Jahrhundert | D-5-61-000-56 Wikidata  | weitere Bilder |
| Büttenstraße 32 (Standort)                                    | Wohnhaus                                                                                     | Dreigeschossiger Walmdachbau in Ecklage, mit Zwerchhaus, 18. Jahrhundert | D-5-61-000-57 Wikidata  | weitere Bilder |
| Büttenstraße 34 (Standort)                                    | Wohnhaus                                                                                     | Dreigeschossiger Walmdachbau mit Zwerchhaus, 18. Jahrhundert, Fassade erneuert | D-5-61-000-58 Wikidata  | weitere Bilder |
| Büttenstraße 36, 38 (Standort)                                | Wohnhaus                                                                                     | Zweigeschossiger Bau mit Walmdach, südlich Halbwalm, Fachwerk, verputzt, um 1600, mit anschließendem zweigeschossigen Satteldachbau, wohl 18. Jahrhundert | D-5-61-000-59 Wikidata  | weitere Bilder |
| Büttenstraße 40 (Standort)                                    | Wohnhaus                                                                                     | Zweigeschossiger Satteldachbau, mit vorkragendem Fachwerkobergeschoss und Fachwerkgiebel, vor 1600 | D-5-61-000-60 Wikidata  | weitere Bilder |
| Endresstraße 7, 7a (Standort)                                 | Gasthaus                                                                                     | Doppelhaus, zweigeschossiger Satteldachbau, südlich mit Halbwalm, mit Zwerchhäusern, Lisenen- und Putzgliederung, 18. Jahrhundert, mit älterem Kern | D-5-61-000-67 Wikidata  | weitere Bilder |
| Endresstraße 10 (Standort)                                    | Wohn- und Geschäftshaus                                                                      | Dreigeschossiger Walmdachbau, mit Hausteingliederungen, um 1860/70 | D-5-61-000-68 Wikidata  | weitere Bilder |
| Endresstraße 17 (Standort)                                    | Ehemalige Scheune                                                                            | Zweigeschossiger giebelständiger Satteldachbau, teilweise Fachwerk, 18. Jahrhundert, Putzfassade des 19. Jahrhunderts mit rustizierten Ecklisenen, zwischen Nr. 15 und 19 | D-5-61-000-70 Wikidata  | weitere Bilder |
| Endresstraße 23 (Standort)                                    | Gasthaus                                                                                     | Zweigeschossiges Gebäude mit Mansardwalmdach, rückwärtig Zwerchhaus, mit rustizierten Ecklisenen und Putzgliederungen, im Stile der Gebrüder Zocha, 1733 | D-5-61-000-71 Wikidata  | weitere Bilder |
| Gumbertusplatz 1 und Johann-Sebastian-Bach-Platz 5 (Standort) | Wohnhaus, ehemaliger Heilsbronner Hof                                                        | Dreigeschossiger Satteldachbau, westlich mit Walm, teilweise Fachwerk, im Kern um 1550 | D-5-61-000-386 Wikidata | weitere Bilder |
| Gumbertusplatz neben der Gumbertuskirche (Standort)           | Markgraf-Karl-Wilhelm-Friedrich-Brunnen                                                      | Polygonales eisernes Becken, steinerner Brunnenschaft bekrönt von der Büste des Markgrafen, bezeichnet „1746“ | D-5-61-000-100 Wikidata | weitere Bilder |
| Hospitalstraße 2 (Standort)                                   | Ehemaliges markgräfliches Hospital                                                           | Zweigeschossiger Satteldachbau, mit Treppengiebel, bezeichnet „1547“ | D-5-61-000-92 Wikidata  | weitere Bilder |
| Hospitalstraße 7 (Standort)                                   | Lagergebäude, Scheune                                                                        | Zweigeschossiger giebelständiger Bau mit Mansarddach, Sandsteinquader und Fachwerk, 17./18. Jahrhundert | D-5-61-000-93 Wikidata  | weitere Bilder |
| Hospitalstraße 9 (Standort)                                   | Lagerhaus                                                                                    | Zweigeschossiger giebelständiger Satteldachbau, Fachwerk, 17./18. Jahrhundert | D-5-61-000-94 Wikidata  | weitere Bilder |
| Hospitalstraße 11 (Standort)                                  | Ehemaliges Lagerhaus                                                                         | Zweigeschossiger, giebelständiger Satteldachbau, Fachwerk, 17./18. Jahrhundert | D-5-61-000-95 Wikidata  | weitere Bilder |
| Johann-Sebastian-Bach-Platz 1 (Standort)                      | Stadthaus, ehemaliges Landhaus                                                               | Dreigeschossiges Gebäude mit Steildach in Ecklage, Sandsteinquaderbau, erbaut unter Markgraf Georg dem Frommen durch Sixt Kornburger, um 1532, Dachstuhl mit Giebelfiguren 1633 zerstört, Restaurierung 1928 | D-5-61-000-97 Wikidata  | weitere Bilder |
| Johann-Sebastian-Bach-Platz 2 (Standort)                      | Wohn- und Geschäftshaus                                                                      | viergeschossiges Gebäude mit Walmdach, in Ecklage, mit anschließenden Rückgebäuden, im Kern vor 1600, Fassade 18. Jh. | D-5-61-000-98           | weitere Bilder |
| Johann-Sebastian-Bach-Platz 3 (Standort)                      | Stadtpfarrkirche St. Gumbertus                                                               | Saalkirche, mit Schwanenritterordenskapelle, Krypta 11. Jahrhundert, Chor 1501–23, seit 1825 Schwanenritterordenskapelle, Turmgruppe 1594/97 von Gideon Bacher, Südturm des 15. Jahrhunderts, westliche Dreiturmfassade mit romanischem Unterbau 15./16. Jahrhundert, Langhaus 1736–38 von Leopoldo Retti unter Erhaltung einiger romanischer und gotischer Substanz umgebaut, mit Ausstattung                                            | D-5-61-000-99 Wikidata  | weitere Bilder |
| Johann-Sebastian-Bach-Platz 3 (Standort)                      | Stadtpfarrkirche St. Gumbertus, Fürstengruft                                                 | | D-5-61-000-99 Wikidata  | weitere Bilder |
| Johann-Sebastian-Bach-Platz 4 (Standort)                      | Wohnhaus                                                                                     | dreigeschossiger traufständiger Satteldachbau, Hof mit anschließenden Fachwerkbauten, im Kern vor 1600, Fassade 18. Jh. | D-5-61-000-101 Wikidata | weitere Bilder |
| Johann-Sebastian-Bach-Platz 5 (Standort)                      | Behringerhof, ehemaliger Stiftshof, jetzt Pfarrhaus                                          | Zwei- und dreigeschossiger Bau um Innenhof der zweiten Hälfte 16. Jahrhundert, mit Treppenturm, Laubengänge, teilweise Fachwerk, Bauteile 16.–18. Jahrhundert, westliche Straßenfassade mit rustiziertem Erdgeschoss und Putzgliederungen 18. Jahrhundert, Südflügel 1913/15 neu errichtet | D-5-61-000-102 Wikidata | weitere Bilder |
| Johann-Sebastian-Bach-Platz 7 (Standort)                      | Ehemalige Stiftsdekanei, sogenannter Nennichhof                                              | Dreigeschossiges Gebäude mit Walmdach, mit rückwärtig anschließenden Gebäuden und Treppenturm, Fachwerkbau, 1550–1800, Fassade mit rustizierten Lisenen und Geschossgliederung von Karl Friedrich von Zocha, 18. Jahrhundert | D-5-61-000-104 Wikidata | weitere Bilder |
| Johann-Sebastian-Bach-Platz 9 (Standort)                      | Wohnhaus                                                                                     | Dreigeschossiger Walmdachbau, mit Putzgliederungen, von Karl Friedrich von Zocha, 18. Jahrhundert, Erdgeschoss erneuert | D-5-61-000-105 Wikidata | weitere Bilder |
| Johann-Sebastian-Bach-Platz 9 (Standort)                      | Nebengebäude                                                                                 | Innenhof mit Fachwerkbauten | D-5-61-000-105 Wikidata | weitere Bilder |
| Johann-Sebastian-Bach-Platz 10 (Standort)                     | Eybhof, ehemaliges Chorherrenhaus von St. Gumbertus, Geburtshaus von Theodor Escherich       | Dreigeschossiger Satteldachbau mit Ziergiebel, Putzgliederungen, für Hofrat von Eyb durch Gideon Bacher 1593 neu erbaut, Erdgeschoss erneuert | D-5-61-000-106 Wikidata | weitere Bilder |
| Johann-Sebastian-Bach-Platz 11, 13 (Standort)                 | Wohnhaus                                                                                     | dreigeschossiger Walmdachbau mit Zwerchhaus mit Dreiecksgiebel, rustizierten Ecklisenen und Putzgliederung, 18. Jh. | D-5-61-000-107 Wikidata | weitere Bilder |
| Johann-Sebastian-Bach-Platz 12 (Standort)                     | Wohnhaus                                                                                     | Dreigeschossiger Mansarddachbau in Ecklage, mit Putzgliederungen, von Leopoldo Retti, 1739 (dendrochronologisch datiert), anschließendes Rückgebäudes im Kern um 1410 (dendrochronologisch datiert), später verändert und aufgestockt | D-5-61-000-108 Wikidata | weitere Bilder |
| Johann-Sebastian-Bach-Platz 14 (Standort)                     | Wohnhaus                                                                                     | dreigeschossiger Mansarddachbau mit Zwerchhaus und Putzgliederung, von Leopoldo Retti, 18. Jh. | D-5-61-000-630 Wikidata | weitere Bilder |
| Johann-Sebastian-Bach-Platz 16 (Standort)                     | Wohn- und Geschäftshaus                                                                      | Dreigeschossiges Mansarddachgebäude, mit Zwerchhaus, mit rustizierten Lisenen und Putzgliederung, von Leopoldo Retti, 18. Jahrhundert, Erdgeschoss weitgehend erneuert | D-5-61-000-109 Wikidata | weitere Bilder |
| Johann-Sebastian-Bach-Platz 18 (Standort)                     | Wohngebäude                                                                                  | Dreigeschossiger Bau mit Mansarddach in Ecklage, mit rustizierten Ecklisenen und Putzgliederung, von Leopoldo Retti, 18. Jahrhundert, Erdgeschoss weitgehend erneuert | D-5-61-000-110 Wikidata | weitere Bilder |
| Johann-Sebastian-Bach-Platz 20, Kronenstraße 1 a (Standort)   | Seckendorff-Palais, ehemaliger Stiftshof                                                     | ursprünglich Absteige des Klosters Heilsbronn, dann Wohnung der markgräflichen Witwen, ab 1792 Gasthof zur Goldenen Krone, dreigeschossiges Eckgebäude, 16.–18. Jahrhundert, Fassaden mit Putzgliederung und Rückflügel, von Karl Friedrich von Zocha, 18. Jahrhundert, schmiedeeiserner Balkon, erste Hälfte 18. Jahrhundert, Erdgeschoss weitgehend erneuert, mit anschließenden Fachwerkbauten im Hof und Treppenturm, 16. Jahrhundert | D-5-61-000-111 Wikidata | weitere Bilder |
| Johann-Sebastian-Bach-Platz 22 (Standort)                     | Ehemaliges markgräfliches Gästehaus                                                          | Dreigeschossiger Satteldachbau in Ecklage, Zwerchhäuser mit Ziergiebel, reiche Gliederung der Fassade mit rustizierenden Elementen, von Gideon Bacher, 1596 | D-5-61-000-112 Wikidata | weitere Bilder |
| Johann-Sebastian-Bach-Platz 24 (Standort)                     | Ehemaliges Gebäude des Gewerbevereins Ansbach                                                | Dreigeschossiger Bau mit Mansardwalmdach, Neurenaissance-Fassade in Backstein mit Hausteingliederungen, von Baurat Simon erbaut, 1882, mit Endres-Büste an der Fassade | D-5-61-000-113 Wikidata | weitere Bilder |
| Johann-Sebastian-Bach-Platz 26 (Standort)                     | Wohngebäude                                                                                  | Dreiteilige Baugruppe in Ecklage aus zwei- und dreigeschossigen Sattel- bzw. Walmdachbauten mit Zwerchhäusern, z. T. in Fachwerk, östlicher Teil dendro.dat. 1454 und 1681, mittlerer Teil dendro.dat. 1484, westlicher Teil jünger | D-5-61-000-114 Wikidata | weitere Bilder |
| Johann-Sebastian-Bach-Platz 26 (Standort)                     | Pfeiler der Einfriedung                                                                      | Um 1800 | D-5-61-000-114 Wikidata | weitere Bilder |
| Johann-Sebastian-Bach-Platz 28 (Standort)                     | Wohn- und Geschäftshaus                                                                      | Dreigeschossiges Gebäude in Ecklage mit verschiedenen Dachformen, mit Putzgliederung und Stuckornamenten, errichtet unter Einbeziehung eines ehemaligen Befestigungsturmes, von Leopoldo Retti, um 1738, Erdgeschoss weitgehend erneuert | D-5-61-000-115 Wikidata | weitere Bilder |
| Kanalstraße 16, 18 (Standort)                                 | Wohnhaus, ehemals auch Brauerei                                                              | Dreigeschossiger Walmdachbau, mit rustizierten Lisenen und Geschossgliederung, spätes 18. Jahrhundert, im Kern 16. Jahrhundert, „1861“ renoviert (bezeichnet) | D-5-61-000-122 Wikidata | weitere Bilder |
| Kannenstraße 3 (Standort)                                     | Wohnhaus                                                                                     | dreigeschossiger Walmdachbau mit vierseitigem Hof, teilweise Fachwerk, mit rustizierten Lisenen und Putzgliederung, um 1600, Neugestaltung und Portal um 1706/10, Gabriel de Gabrieli zugeschrieben. | D-5-61-000-123          | weitere Bilder |
| Kannenstraße 5 (Standort)                                     | Wohnhaus                                                                                     | dreigeschossiger, verputzter Walmdachbau mit Satteldachzwerchhaus und hofseitigem Rückgebäude, im Kern um 1600, Umbau und Zwerchhaus 18. Jh. zugeschrieben. | D-5-61-000-124          | BW             |
| Kannenstraße 14 (Standort)                                    | Wohnhaus                                                                                     | dreigeschossiger Halbwalmdachbau mit Walmdachzwerchhaus und vorkragendem Obergeschoss, teilweise Fachwerk verputzt, im Kern vor 1500, Veränderungen 16./17. Jh., Neugestaltung durch Gabriel de Gabrieli um 1710, zweigeschossiger Anbau 18./19. Jh. | D-5-61-000-126          | weitere Bilder |
| Karlsplatz 1, Karlsplatz 6, Karolinenstraße 19 (Standort)     | Wohnhaus                                                                                     | Zweigeschossiger Satteldachbau mit Risalit, Zwerchhäusern und Dachgauben, barocke Putzgliederung, von Johann David Steingruber nach Plänen von Leopoldo Retti, nach 1748, Gruppe mit Karlsplatz 2/4, Karlsplatz 3/Karolinenstraße 21 und Karlsplatz 6/Karolinenstraße 19 | D-5-61-000-129 Wikidata | weitere Bilder |
| Karlsplatz 2, Karlsplatz 4 (Standort)                         | Wohnhaus                                                                                     | Zweigeschossiger Walmdachbau mit Risalit, Zwerchhäusern und barocker Putzgliederung, von Johann David Steingruber nach Plänen von Leopoldo Retti, nach 1748, Gruppe mit Karlsplatz 1, Karlsplatz 3/Karolinenstraße 21 und Karlsplatz 6/Karolinenstraße 19 | D-5-61-000-758 Wikidata | weitere Bilder |
| Karlsplatz 3, Karolinenstraße 21 (Standort)                   | Wohnhaus                                                                                     | Zweigeschossiger Satteldachbau über L- förmigen Grundriss, mit Zwerchhäusern und barocker Putzgliederung, von Johann David Steingruber nach Plänen von Leopoldo Retti, nach 1748, Gruppe mit Karlsplatz 1, Karlsplatz 2/4 und Karlsplatz 6/Karolinenstraße 19 | D-5-61-000-757 Wikidata | weitere Bilder |
| Karlsplatz 5 (Standort)                                       | Karlshalle, ehemaliger katholischer Kirchensaal, jetzt Ausstellungshalle                     | Zweigeschossiger Walmdachbau in Ecklage, den Wohngebäuden des Platzes angeglichen mit Mittelrisaliten, rustizierten Lisenen und Putzgliederungen an den Fassaden, erbaut von Johann Caspar Wohlgemuth, 1777/78, mit Ausstattung | D-5-61-000-130 Wikidata | weitere Bilder |
| Karlsplatz 6, Karolinenstraße 19 (Standort)                   | Wohnhaus                                                                                     | Zweigeschossiger Satteldachbau über L- förmigem Grundriss, mit Risaliten, Zwerchhäusern und Dachgauben, barocke Putzgliederung, von Johann David Steingruber nach Plänen von Leopoldo Retti, nach 1748, Gruppe mit Karlsplatz 1, Karlsplatz 2/4 und Karlsplatz 3/Karolinenstraße 21 | D-5-61-000-759 Wikidata | weitere Bilder |
| Karlsplatz 7, 9 (Standort)                                    | Wohnhaus                                                                                     | dreigeschossiger Gebäudekomplex mit Walm- und Mansarddach, mit rustizierten Lisenen und Putzgliederungen, 18./19. Jh. | D-5-61-000-131          | weitere Bilder |
| Karlsplatz 8 (Standort)                                       | Ehemaliges Redoutenhaus                                                                      | Zweigeschossiges Gebäude mit Walmdach, in Ecklage, mit Zwerchhäusern, rustizierte Lisenen und Putzgliederungen, von Johann David Steingruber, 1762, Rokoko-Stuckornament über Portal und Fenstern wohl von Andreas Vogel und Franz Oeder | D-5-61-000-132 Wikidata | weitere Bilder |
| Karlsplatz 10 (Standort)                                      | Katholische Pfarrkirche St. Ludwig                                                           | Tonnengewölbte Saalkirche mit viersäuliger toskanischer Tempelvorhalle über Freitreppe, Turm über dem Satteldach, mit Gliederungen in Naturstein, in Formen der Münchener Schule des Klassizismus, von Leonhard Schmidtner, 1834–40, mit Ausstattung | D-5-61-000-133 Wikidata | weitere Bilder |
| Karlsplatz 10 (Standort)                                      | Zwei Torpfeiler                                                                              | Mit Vasenbekrönung, 18. Jahrhundert | D-5-61-000-133 Wikidata | weitere Bilder |
| Karlsplatz 11 (Standort)                                      | Ehemalige städtische Schranne, später Feuerwehrhaus                                          | Zweigeschossiges Gebäude in Ecklage mit Walmdach und Turmaufsatz, Mittelrisalit, mit rustizierten Lisenen und Putzgliederungen, 1737 | D-5-61-000-134 Wikidata | weitere Bilder |
| Karlstraße 1 (Standort)                                       | Wohnhaus                                                                                     | zweigeschossiger traufständiger Satteldachbau mit breit angelegtem Zwerchhaus, rustizierte Lisenen und Putzgliederung mit Rocailleornamentik, von Johann David Steingruber, um 1760/65. | D-5-61-000-135 Wikidata | weitere Bilder |
| Karlstraße 3 (Standort)                                       | Wohngebäude, später Wohn- und Geschäftshaus                                                  | Zweigeschossiger traufständiger Satteldachbau, mit Zwerchhaus, mit rustizierten Lisenen und Putzgliederung, von Johann David Steingruber, um 1760/65, mit Ladeneinbau um 1900 | D-5-61-000-137 Wikidata | weitere Bilder |
| Karlstraße 4, 6 (Standort)                                    | Doppelwohnhaus                                                                               | Dreigeschossiger Mansarddachbau, mit rustizierten Lisenen und Putzgliederungen mit Rokokoornamentik wohl von Franz Oeder und Andreas Vogel, mit Freitreppe, von Johann David Steingruber, 1763 | D-5-61-000-138 Wikidata | weitere Bilder |
| Karlstraße 8 (Standort)                                       | Wohnhaus                                                                                     | Dreigeschossiger traufständiger Satteldachbau, mit rustizierten Lisenen und Putzgliederungen, Rocaille-Ornamentik am Portal, von Johann David Steingruber, 1762, die übrige Stuckierung 19. Jahrhundert | D-5-61-000-140 Wikidata | weitere Bilder |
| Karlstraße 10 (Standort)                                      | Doppelwohnhaus                                                                               | Zweigeschossiges Gebäude, Satteldach, südlich mit Walm, Risalitgliederung, mit Zwerchhäusern, mit rustizierten Lisenen und Putzgliederung, um 1760/65 | D-5-61-000-142 Wikidata | weitere Bilder |
| Karlstraße 12 (Standort)                                      | Wohngebäude, später Wohn- und Geschäftshaus                                                  | Zweigeschossiger Bau mit Walmdach und Zwerchhäusern, mit rustizierten Lisenen und Putzgliederungen, um 1760/65 | D-5-61-000-144 Wikidata | weitere Bilder |
| Karolinenstraße 2 (Standort)                                  | Wohngebäude                                                                                  | Zweigeschossiger Walmdachbau, Eckhaus mit Mittelrisalit, Zwerchhäuser, mit rustizierten Lisenen und Putzgliederungen, davor Freitreppe zu platzartiger Erweiterung, wohl nach Plänen Leopoldo Rettis, Mitte 18. Jahrhundert | D-5-61-000-149 Wikidata | weitere Bilder |
| Karolinenstraße 3 (Standort)                                  | Wohngebäude                                                                                  | Dreigeschossiger Bau in Ecklage, Satteldach östlich mit Walm, mit Balkon und Hausteingliederungen, um 1890 | D-5-61-000-150 Wikidata | weitere Bilder |
| Karolinenstraße 3 (Standort)                                  | Sandsteinpfeiler der Einfahrt                                                                | Gleichzeitig | D-5-61-000-150 Wikidata | weitere Bilder |
| Karolinenstraße 5 (Standort)                                  | Wohnhaus                                                                                     | Dreigeschossiges Gebäude mit Walm- und Mansarddach, mit Putzgliederungen, von Hans Pylipp jr., 1924, mit Madonnenfigur, wohl gleichzeitig | D-5-61-000-151 Wikidata | weitere Bilder |
| Karolinenstraße 8 (Standort)                                  | Wohnhaus                                                                                     | Zweigeschossiger Walmdachbau in Ecklage, mit Mittelrisalit und Zwerchhäusern, Putzgliederung, Freitreppe, von Johann Caspar Wohlgemuth, 1787 | D-5-61-000-152 Wikidata | weitere Bilder |
| Karolinenstraße 8 (Standort)                                  | Nebengebäude, ehemaliger Stall                                                               | Eingeschossiger Fachwerkbau mit Pultdach, 19. Jahrhundert | D-5-61-000-152 Wikidata | weitere Bilder |
| Karolinenstraße 8 (Standort)                                  | Einfriedung                                                                                  | mit Sandsteinpfeilern und schmiedeeisernem Flügeltor, wohl bauzeitlich, um 1900 | D-5-61-000-152 Wikidata | weitere Bilder |
| Karolinenstraße 9 (Standort)                                  | Wohnhaus                                                                                     | Dreigeschossiger Bau mit zwei Seitenrisaliten mit Walmdach und Balkon, 18. Jahrhundert, angebaut reichverzierte Gusseisenloggia, um 1870 | D-5-61-000-153 Wikidata | weitere Bilder |
| Karolinenstraße 11 (Standort)                                 | Wohnhaus                                                                                     | Zweigeschossiger traufständiger Satteldachbau mit Zwerchhaus, mit rustiziertem Erdgeschoss und Putzgliederungen, 18. Jahrhundert | D-5-61-000-155 Wikidata | weitere Bilder |
| Karolinenstraße 12 (Standort)                                 | Wohnhaus                                                                                     | Dreigeschossiger traufständiger Satteldachbau, mit rustizierten Lisenen und Putzgliederungen, 18. Jahrhundert | D-5-61-000-156 Wikidata | weitere Bilder |
| Karolinenstraße 13 (Standort)                                 | Wohnhaus                                                                                     | Zweigeschossiges Eckgebäude mit Walmdach, mit Zwerchhaus, rustizierte Lisenen und Putzgliederung, 18. Jahrhundert | D-5-61-000-157 Wikidata | weitere Bilder |
| Karolinenstraße 23 (Standort)                                 | Wohnhaus                                                                                     | Dreigeschossiger Walmdachbau, mit rustizierten Lisenen und Putzgliederungen, 18. Jahrhundert | D-5-61-000-161 Wikidata | weitere Bilder |
| Karolinenstraße 24 (Standort)                                 | Wohnhaus                                                                                     | zweigeschossiger, traufseitiger Satteldachbau mit Mittelrisalit und Walmdachzwerchhaus, rustizierten Lisenen und Putzgliederung, reiches Stuckornament, wohl von Franz Oeder und Andreas Vogel, um 1760 | D-5-61-000-162          | weitere Bilder |
| Karolinenstraße 25 (Standort)                                 | Wohnhaus                                                                                     | Zweigeschossiger traufständiger Satteldachbau mit Zwerchhaus, mit rustizierten Lisenen und Putzgliederungen, 18. Jahrhundert | D-5-61-000-163 Wikidata | weitere Bilder |
| Karolinenstraße 25a (Standort)                                | Ehemaliges Theresien-Institut                                                                | Dreigeschossiger Schulhausbau, Walmdachbau mit anschließendem Flügel mit Satteldach, in Formen der Neurenaissance mit Jugendstilanklängen, nach Plänen des städtischen Baurats Simon, „1908“ (bezeichnet) | D-5-61-000-612 Wikidata | weitere Bilder |
| Karolinenstraße 26, 28 (Standort)                             | Doppelhaus                                                                                   | Zweigeschossiger traufständiger Satteldachbau mit Zwerchhäusern, mit rustizierten Lisenen und Putzgliederungen, Rokoko-Stuck über Portal und Fenstern, 18. Jahrhundert | D-5-61-000-164 Wikidata | weitere Bilder |
| Karolinenstraße 27 (Standort)                                 | Karolinenschule                                                                              | Dreigeschossiges Schulgebäude mit Walmdach, Sandsteinquaderbau, mit rustizierten Lisenen und Hausteingliederungen, in Formen der italienischen Renaissance, errichtet vom Stadtbauamt Ansbach, 1865–67 | D-5-61-000-165 Wikidata | weitere Bilder |
| Promenade 22 (Standort)                                       | Turnhalle der Karolinenschule                                                                | Zweigeschossiger Walmdachbau, mit rustizierten Lisenen, Putz- und Sandsteingliederung in Formen des Ansbacher Barock, mit giebelbekrönten, akroterienbesetzten Risaliten, bezeichnet „1880“ | D-5-61-000-165 Wikidata | weitere Bilder |
| Kaspar-Hauser-Platz 1 (Standort)                              | Ehemalige markgräfliche Obereinnehmerei, auch Schnizleinhaus genannt, heute Markgrafenmuseum | Dreigeschossiger Walmdachbau mit Zwerchhaus, im Kern 16./17. Jahrhundert, rückwärtig Achteckturm mit hölzerner Wendeltreppe und dreigeschossiges Rückgebäude über Stichbogenarkaden, rückseitig Rustika-Portal 18. Jahrhundert vom Haus Nürnberger Straße 4 | D-5-61-000-420 Wikidata | weitere Bilder |
| Kaspar-Hauser-Platz 1 (Standort)                              | Nebengebäude                                                                                 | Zweigeschossiger Satteldachbau, Obergeschoss Fachwerk, 18./19. Jahrhundert | D-5-61-000-420 Wikidata | weitere Bilder |
| Kronacherstraße 4 (Standort)                                  | Wohnhaus                                                                                     | Zweigeschossiger Traufseitbau mit Mansarddach, 18. Jahrhundert | D-5-61-000-169 Wikidata | weitere Bilder |
| Kronacherstraße 8 (Standort)                                  | Ehemalige Wohnung für Gymnasiallehrer, später landesherrliches Administrationsgebäude        | Zweigeschossiger Satteldachbau mit Eckanbau, Johann Paul Bischoff, um 1805 | D-5-61-000-170 Wikidata | weitere Bilder |
| Kronacherstraße 8 (Standort)                                  | Lagerhaus                                                                                    | Rückwärtig, Scheune, Fachwerkbau mit dreigeschossigem Giebel, 17. Jahrhundert | D-5-61-000-170 Wikidata | weitere Bilder |
| Kronacherstraße 11 (Standort)                                 | Wohnhaus                                                                                     | Zweigeschossiger Walmdachbau mit Zwerchhäusern, 18. Jahrhundert, im Kern 16. Jahrhundert | D-5-61-000-171 Wikidata | weitere Bilder |
| Kronacherstraße 11a, 11b (Standort)                           | Nebengebäude                                                                                 | eingeschossige Flachsatteldachbauten, der südliche mit Fachwerk-Dachaufbau, nach 1826 | D-5-61-000-171 Wikidata | weitere Bilder |
| Kronenstraße 1 (Standort)                                     | Wohnhaus                                                                                     | Dreigeschossiges Gebäude mit Mansardwalmdach, in Ecklage, mit Zwerchhaus, rustiziertes Erdgeschoss, Lisenen- und Putzgliederung, Sandsteinportal mit Korbbogen, Gabriel de Gabrieli, vor 1706 | D-5-61-000-173 Wikidata | weitere Bilder |
| Kronenstraße 2, 4 (Standort)                                  | Wohnhaus                                                                                     | Dreigeschossiges Gebäude mit Mansardwalmdach, Mittelrisalit, mit Zwerchhaus, mit rustizierten Ecklisenen und Putzgliederungen, 18. Jahrhundert | D-5-61-000-175 Wikidata | weitere Bilder |
| Kronenstraße 3 (Standort)                                     | Wohnhaus                                                                                     | Dreigeschossiges Gebäude mit Mansardwalmdach, anschließender Satteldachbau, rückwärtig Fachwerk, mit Putzgliederung, Anfang 18. Jahrhundert | D-5-61-000-176 Wikidata | weitere Bilder |
| Kronenstraße 12 (Standort)                                    | Wohnhaus                                                                                     | Dreigeschossiger Walmdachbau, mit Zwerchhaus, mit Putzgliederung, Rundbogenportal, Freitreppe, von Gabriel de Gabrieli, 18. Jahrhundert | D-5-61-000-179 Wikidata | weitere Bilder |
| Kronenstraße 14, 16 (Standort)                                | Doppelwohnhaus                                                                               | Dreigeschossiger Mansarddachbau, Putzgliederung teilweise mit ornamentalem Stuckdekor, wohl von Johann Jakob Atzel, um 1780/90 | D-5-61-000-180 Wikidata | weitere Bilder |
| Luisenstraße 2 (Standort)                                     | Ehemaliges Rektorhaus des Gymnasiums                                                         | Dreigeschossiges Gebäude in Ecklage mit Mansardwalmdach, Erdgeschoss und Lisenen rustiziert, mit Putzgliederung, 18. Jahrhundert mit älterem Kern | D-5-61-000-185 Wikidata | weitere Bilder |
| Luisenstraße 3 (Standort)                                     | Wohnhaus                                                                                     | Dreigeschossiger Walmdachbau mit Zwerchhaus, mit Putzgliederung, 18. Jahrhundert | D-5-61-000-186 Wikidata | weitere Bilder |
| Luisenstraße 5 (Standort)                                     | Wohnhaus                                                                                     | Dreigeschossiger Walmdachbau, mit Putzgliederung, Treppenhaus mit Balusterbrüstung, im Kern 16. Jahrhundert, Umbauten 18. Jahrhundert | D-5-61-000-188 Wikidata | weitere Bilder |
| Martin-Luther-Platz (Standort)                                | Markgraf-Georg-Brunnen                                                                       | 1515 von Markgraf Georg errichtet, 1780 und 1815 Renovierungen, über polygonalem Eisenbecken auf reichverziertem Pfeiler mit vier Muschelschalen eine vergoldete Ritterfigur | D-5-61-000-192 Wikidata | weitere Bilder |
| Martin-Luther-Platz 1 (Standort)                              | Rathaus                                                                                      | Viergeschossiger Satteldachbau in Ecklage, mit dreigeschossigen getreppten Volutengiebeln, der ursprüngliche Bau von 1531 wurde 1621–23 nach Plänen von Valentin Juncker um- und ausgebaut, spätere Veränderungen und Restaurierungen 1748, 1792, 1923/27 | D-5-61-000-193 Wikidata | weitere Bilder |
| Martin-Luther-Platz 2 (Standort)                              | Wohn- und Geschäftshaus                                                                      | Dreigeschossiger Walmdachbau in Ecklage, Erdgeschoss und Lisenen rustiziert, mit Putzgliederung, zusammen mit Nr. 4, 8, 10 von Karl Friedrich von Zocha als flankierende Bauten zu Nr. 6 nach dem Marktbrand von 1719 errichtet | D-5-61-000-194 Wikidata | weitere Bilder |
| Martin-Luther-Platz 3 (Standort)                              | Wohn- und Geschäftshaus                                                                      | Viergeschossiger Walmdachbau, im Kern Giebelhaus des 16./17. Jahrhunderts, nach 1719 umgeformt mit Zwerchhaus und Sandsteingliederung im Erdgeschoss | D-5-61-000-195 Wikidata | weitere Bilder |
| Martin-Luther-Platz 3 (Standort)                              | Rückgebäude                                                                                  | Zweigeschossiger Fachwerkbau mit Satteldach und Zwerchhäusern, 17./18. Jahrhundert | D-5-61-000-195 Wikidata | weitere Bilder |
| Martin-Luther-Platz 5 (Standort)                              | Wohn- und Geschäftshaus                                                                      | Dreigeschossiger Walmdachbau, ehemals Giebelhaus, 16./17. Jahrhundert, im 18. Jahrhundert überformt mit Zwerchhaus, rustizierten Ecklisenen und Putzgliederung, mit Nr. 7 zusammengestimmt | D-5-61-000-197 Wikidata | weitere Bilder |
| Martin-Luther-Platz 6 (Standort)                              | Ehemaliger Gasthof                                                                           | Viergeschossiger Bau mit Mansardwalmdach und Zwerchhaus mit Ziergiebel, Rundbogenportal und Balkon, mit Pilastergliederung über rustiziertem Sockel, von Gabriel de Gabrieli, nach 1719 | D-5-61-000-198 Wikidata | weitere Bilder |
| Martin-Luther-Platz 6 (Standort)                              | Rückgebäude                                                                                  | Zweigeschossiger Mansarddachbau, 18. Jahrhundert | D-5-61-000-198 Wikidata | BW             |
| Martin-Luther-Platz 7 (Standort)                              | Wohn- und Geschäftshaus                                                                      | Dreigeschossiger Walmdachbau, Erdgeschoss und Lisenen rustiziert, mit Putzgliederung, im Kern Giebelhaus von 1486 (dendrochronologisch datiert), vorderer Teil erneuert 1747 (dendrochronologisch datiert), im 18. Jahrhundert überformt, siehe Nr. 5 | D-5-61-000-199 Wikidata | weitere Bilder |
| Martin-Luther-Platz 8 (Standort)                              | Ehemalige Stadtwaage                                                                         | Dreigeschossiger traufständiger Satteldachbau mit rustiziertem Erdgeschoss und Putzgliederung, Karl Friedrich von Zocha, nach 1719, vgl. Nr. 2 | D-5-61-000-200 Wikidata | weitere Bilder |
| Martin-Luther-Platz 10 (Standort)                             | Wohn- und Geschäftshaus                                                                      | Dreigeschossiges Eckgebäude mit Walmdach, Erdgeschoss und Lisenen rustiziert, mit Putzgliederung, von Karl Friedrich von Zoch, nach 1719, vgl. Nr. 2 | D-5-61-000-201 Wikidata | weitere Bilder |
| Martin-Luther-Platz 16 (Standort)                             | Güllbrunnen an St. Johannis                                                                  | Steinerner Brunnen mit Relieftafel, von Mann und Zangl, 1914 | D-5-61-000-191 Wikidata | weitere Bilder |
| Martin-Luther-Platz 16 (Standort)                             | Evangelisch-lutherische Pfarrkirche St. Johannis                                             | Hallenkirche, Kirchenneubau 1410/1435, von zwei Türmen flankierter Chor, 1441/1508 von Endress Embhart dem Älteren und dem Jüngeren sowie Nikolaus Eseler, Türme bezeichnet „1504“ und „1508“, 1660 Einbau der Fürstengruft unter dem Chor, im 18. Jahrhundert purifizierende Veränderungen am Äußeren des Chors, mit Ausstattung | D-5-61-000-190 Wikidata | weitere Bilder |
| Martin-Luther-Platz 17 (Standort)                             | Schätzlersches Stiftungshaus                                                                 | Dreigeschossiger Walmdachbau, mit großer Durchfahrt, Erdgeschoss und Ecklisenen rustiziert, Putzgliederung, wohl durch Karl Friedrich von Zocha, zweites Viertel 18. Jahrhundert, über Grundmauern und Keller eines Hauses des 16. Jahrhunderts | D-5-61-000-204 Wikidata | weitere Bilder |
| Martin-Luther-Platz 18 (Standort)                             | Sandsteinportal                                                                              | In der Art Georg Andreas Böcklers, 17. Jahrhundert | D-5-61-000-205 Wikidata | weitere Bilder |
| Martin-Luther-Platz 19 (Standort)                             | Wohn- und Geschäftshaus                                                                      | Dreigeschossiger Walmdachbau mit Zwerchhaus, Fassade durch Rustizierung und Putzfelder gegliedert, 18. Jahrhundert, Umbauten, Geschäftseinbau evtl. des 19. Jahrhunderts modernisiert | D-5-61-000-206 Wikidata | weitere Bilder |
| Martin-Luther-Platz 20 (Standort)                             | Wohn- und Geschäftshaus                                                                      | Dreigeschossiger Bau, Fassade mit Walmdach, Zwerchhaus, rückwärtig Satteldach, 16. Jahrhundert, Fassade mit rustizierten Ecklisenen und Putzgliederungen 18. Jahrhundert | D-5-61-000-207 Wikidata | weitere Bilder |
| Martin-Luther-Platz 21 (Standort)                             | Bürgerhaus                                                                                   | Dreigeschossiges giebelständiges Gebäude mit Steildach, mit vorkragendem Fachwerkgiebel, 1450–1500, Veränderungen im Fachwerk um 1600 | D-5-61-000-208 Wikidata | weitere Bilder |
| Martin-Luther-Platz 21 (Standort)                             | Hof                                                                                          | Mit Laubengängen, 16./17. Jahrhundert | D-5-61-000-208 Wikidata | BW             |
| Martin-Luther-Platz 25 (Standort)                             | Wohnhaus                                                                                     | Dreigeschossiger Walmdachbau, rückwärtig mit Satteldach, mit schmalem Zwerchhaus, Lisenen- und Putzgliederung, 16./17. Jahrhundert, im 18. Jahrhundert in der Dachzone verändert, Geburtshaus des Dichters Friedrich Wilhelm Güll (1812–1879) | D-5-61-000-211 Wikidata | weitere Bilder |
| Martin-Luther-Platz 26 (Standort)                             | Wohnhaus                                                                                     | Zweigeschossiges Gebäude mit Halbwalmdach, im Kern 16./17. Jahrhundert, Rückfassade zur Schaitbergerstraße | D-5-61-000-212 Wikidata | weitere Bilder |
| Martin-Luther-Platz 27 (Standort)                             | Wohnhaus                                                                                     | Mit Mansarddach, 1807 erbaut, ehemals Einfahrtstor des Hospitiums des Augustinerklosters Nürnberg, von der Straße zurückgesetzt | D-5-61-000-213 Wikidata | weitere Bilder |
| Martin-Luther-Platz 29, 31 (Standort)                         | Wohn- und Geschäftshaus                                                                      | Dreigeschossiges Gebäude mit Mansardwalmdach, mit Putzgliederungen, 1897/1913 Zusammenbau zweier Barockhäuser und eines Hauses aus dem 16. Jahrhundert | D-5-61-000-214 Wikidata | weitere Bilder |
| Martin-Luther-Platz 32 (Standort)                             | Wohn- und Geschäftshaus                                                                      | Dreigeschossiger giebelständiger Satteldachbau, mit Zwerchhaus und vorkragenden Obergeschossen, 16./17. Jahrhundert | D-5-61-000-217 Wikidata | weitere Bilder |
| Martin-Luther-Platz 33 (Standort)                             | Wohnhaus                                                                                     | Dreigeschossiger traufständiger Satteldachbau, Erdgeschoss und Lisenen rustiziert, mit Putzgliederung und Stuckornamentik, um 1850/60, älterer Kern, Stuckdecken im Inneren | D-5-61-000-218 Wikidata | weitere Bilder |
| Martin-Luther-Platz 35 (Standort)                             | Wohnhaus                                                                                     | Dreigeschossiger Walmdachbau in Ecklage, mit Putzgliederung, Sandsteinportal, im Kern 16. Jahrhundert, 1761 von Johann David Steingruber umgebaut | D-5-61-000-220 Wikidata | weitere Bilder |
| Martin-Luther-Platz 37 (Standort)                             | Wohnhaus                                                                                     | Dreigeschossiger Satteldachbau in Ecklage, 16. Jahrhundert, Veränderungen im 18. Jahrhundert | D-5-61-000-222 Wikidata | weitere Bilder |
| Martin-Luther-Platz 38 (Standort)                             | Ehemalige Hufschmiede, Wohngebäude                                                           | Viergeschossiger Walmdachbau mit Zwerchhaus und Portal des späten 17. Jahrhunderts, im Kern 16./17. Jahrhundert | D-5-61-000-223 Wikidata | weitere Bilder |
| Martin-Luther-Platz 42 (Standort)                             | Wohn- und Geschäftshaus                                                                      | Zweigeschossiger Satteldachbau in Ecklage, mit Putzgliederung, 19. Jahrhundert | D-5-61-000-226 Wikidata | weitere Bilder |
| Martin-Luther-Platz 42 (Standort)                             | Rückgebäude                                                                                  | 16. Jahrhundert | D-5-61-000-226 Wikidata | weitere Bilder |
| Martin-Luther-Platz 44 (Standort)                             | Wohn- und Geschäftshaus                                                                      | Dreigeschossiger traufständiger Satteldachbau, mit rustiziertem Erdgeschoss und Putzgliederung, im Kern 16./17. Jahrhundert, im 19. Jahrhundert verändert | D-5-61-000-227 Wikidata | weitere Bilder |
| Martin-Luther-Platz 46 (Standort)                             | Doppelhaus                                                                                   | Traufständiges Satteldachgebäude, im Kern 16. Jahrhundert, Veränderungen im 18. Jahrhundert | D-5-61-000-228 Wikidata | weitere Bilder |
| Martin-Luther-Platz 48 (Standort)                             | Wohnhaus                                                                                     | Zweigeschossiger Mansarddachbau mit Zwerchhaus, Fassade des 18. Jahrhunderts | D-5-61-000-229 Wikidata | weitere Bilder |
| Maximilianstraße 3 (Standort)                                 | Wohnhaus                                                                                     | Zweigeschossiger Bau mit Mansarddach in Ecklage, Mittelrisalit mit Zwerchhaus, mit Pilaster- und Putzgliederung, Freitreppe, von Johann Jakob Steingruber und Johann Caspar Wohlgemuth, 1779–83 | D-5-61-000-232 Wikidata | weitere Bilder |
| Maximilianstraße 3 (Standort)                                 | Nebengebäude                                                                                 | Eingeschossiger Satteldachbau, mit Lisenen- und Putzgliederung, gleichzeitig, Teil der Reihenwohnhausgruppe Nr. 3/5/7/9/11/15 | D-5-61-000-232 Wikidata | weitere Bilder |
| Maximilianstraße 4 (Standort)                                 | Ehemaliges Eigenhaus von Johann David Steingruber                                            | Zweigeschossiges Gebäude mit Mansardwalmdach, mit rustizierten Ecklisenen und Putzgliederungen, bezeichnet „1737“ | D-5-61-000-233 Wikidata | weitere Bilder |
| Maximilianstraße 5 (Standort)                                 | Wohnhaus                                                                                     | Zweigeschossiger Bau mit Mansarddach, Risalit mit Zwerchhaus, mit Pilaster- und Putzgliederung, Portal mit Zierformen des Rokoko, von Johann Jakob Steingruber und Johann Caspar Wohlgemuth, 1779–83, siehe Nr. 3 | D-5-61-000-234 Wikidata | weitere Bilder |
| Maximilianstraße 7 (Standort)                                 | Wohnhaus                                                                                     | Zweigeschossiger Bau mit Mansarddach, Mittelrisalit mit Zwerchhaus, mit Pilaster- und Putzgliederung, Portal mit Zierformen des Rokoko, mit Freitreppe, von Johann Jakob Steingruber und Johann Caspar Wohlgemuth, 1779–83, siehe Nr. 3 | D-5-61-000-236 Wikidata | weitere Bilder |
| Maximilianstraße 8, 10 (Standort)                             | Wohnhaus                                                                                     | Dreigeschossiger Walmdachbau, mit Putzgliederungen, in Formen der italienischen Renaissance, erste Hälfte 19. Jahrhundert | D-5-61-000-237 Wikidata | weitere Bilder |
| Maximilianstraße 9 (Standort)                                 | Wohnhaus                                                                                     | Zweigeschossiger Mansarddachbau, Mittelrisalit mit Zwerchhaus, mit Pilaster- und Putzgliederung, Portal mit barocken Zierformen, mit Freitreppe, von Johann Jakob Steingruber und Johann Caspar Wohlgemuth, um 1779–83, siehe Nr. 3 | D-5-61-000-238 Wikidata | weitere Bilder |
| Maximilianstraße 11 (Standort)                                | Wohnhaus                                                                                     | Zweigeschossiges Gebäude mit Mansarddach, mit Zwerchhaus, Pilaster- und Putzgliederungen, mit Freitreppe, von Johann Jakob Steingruber und Johann Caspar Wohlgemut, um 1779Johann Jakob Steingruber 83, vgl. Nr. 3 | D-5-61-000-239 Wikidata | weitere Bilder |
| Maximilianstraße 12 (Standort)                                | Wohngebäude                                                                                  | Dreigeschossiger traufständiger Satteldachbau, nördlich mit Walmdach, mit rustizierten Ecklisenen, 18. Jahrhundert | D-5-61-000-240 Wikidata | weitere Bilder |
| Maximilianstraße 13 (Standort)                                | Wohnhaus                                                                                     | Zweigeschossiger Mansarddachbau mit Zwerchhaus, mit Lisenen- und Putzgliederung, Sandsteinportal mit Wappen und barocken Zierelementen, von Johann Jakob Steingruber und Johann Caspar Wohlgemut, um 1779–83, vgl. Nr. 3 | D-5-61-000-241 Wikidata | weitere Bilder |
| Maximilianstraße 15 (Standort)                                | Wohnhaus                                                                                     | Dreigeschossiger traufständiger Satteldachbau, mit Lisenen- und Putzgliederungen, mit Freitreppe, von Johann Jakob Steingruber und Johann Caspar Wohlgemuth, 1783, vgl. Nr. 3 | D-5-61-000-242 Wikidata | weitere Bilder |
| Maximilianstraße 17 (Standort)                                | Wohnhaus                                                                                     | Dreigeschossiges Eckgebäude mit Zwerchhaus, rustizierte Ecklisene und Putzgliederungen, 1726 | D-5-61-000-243 Wikidata | weitere Bilder |
| Maximilianstraße 18 (Standort)                                | Wohnhaus                                                                                     | Zweigeschossiger giebelständiger Satteldachbau, teilweise Fachwerk, im Kern 16./17. Jahrhundert | D-5-61-000-244 Wikidata | weitere Bilder |
| Maximilianstraße 19 (Standort)                                | Wohnhaus                                                                                     | Zweigeschossiges Eckgebäude mit Walmdach, Zwerchhaus, mit rustizierten Lisenen und Putzgliederung, 18. Jahrhundert | D-5-61-000-245 Wikidata | weitere Bilder |
| Maximilianstraße 21 (Standort)                                | Wohnhaus                                                                                     | Dreigeschossiger Walmdachbau, mit Putzgliederung, erste Hälfte 19. Jahrhundert | D-5-61-000-247 Wikidata | weitere Bilder |
| Maximilianstraße 22 (Standort)                                | Wohnhaus                                                                                     | Dreigeschossiger Walmdachbau, 18. Jahrhundert | D-5-61-000-248 Wikidata | weitere Bilder |
| Maximilianstraße 23 (Standort)                                | Wohnhaus                                                                                     | Zweigeschossiger giebelständiger Satteldachbau, teilweise Fachwerk, im Kern 16./17. Jahrhundert | D-5-61-000-249 Wikidata | weitere Bilder |
| Maximilianstraße 24 (Standort)                                | Wohnhaus                                                                                     | Dreigeschossiger Walmdachbau in Ecklage, mit Ladeerker, rustizierten Ecklisenen und Putzgliederungen, 18. Jahrhundert | D-5-61-000-250 Wikidata | weitere Bilder |
| Maximilianstraße 26 (Standort)                                | Wohn- und Geschäftshaus                                                                      | Zweigeschossiger Walmdachbau in Ecklage, mit Zwerchhaus, mit rustizierten Lisenen und Putzgliederungen, Leopoldo Retti zugeschrieben, bezeichnet „1734“ | D-5-61-000-251 Wikidata | weitere Bilder |
| Maximilianstraße 26 a (Standort)                              | Wohnhaus                                                                                     | Zweigeschossiger traufständiger Satteldachbau, mit rustizierten Lisenen und Putzgliederung, 18. Jahrhundert | D-5-61-000-252 Wikidata | weitere Bilder |
| Maximilianstraße 27 (Standort)                                | Wohnhaus                                                                                     | Zweigeschossiger Mansarddachbau mit Halbwalm in Ecklage, mit Zwerchhaus, mit rustizierten Lisenen und Putzgliederung, 18. Jahrhundert | D-5-61-000-253 Wikidata | weitere Bilder |
| Maximilianstraße 28 (Standort)                                | Wohnhaus                                                                                     | Zweigeschossiger traufständiger Satteldachbau, mit Putz- und Geschossgliederungen, 19. Jahrhundert | D-5-61-000-254 Wikidata | weitere Bilder |
| Maximilianstraße 32 (Standort)                                | Wohnhaus                                                                                     | Dreigeschossiger Walmdachbau mit rustizierten Lisenen und Putzgliederungen, Stuckornamentik im Zopfstil, mit Freitreppe, erbaut von Maurermeister Försch wohl nach Entwurf von Johann Jakob Atzel bezeichnet „1789“ | D-5-61-000-257 Wikidata | weitere Bilder |
| Maximilianstraße 34 (Standort)                                | Wohnhaus                                                                                     | Dreigeschossiger Walmdachbau, in Formen des Klassizismus, wohl von J. C. Spindler, um 1800 | D-5-61-000-259 Wikidata | weitere Bilder |
| Maximilianstraße 36 (Standort)                                | Wohn- und Geschäftshaus                                                                      | Dreigeschossiges Gebäude, Satteldach mit breitem zwerchhausähnlichem Aufbau mit Walmdach, Fassade mit Sandsteindekorationen in Formen des späten Jugendstils, von Franz Roeckle und Paul Ros, um 1912 | D-5-61-000-261 Wikidata | weitere Bilder |
| Montgelasplatz 1 (Standort)                                   | Ehemalige markgräfliche Kanzlei, Gerichtsgebäude                                             | Dreigeschossige hufeisenförmige Anlage, mit reich verzierten Zwerchgiebeln und Putzgliederung mit Sgraffitotechnik, Innenhof mit Segmentbogenarkaden und Treppenturm, von Gideon Bacher, 1594, anstelle ehemaliger Stiftsgebäude von St. Gumbert errichtet | D-5-61-000-330 Wikidata | weitere Bilder |
| Neustadt 1 (Standort)                                         | Wohn- und Geschäftshaus                                                                      | Dreigeschossiger Traufseitbau mit Satteldach und Zwerchhaus, im Kern 16. Jahrhundert | D-5-61-000-264 Wikidata | weitere Bilder |
| Neustadt 2 (Standort)                                         | Traufseitiges Wohnhaus und Zwerchhaus                                                        | Im Kern 16. Jahrhundert | D-5-61-000-265 Wikidata | weitere Bilder |
| Neustadt 3 (Standort)                                         | Wohnhaus                                                                                     | Zweigeschossiger traufständiger Satteldachbau, mit Zwerchhaus, mit rustizierten Ecklisenen, im Kern 16. Jahrhundert, Veränderungen im 18. Jahrhundert | D-5-61-000-266 Wikidata | weitere Bilder |
| Neustadt 4 (Standort)                                         | Ehemalige Posthalterhof zum Brandenburger Haus, Hauptgebäude                                 | Dreigeschossiger Walmdachbau, mit Lisenen- und Putzgliederung, Quaderportal, altes Treppenhaus, Gabriel de Gabrieli, bezeichnet „1703“ | D-5-61-000-267 Wikidata | weitere Bilder |
| Neustadt 4, an der Westseite (Standort)                       | Anbau                                                                                        | Eingeschossiger Satteldachbau, 18./19. Jahrhundert | D-5-61-000-267 Wikidata | weitere Bilder |
| Promenade 3 (Standort)                                        | Innenhof mit Nebengebäuden                                                                   | Teilweise Fachwerk, und Wohnhaus, dreigeschossiger Walmdachbau (Promenade 3), Fassade mit rustiziertem Erdgeschoss und Putzgliederung, 18. Jahrhundert | D-5-61-000-267 Wikidata | weitere Bilder |
| Promenade 3 (Standort)                                        | Gartenzaun                                                                                   | Natursteinpfeiler mit Eisengitter, 19. Jahrhundert | D-5-61-000-267 Wikidata | weitere Bilder |
| Neustadt 5 (Standort)                                         | Wohnhaus                                                                                     | Im Kern 16./17. Jahrhundert, verputztes Fachwerk, im Hof zwei geschlossene Laubengänge, gewölbter Keller | D-5-61-000-268 Wikidata | weitere Bilder |
| Neustadt 6 (Standort)                                         | Wohn- und Geschäftshaus                                                                      | Dreigeschossiger Walmdachbau, mit Mittelrisalit und Zwerchhaus, rustizierte Lisenen und Putzgliederungen, wohl von Karl Friedrich von Zocha, bezeichnet (auf bronzener Inschriftkartusche) „1726“ und „1733“ | D-5-61-000-269 Wikidata | weitere Bilder |
| Neustadt 11 (Standort)                                        | Wohngebäude                                                                                  | Zweigeschossiger Walmdachbau in Ecklage, mit Zwerchhäusern, Fachwerkbau, verputzt, im Kern vor 1600, Steinportal von Georg Andreas Böckler, Ende 17. Jahrhundert | D-5-61-000-271 Wikidata | weitere Bilder |
| Neustadt 13 (Standort)                                        | Wohn- und Geschäftshaus                                                                      | Dreigeschossiger Walmdachbau in Ecklage, mit Zwerchhaus, im Kern 16./17. Jahrhundert, Umbau im 18. Jahrhundert | D-5-61-000-273 Wikidata | weitere Bilder |
| Neustadt 15 (Standort)                                        | Wohn- und Geschäftshaus                                                                      | Dreigeschossiger traufständiger Satteldachbau, mit Zwerchhaus und rustizierten Ecklisenen, im Kern 16./17. Jahrhundert, Umbau von Johann David Steingruber, 1781/82 | D-5-61-000-274 Wikidata | weitere Bilder |
| Neustadt 17 (Standort)                                        | Wohn- und Geschäftshaus                                                                      | Dreigeschossiger traufständiger Satteldachbau, mit Zwerchhaus und rustizierten Ecklisenen, im Kern 16./17. Jahrhundert, Umbau von Johann David Steingruber, 1781/82 | D-5-61-000-276          | weitere Bilder |
| Neustadt 18, Promenade 9 (Standort)                           | Wohnhaus                                                                                     | Wohnhausfassade, 1739 von Johann David Steingruber, Mittelrisalit mit Zwerchhaus, Putzgliederung | D-5-61-000-360 Wikidata | weitere Bilder |
| Promenade 9 (Standort)                                        | Gartenzaun                                                                                   | Neuromanisch, Haustein und Schmiedeeisen, um Mitte 19. Jahrhundert | D-5-61-000-360 Wikidata | weitere Bilder |
| Neustadt 19 (Standort)                                        | Wohn- und Geschäftshaus                                                                      | Dreigeschossiges Eckgebäude mit Halbwalm, mit Zwerchhaus und rustizierten Lisenen, im Kern 16./17. Jahrhundert, von Johann David Steingruber, 1781/82 | D-5-61-000-277 Wikidata | weitere Bilder |
| Neustadt 23 (Standort)                                        | Wohn- und Geschäftshaus                                                                      | Dreigeschossiges Gebäude mit Mansardwalmdach, mit Zwerchhaus, Lisenen- und Putzgliederung, Treppenhaus, Gabriel de Gabrieli, nach 1713 | D-5-61-000-279 Wikidata | weitere Bilder |
| Neustadt 24, 26 (Standort)                                    | Wohnhaus                                                                                     | Doppelhaus, dreigeschossige Fachwerkbauten mit Walmdächern und einheitlicher, verputzter Fassade mit Gesimsgliederung, 18. Jh. | D-5-61-000-280          | weitere Bilder |
| Neustadt 27 (Standort)                                        | Wohn- und Geschäftshaus                                                                      | Dreigeschossiges Gebäude, Mansarddach mit Zwerchhaus, Fachwerkbau mit Putzfassade, 18. Jahrhundert | D-5-61-000-281 Wikidata | weitere Bilder |
| Neustadt 29 (Standort)                                        | Rest der staufischen Stadtmauer                                                              | Wohl 12. Jahrhundert | D-5-61-000-635 Wikidata | BW             |
| Neustadt 30 (Standort)                                        | Doppelhaus                                                                                   | Im Kern 16. Jahrhundert | D-5-61-000-283 Wikidata | weitere Bilder |
| Neustadt 31 (Standort)                                        | Wohn- und Geschäftshaus                                                                      | Dreigeschossiges Gebäude in Ecklage, mit Mansarddach, ziegelsichtige Fassade mit Natursteingliederungen, mit Stilelementen der Neurenaissance, späteres 19. Jahrhundert | D-5-61-000-284 Wikidata | weitere Bilder |
| Neustadt 32 (Standort)                                        | Wohnhaus                                                                                     | Dreigeschossiger Satteldachbau in Ecklage, vorkragende Obergeschosse, im Kern 16./17. Jahrhundert | D-5-61-000-285 Wikidata | weitere Bilder |
| Neustadt 33 (Standort)                                        | Wohngebäude                                                                                  | Vierflügelbau um kleinen Innenhof, dreigeschossiges Gebäude mit Walmdach, rückwärtig zweigeschossig mit Mansarddach, rustiziertes Erdgeschoss, mit Lisenen- und Putzgliederung, altes Treppenhaus, nach Plänen von Johann David Steingruber, 1737–39 | D-5-61-000-286 Wikidata | weitere Bilder |
| Neustadt 35 (Standort)                                        | Wohn- und Geschäftshaus                                                                      | Dreigeschossiges Gebäude mit Mansardwalmdach, in Ecklage, mit Zwerchhaus und Erker, mit rustiziertem Erdgeschoss und Putzgliederungen, im Kern 16./17. Jahrhundert, barockisierende Fassade 1929 | D-5-61-000-287 Wikidata | weitere Bilder |
| Neustadt 37 (Standort)                                        | Wohn- und Geschäftshaus                                                                      | Dreigeschossiges Gebäude mit Mansardwalmdach, mit Zwerchhaus, Pilaster- und Putzgliederung in Formen des Barock, Gabriel de Gabrieli, 1710, mit Fachwerkrückgebäude, wohl gleichzeitig | D-5-61-000-288 Wikidata | weitere Bilder |
| Neustadt 39 (Standort)                                        | Wohngebäude                                                                                  | Zweigeschossiger giebelständiger Satteldachbau, wohl teilweise Fachwerk verputzt, im Kern 16./17. Jahrhundert | D-5-61-000-289 Wikidata | weitere Bilder |
| Neustadt 41 (Standort)                                        | Wohn- und Geschäftshaus                                                                      | Dreigeschossiger Traufseitbau mit Satteldach, im Kern 18. Jahrhundert | D-5-61-000-290 Wikidata | weitere Bilder |
| Neustadt 48 (Standort)                                        | Wohngebäude, später Gasthaus                                                                 | Dreigeschossiger traufständiger Satteldachbau, rustiziertes Erdgeschoss, mit steinernen Fenster- und Portalumrahmungen, 17./18. Jahrhundert | D-5-61-000-292 Wikidata | weitere Bilder |
| Neustadt 50 (Standort)                                        | Wohn- und Geschäftshaus                                                                      | Dreigeschossiger traufständiger Satteldachbau, mit Putzgliederungen, 18. Jahrhundert | D-5-61-000-293 Wikidata | weitere Bilder |
| Neustadt 52 (Standort)                                        | Wohn- und Geschäftshaus                                                                      | Dreigeschossiges Gebäude in Ecklage, mit Zwerchhaus, mit rustizierten Ecklisenen und Putzgliederungen, 18. Jahrhundert | D-5-61-000-294 Wikidata | weitere Bilder |
| Pfarrstraße 2 (Standort)                                      | Wohnhaus, Gasthaus                                                                           | Dreigeschossiger traufständiger Satteldachbau, Mittelrisalit mit Zwerchhaus, mit rustizierten Lisenen und Putzgliederung, 18. Jahrhundert | D-5-61-000-313 Wikidata | weitere Bilder |
| Pfarrstraße 4 (Standort)                                      | Wohn- und Geschäftshaus                                                                      | Dreigeschossiger Satteldachbau in Ecklage, drittes Geschoss vorkragend, teilweise Fachwerk, verputzt, im Kern vor 1600, Veränderungen im 18. Jahrhundert | D-5-61-000-314 Wikidata | weitere Bilder |
| Pfarrstraße 5 (Standort)                                      | Traufständiges Wohnhaus                                                                      | 18. Jahrhundert, mit Fachwerkkern des 16./17. Jahrhunderts | D-5-61-000-315 Wikidata | weitere Bilder |
| Pfarrstraße 6 (Standort)                                      | Wohnhaus                                                                                     | Dreigeschossiges Eckgebäude mit Walmdach, mit Zwerchhaus, im Kern 16. Jahrhundert, Veränderungen im 18. Jahrhundert | D-5-61-000-316 Wikidata | weitere Bilder |
| Pfarrstraße 10 (Standort)                                     | Wohnhaus, Gasthaus                                                                           | Dreigeschossiger traufständiger Satteldachbau, 18. Jahrhundert, mit rückwärtigen Gebäudeteilen, 16. Jahrhundert | D-5-61-000-320 Wikidata | weitere Bilder |
| Pfarrstraße 11 (Standort)                                     | Wohnhaus                                                                                     | Zweigeschossiger Satteldachbau in Ecklage, mit vorkragenden Obergeschossen, teilweise Fachwerk, verputzt, im Kern vor 1500 | D-5-61-000-321 Wikidata | weitere Bilder |
| Pfarrstraße 12 (Standort)                                     | Wohn- und Geschäftshaus                                                                      | Dreigeschossiges Eckgebäude mit Walmdach, mit rustizierten Ecklisenen, 18. Jahrhundert | D-5-61-000-322 Wikidata | weitere Bilder |
| Pfarrstraße 13 (Standort)                                     | Wohnhaus                                                                                     | Dreigeschossiger Satteldachbau in Ecklage, 16./17. Jahrhundert | D-5-61-000-323 Wikidata | weitere Bilder |
| Pfarrstraße 14 (Standort)                                     | Wohnhaus                                                                                     | Dreigeschossiger traufständiger Satteldachbau, Erdgeschoss und Lisenen rustiziert, nach Plänen von Karl Friedrich von Zocha, nach 1719 | D-5-61-000-324 Wikidata | weitere Bilder |
| Pfarrstraße 16, 18, 20 (Standort)                             | Wohn- und Geschäftshaus                                                                      | Dreigeschossiges Eckgebäude, mit rustiziertem Erdgeschoss, Putzgliederung, nach Plänen von Karl Friedrich von Zocha, nach 1719 | D-5-61-000-325 Wikidata | weitere Bilder |
| Pfarrstraße 19 (Standort)                                     | Wohnhaus                                                                                     | Dreigeschossiger Walmdachbau, mit Zwerchhaus, 18. Jahrhundert, über die Stadtmauer gebaut | D-5-61-000-328 Wikidata | weitere Bilder |
| Pfarrstraße 25 (Standort)                                     | Wohnhaus                                                                                     | Dreigeschossiger traufständiger Satteldachbau, mit Mittelrisalit, Erdgeschoss und Lisenen rustiziert, nach Plänen von Karl Friedrich von Zocha, nach 1719 | D-5-61-000-331 Wikidata | weitere Bilder |
| Pfarrstraße 27 (Standort)                                     | Ehemaliges Wohngebäude, jetzt Schule                                                         | Dreigeschossiger Dreiflügelbau mit Walmdach und Mittelrisalit, Erdgeschoss und Lisenen rustiziert, nach Plänen von Karl Friedrich von Zocha, nach 1719 | D-5-61-000-332 Wikidata | weitere Bilder |
| Pfarrstraße 29 (Standort)                                     | Ehemaliges Wohngebäude                                                                       | Zweigeschossiger Bau in Form einer Vierflügelanlage, mit Mansardwalmdach, Fassade mit Mittelrisalit und Dreiecksgiebel, rustizierte Lisenen und Putzgliederung, Rückflügel mit Zwerchhaus, erbaut durch Karl Friedrich von Zocha nach 1719, mit Ausstattung | D-5-61-000-333 Wikidata | weitere Bilder |
| Pfarrstraße 29 (Standort)                                     | Gartenhaus                                                                                   | Eingeschossiger Walmdachbau, 18. Jahrhundert | D-5-61-000-333 Wikidata | weitere Bilder |
| Pfarrstraße 31 (Standort)                                     | Wohnhaus, Gasthaus                                                                           | Zweigeschossiger giebelständiger Satteldachbau, mit Volutengiebel, teilweise Fachwerk, reiche Putzgliederung zum Teil mit Sgraffito, 17. Jahrhundert | D-5-61-000-334 Wikidata | weitere Bilder |
| Pfarrstraße 35 (Standort)                                     | Wohn- und Geschäftshaus                                                                      | Dreigeschossiger Walmdachbau, mit Putzgliederung, im Kern 16. Jahrhundert, Fassade und Walmdach 18. Jahrhundert, Anbau nach 1826; eingebaut Fragmente des ehem. Wehrgangs der Stadtmauer | D-5-61-000-335 Wikidata | weitere Bilder |
| Platenstraße 2 (Standort)                                     | Wohngebäude                                                                                  | Dreigeschossiger Walmdachbau in Ecklage, mit rustizierten Ecklisenen, 18. Jahrhundert, mit anschließendem schmalem Wohnhaus, dreigeschossiger giebelständiger Satteldachbau, 17. Jahrhundert | D-5-61-000-336 Wikidata | weitere Bilder |
| Platenstraße 9 (Standort)                                     | Wohnhaus                                                                                     | Zweigeschossiges giebelständiges Gebäude mit Halbwalmdach, Rückseite mit Fachwerkgiebel, im Kern 16./17. Jahrhundert | D-5-61-000-337 Wikidata | weitere Bilder |
| Platenstraße 10 (Standort)                                    | Wohnhaus                                                                                     | Dreigeschossiges Gebäude mit Satteldach, südlich Walm, mit Zwerchhaus, mit rustizierten Lisenen und Putzgliederungen, 18. Jahrhundert | D-5-61-000-338 Wikidata | weitere Bilder |
| Platenstraße 11 (Standort)                                    | Wohnhaus                                                                                     | Zweigeschossiges Gebäude in Ecklage, Satteldach westlich mit Walm, mit Zwerchhaus, seitlich mit vorkragendem Obergeschoss, im Kern vor 1500, Fassade 18. Jahrhundert | D-5-61-000-339 Wikidata | weitere Bilder |
| Platenstraße 12 (Standort)                                    | Wohnhaus                                                                                     | Dreigeschossiger giebelständiger Mansarddachbau, mit Ziergiebel, Mittelrisalit, mit Zwerchhaus, rustizierte Lisenen und Putzgliederung, 18. Jahrhundert | D-5-61-000-340 Wikidata | weitere Bilder |
| Platenstraße 17 (Standort)                                    | Wohngebäude, Geburtshaus des Dichters August Graf von Platen-Hallermünde (1796–1835)         | Dreigeschossiger Walmdachbau in Ecklage, mit reichverziertem Sandsteinportal, darüber risalitähnlicher Erker, mit Feldergliederung, bezeichnet „1696“ | D-5-61-000-343 Wikidata | weitere Bilder |
| Platenstraße 18 (Standort)                                    | Wohnhaus                                                                                     | Zweigeschossiges Gebäude mit Mansardwalmdach, in Ecklage, mit Fachwerkkonstruktion, Zwerchhaus, Gesims und Dreiecksgiebel, Putzgliederung mit kolossaler Pilasterordnung, Treppenhaus mit Balusterbrüstungen erhalten, Gabriel de Gabrieli, Anfang 18. Jahrhundert | D-5-61-000-344 Wikidata | weitere Bilder |
| Platenstraße 19 (Standort)                                    | Wohnhaus                                                                                     | Dreigeschossiger Walmdachbau, mit Sandsteinportal, Gabriel de Gabrieli zugeschrieben, bezeichnet „1700“ | D-5-61-000-345 Wikidata | weitere Bilder |
| Platenstraße 21 (Standort)                                    | Wohn- und Geschäftshaus                                                                      | Zweigeschossiger Walmdachbau, mit Sandsteinfassade, Mitte 19. Jahrhundert | D-5-61-000-346 Wikidata | weitere Bilder |
| Platenstraße 22 (Standort)                                    | Wohnhaus                                                                                     | Zweigeschossiger traufständiger Steildachbau, westlich mit Halbwalm, mit anschließendem Querbau, Fachwerkkonstruktion, vorkragende Obergeschosse, im Kern vor 1600 | D-5-61-000-347 Wikidata | weitere Bilder |
| Platenstraße 24 (Standort)                                    | Wohnhaus, Gasthaus                                                                           | Dreigeschossig gegliederte Fassade, rückwärtig zweigeschossig mit Mansardwalmdach, Putzgliederung, teilweise rustiziert, mit gerader zweiläufiger Vortreppe, 18. Jahrhundert | D-5-61-000-348 Wikidata | weitere Bilder |
| Platenstraße 25 (Standort)                                    | Ehemaliges markgräfliches Jägerhaus                                                          | Dreigeschossiger Satteldachbau in Ecklage, vorkragende Obergeschosse und Giebelfachwerk, im Inneren Treppenhaus teilweise erhalten, um 1600 | D-5-61-000-349 Wikidata | weitere Bilder |
| Platenstraße 27 (Standort)                                    | Wohnhaus                                                                                     | Dreigeschossiger Walmdachbau mit Zwerchhaus, teilweise Fachwerk, mit rustizierten Ecklisenen, 18. Jahrhundert | D-5-61-000-351 Wikidata | weitere Bilder |
| Platenstraße 28 (Standort)                                    | Wohngebäude                                                                                  | Zweigeschossiges Gebäude mit Mansardwalmdach in Ecklage, mit Zwerchhäusern, Mittelrisalit, Rustizierungen und Putzfeldergliederung, in der Art von Leopoldo Retti, 1732 | D-5-61-000-352 Wikidata | weitere Bilder |
| Promenade (Standort)                                          | Pavillon                                                                                     | Achtseitige Holzkonstruktion mit flachem Zeltdach und Rundbogenöffnungen, um 1850/60 | D-5-61-000-367 Wikidata | BW             |
| Promenade 1 (Standort)                                        | Wohn- und Geschäftshaus                                                                      | Dreigeschossiger Walmdachbau in Ecklage, mit Putzgliederung, zweite Hälfte 19. Jahrhundert, Pendant zu Maximilianstraße 4, zu den das Herrieder Tor rahmenden Gebäuden gehörig | D-5-61-000-353 Wikidata | weitere Bilder |
| Promenade 4 (Standort)                                        | Landgerichtsgebäude                                                                          | Dreigeschossiges Gebäude mit Mansardwalmdach, repräsentativer Bau der Münchener Architektur, Natursteinfassade mit vorspringendem Mittelrisalit, von Dreiecksgiebel bekrönt, Säulen getragenes Portal mit gesprengtem Giebel, in Formen des süddeutschen Barock und Rokoko, 1903 | D-5-61-000-355 Wikidata | weitere Bilder |
| Promenade 5 (Standort)                                        | Wohnhaus                                                                                     | Zweigeschossiger Satteldachbau, Mittel- und Seitenrisalite mit pavillonartiger Mansardverdachung, mit rustizierten Lisenen und Putzgliederung, 18. Jahrhundert | D-5-61-000-356 Wikidata | weitere Bilder |
| Promenade 5 (Standort)                                        | Einfriedung                                                                                  | Pfeiler des Gartenzauns, 19. Jahrhundert | D-5-61-000-356 Wikidata | weitere Bilder |
| Promenade 7 (Standort)                                        | Wohnhaus                                                                                     | Dreigeschossiger traufständiger Satteldachbau, mit Zwerchhaus, Putzgliederung, von Johann David Steingruber, 1737 | D-5-61-000-358 Wikidata | weitere Bilder |
| Promenade 7 (Standort)                                        | Garteneinfriedung                                                                            | Mit Sandstein und Eisengitter, 19. Jahrhundert | D-5-61-000-358 Wikidata | weitere Bilder |
| Promenade 10, 12 (Standort)                                   | Wohn- und Geschäftshaus                                                                      | Zweigeschossiges Eckgebäude mit Walmdach, mit Risalit und Zwerchhäusern, Ecklisenen und Erdgeschoss rustiziert, mit Putzgliederung, 18. Jahrhundert | D-5-61-000-361 Wikidata | weitere Bilder |
| Promenade 11 (Standort)                                       | Wohnhaus                                                                                     | Dreigeschossiger traufständiger Satteldachbau, mit Zwerchhaus und Putzgliederung, von Johann David Steingruber, um 1740, anstelle des Husarenstalles | D-5-61-000-362 Wikidata | weitere Bilder |
| Promenade 11 (Standort)                                       | Gartenzaun                                                                                   | Haustein und Schmiedeeisen, mit historisierenden Elementen, spätes 19. Jahrhundert | D-5-61-000-362 Wikidata | weitere Bilder |
| Promenade 13 (Standort)                                       | Wohngebäude                                                                                  | Eingeschossiges Mansarddachhaus, wohl 18. Jahrhundert, an einem Rest der alten Stadtmauer, im Inneren klassizistischer Deckenstuck | D-5-61-000-364 Wikidata | weitere Bilder |
| Promenade 13 (Standort)                                       | Gartenzaun                                                                                   | Sandsteinpfeiler und Eisengitter, 19. Jahrhundert | D-5-61-000-364 Wikidata | weitere Bilder |
| Promenade 14 (Standort)                                       | Wohn- und Geschäftshaus, Wohnhaus der Eltern August Graf Platens                             | Dreigeschossiger traufständiger Satteldachbau, mit Mittelrisalit und Zwerchhaus, Erdgeschoss und Ecklisenen rustiziert, mit Putzgliederung, 18. Jahrhundert | D-5-61-000-365 Wikidata | weitere Bilder |
| Promenade 15, 17 (Standort)                                   | Wohnhaus                                                                                     | Dreigeschossiges Gebäude mit Mansardwalmdach, Mittelrisalit mit Zwerchhaus, Erdgeschoss und Lisenen rustiziert, mit Putzgliederung, in der Art Johann David Steingrubers, 18. Jahrhundert, Treppenhaus mit Balustraden und Stuckdecken | D-5-61-000-366 Wikidata | weitere Bilder |
| Promenade 17 (Standort)                                       | Einfriedung                                                                                  | Gartenzaun, Sandsteinpfeiler und Eisengitterzaun, 19. Jahrhundert | D-5-61-000-366 Wikidata | weitere Bilder |
| Promenade 16 (Standort)                                       | Wohnhaus                                                                                     | Dreigeschossiger traufständiger Satteldachbau, mit Zwerchhaus, Mittelrisalit, mit Rustizierung und Putzgliederungen, 18. Jahrhundert | D-5-61-000-368 Wikidata | weitere Bilder |
| Promenade 18 (Standort)                                       | Palais                                                                                       | Dreigeschossiges Gebäude mit Walmdach, Fassade Naturstein mit rustiziertem Erdgeschoss und Gliederungen in den Formen der italienischen Renaissance, um 1870/80 | D-5-61-000-371 Wikidata | weitere Bilder |
| Promenade 20 (Standort)                                       | Ehemaliges Freiherrliches von Poellnitzsches Palais                                          | Dreigeschossiges Gebäude in Ecklage, Mansardwalmdach, Mitte 18. Jahrhundert, stark erneuert mit Ostportal mit Baldachinmotiv | D-5-61-000-373 Wikidata | weitere Bilder |
| Promenade 24 (Standort)                                       | Ehemaliges Gesandtenhaus, jetzt Verwaltungsgericht                                           | Zweigeschossiger Mansardwalmdachbau mit Mittelrisalit, Lisenen- und Putzgliederung und Rokoko-Stuckornament, von Karl Friedrich von Zocha für Hofmusikus Chiavenotto erbaut, 1718 | D-5-61-000-375 Wikidata | weitere Bilder |
| Promenade 24 (Standort)                                       | Nebenflügel, Rest der ehemaligen Hofanlage                                                   | Eingeschossiger Bau mit Mansardwalmdach, 18. Jahrhundert, erneuert | D-5-61-000-375 Wikidata | weitere Bilder |
| Promenade 25 (Standort)                                       | Wohngebäude                                                                                  | Zweigeschossiger Walmdachbau in Ecklage, 18. Jahrhundert | D-5-61-000-376 Wikidata | weitere Bilder |
| Promenade 26 (Standort)                                       | Ehemaliges Jagdzeughaus                                                                      | Dreigeschossiger Bau mit Mansardwalmdach, in Ecklage, Lisenen und Erdgeschoss rustiziert, Putzgliederungen, von Johann Wilhelm von Zocha, um 1715/19 | D-5-61-000-377 Wikidata | weitere Bilder |

Ehemaliges markgräfliches Residenzschloss
Ehemaliges markgräfliches Residenzschloss: gotische Wasserburg, 13./14. Jh., im 16. Jh. durch Hans Behaim d. Ä. spätgotisch umgeformt. Umbauten im Sinne der Renaissance im letzten Viertel des 16. Jh. durch Blasius Berwart d. Ä. und Gideon Bacher. Umbauten des 18. Jh. in drei durch die Namen der mit der Oberleitung betrauten Architekten gekennzeichneten Abschnitten: 1694–1715/16 Gabriel de Gabrieli, 1719 – um 1729, Karl Friedrich von Zocha, 1730–1749 Leopoldo Retti; mit Ausstattung. (Aktennummer: D-5-61-000-378).
Heutiger Baubestand und die sehr reiche Ausstattung entstammen im Wesentlichen dem 18. Jh.:
- geschlossener Vierflügelbau (Lage) mit Arkadenhof mit zur Promenade gerichteter Hauptfassade
- zweiter Vierflügelbau mit ovalem Binnenhof, der sogenannte Marstall- und Küchenbau (Lage), zwischen Reitbahn und Rezat, von Leopoldo Retti, 1732/34
- Hauptwache (Lage), Toreinfahrt, von Leopoldo Retti, 1732/34
- Schlossfassade, Hauptwache und ehemaliger Marstall- und Küchenbau umschließen dreiseitig den ehemaligen Cour d`honneur
- Schlosstor, zwei Pfeiler (Lage) mit Trophäengruppen von Conrad Meyer, 1738
- Befestigungsmauer (Lage) (Lage), 18. Jh., im Kern älterer Bestand, mit Schilderhäuschen nach dem Entwurf von Leopoldo Retti, 1734/1735

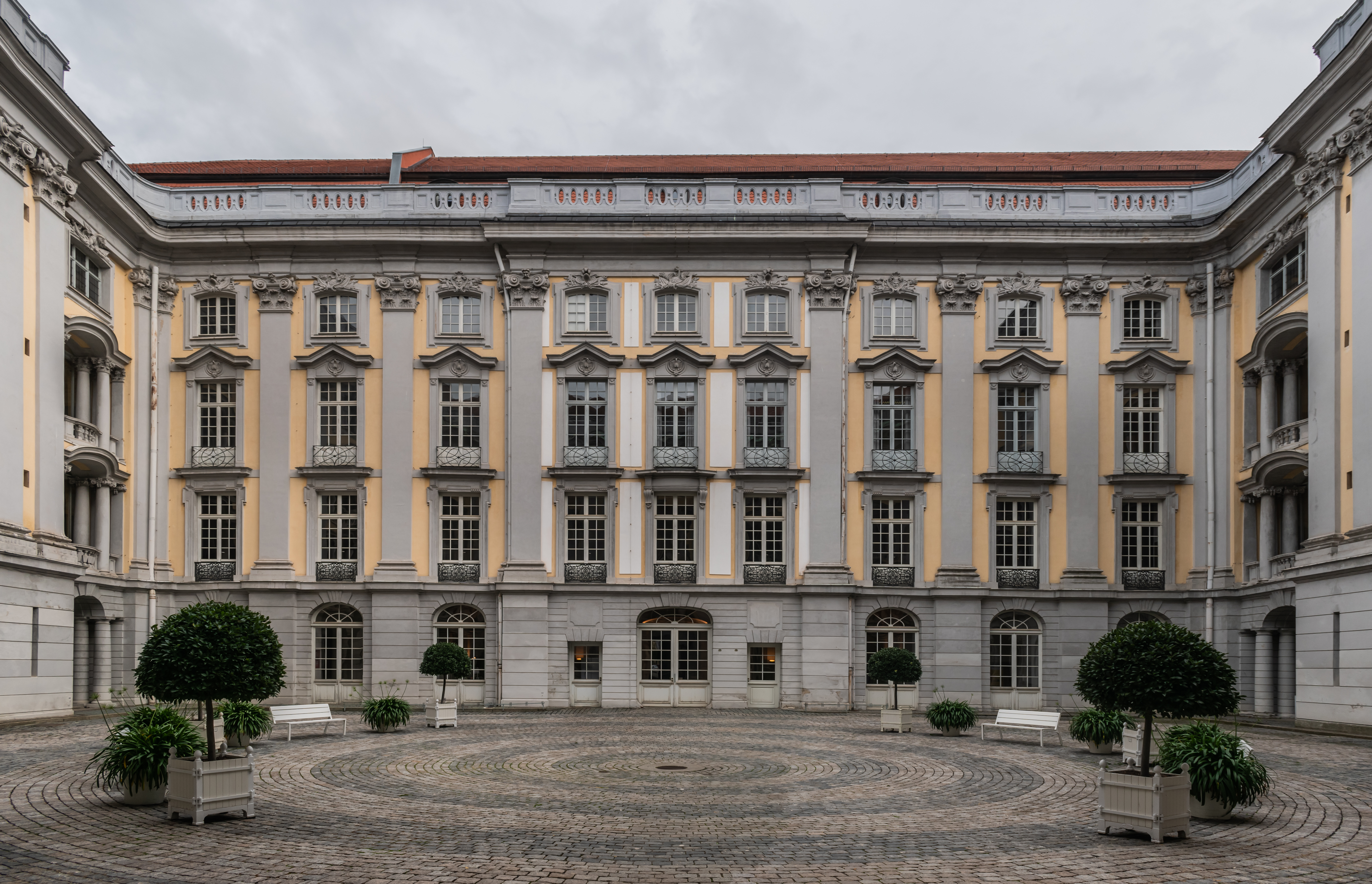
Residenz, Innenhof, nach Osten (weitere Bilder)
Residenz, von Osten (weitere Bilder)
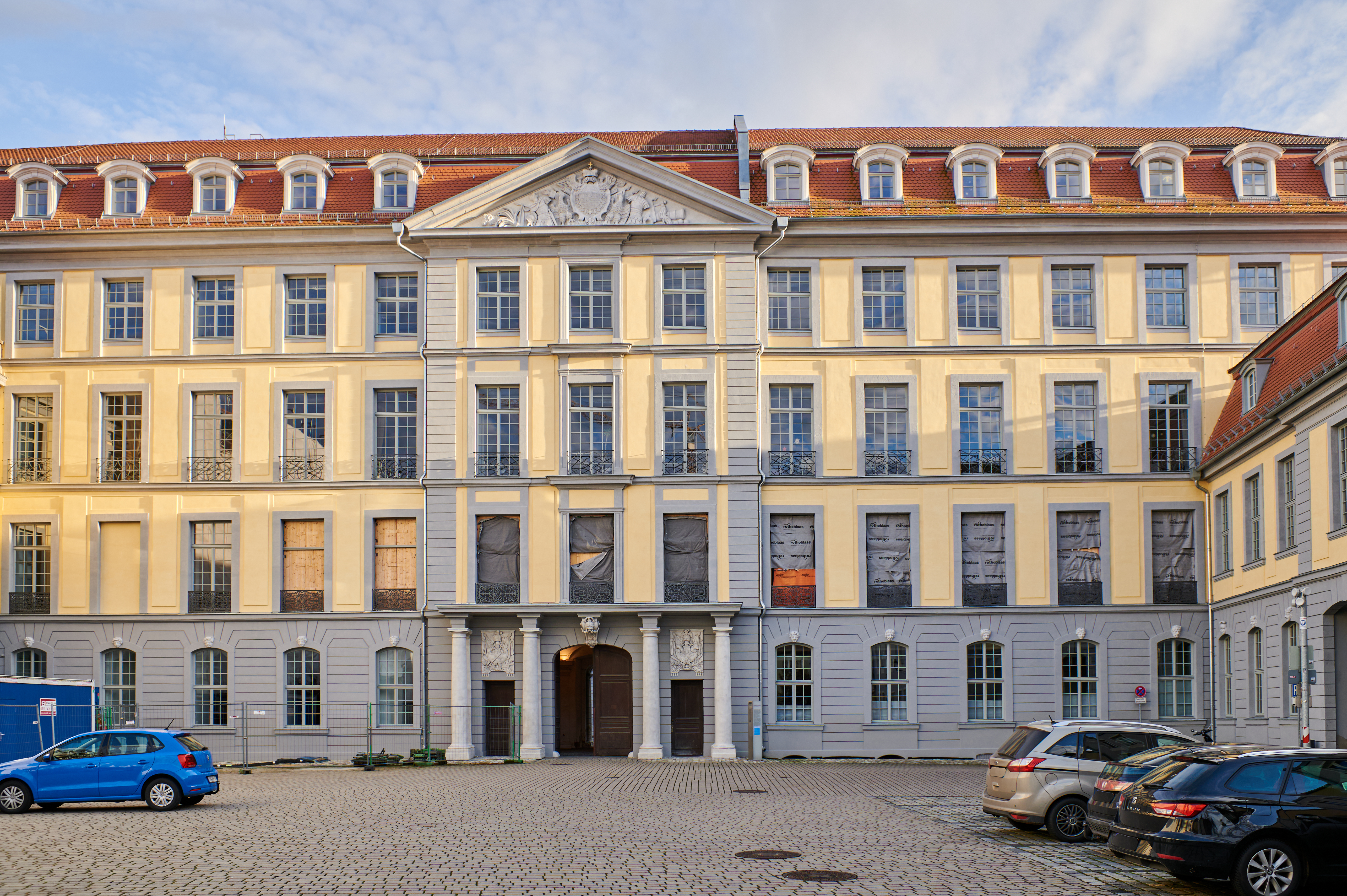
Residenz, von Westen (weitere Bilder)
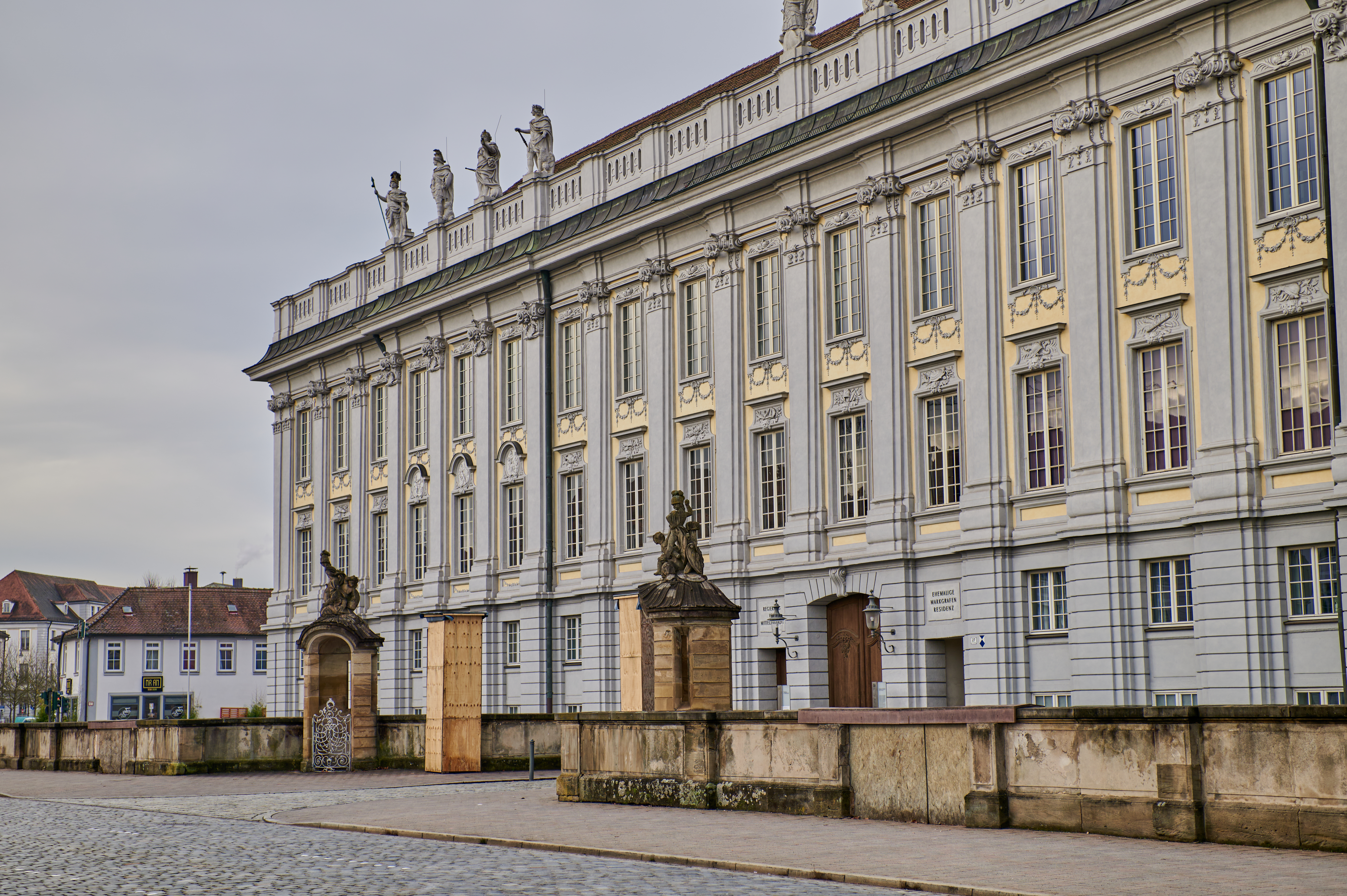
Burggraben, von Westen (weitere Bilder)
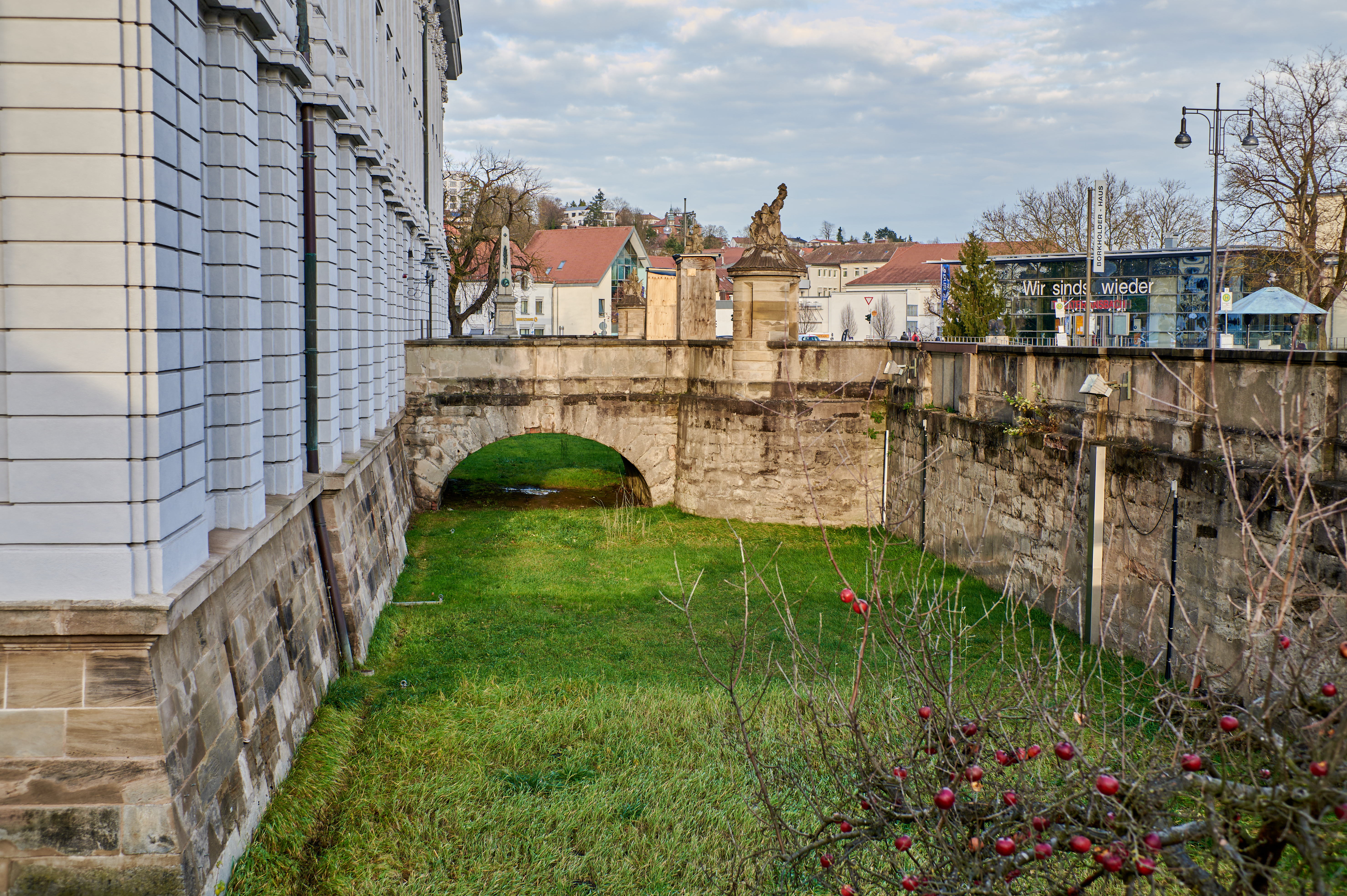
Residenz, von Nordosten (weitere Bilder)
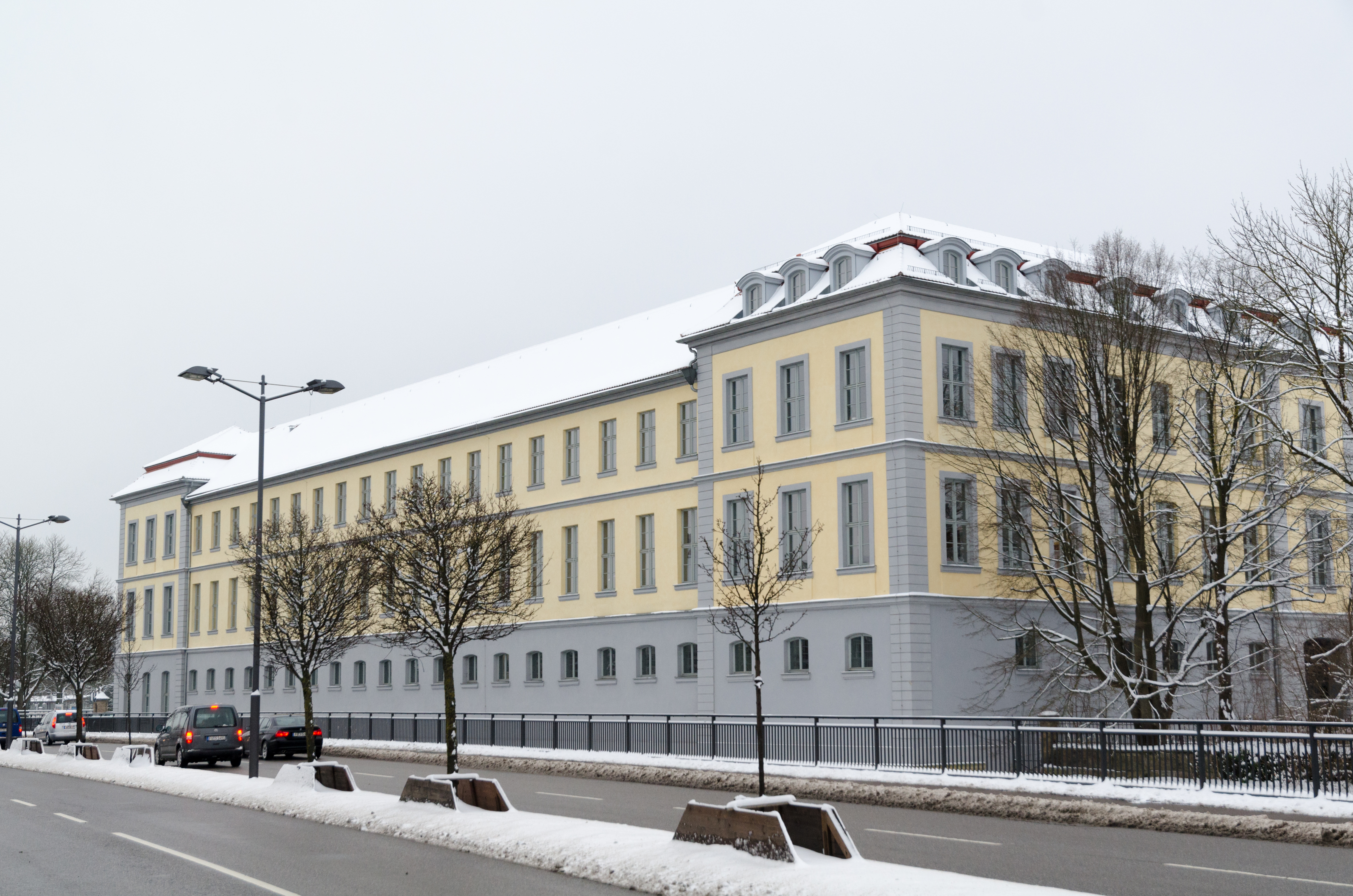
Marstall- und Küchenbau, von Nordwesten (weitere Bilder)
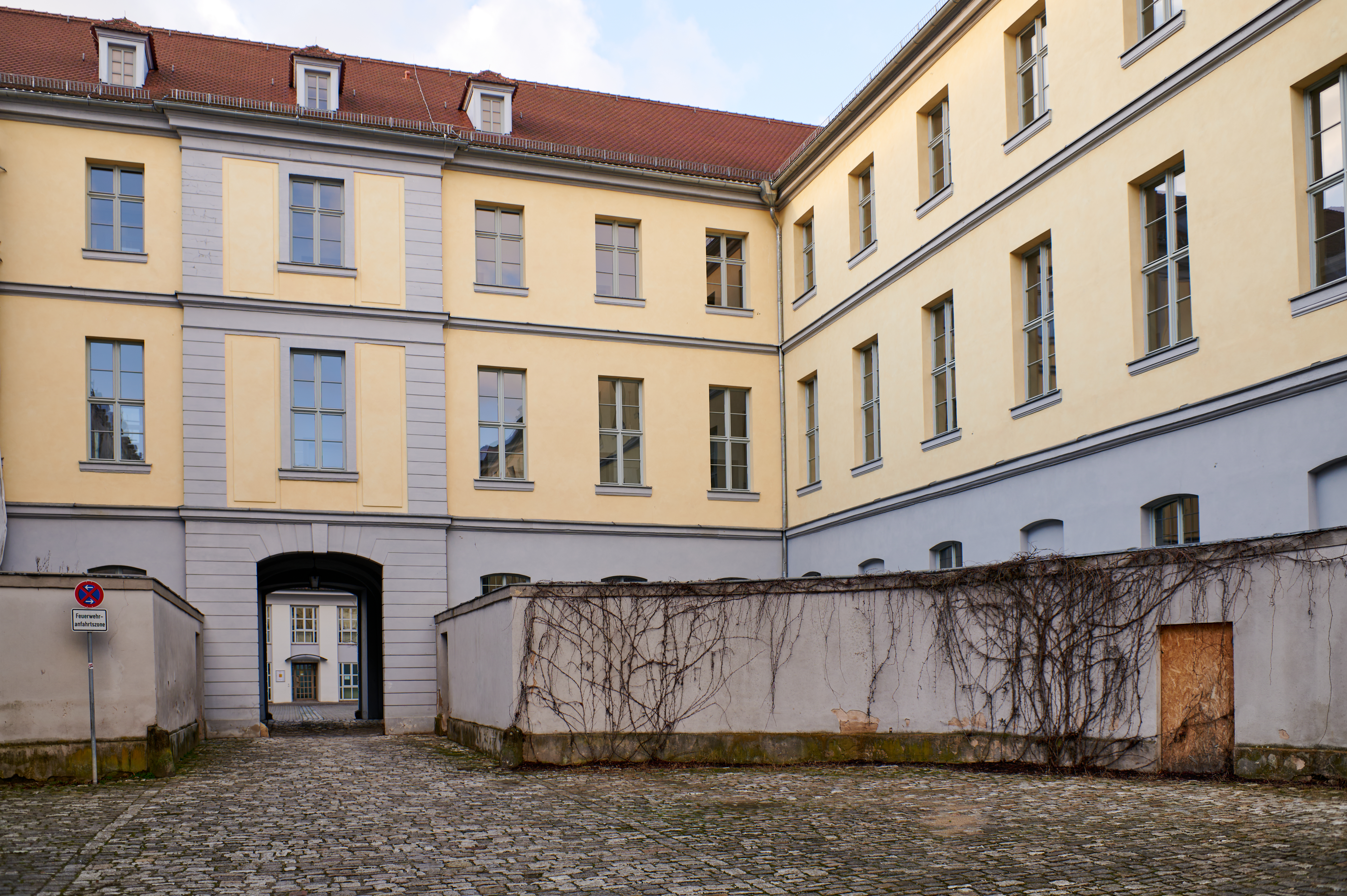
Marstall- und Küchenbau, Innenhof, nach Westen (weitere Bilder)
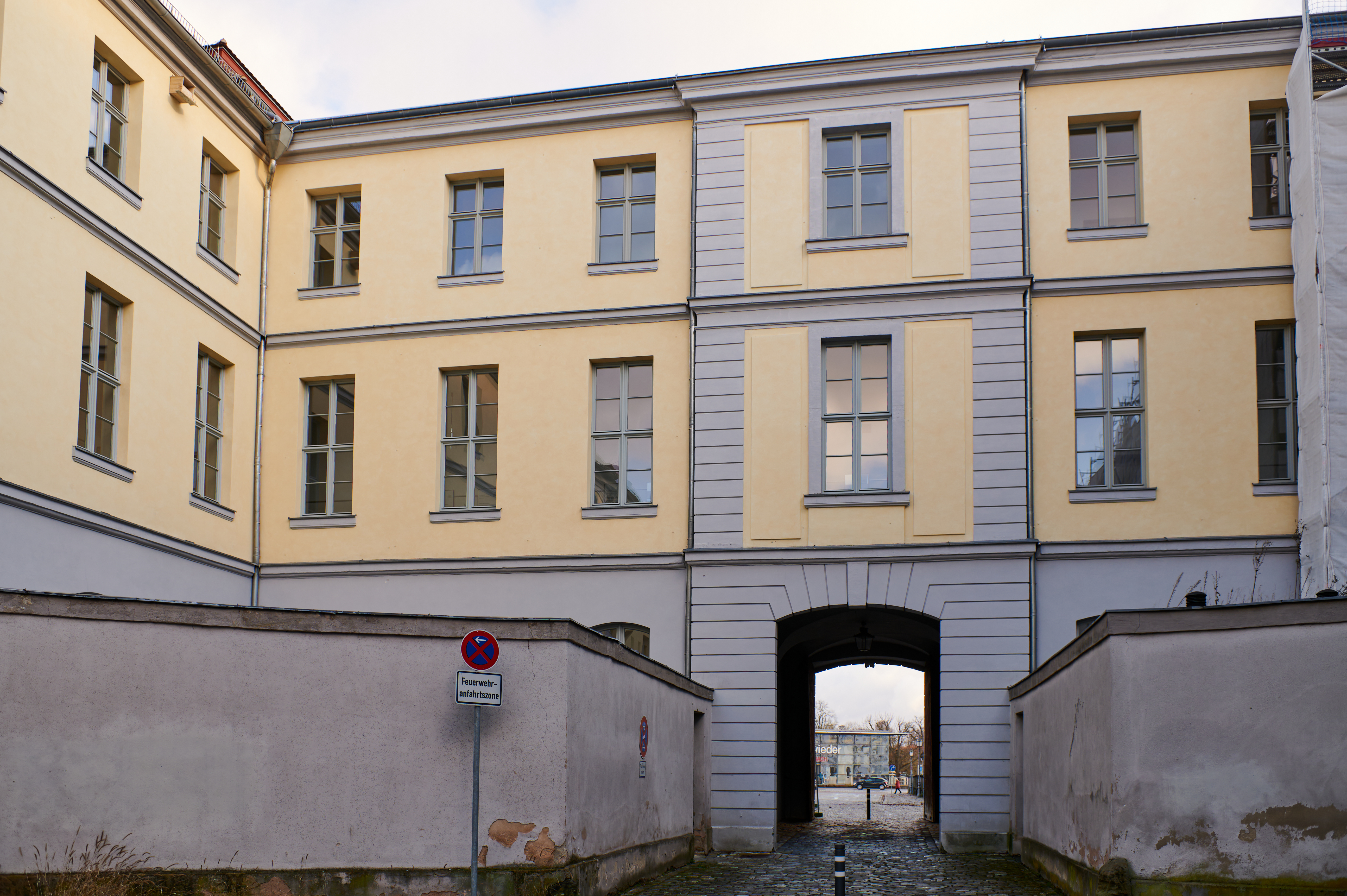
Marstall- und Küchenbau, Innenhof, nach Osten (weitere Bilder)
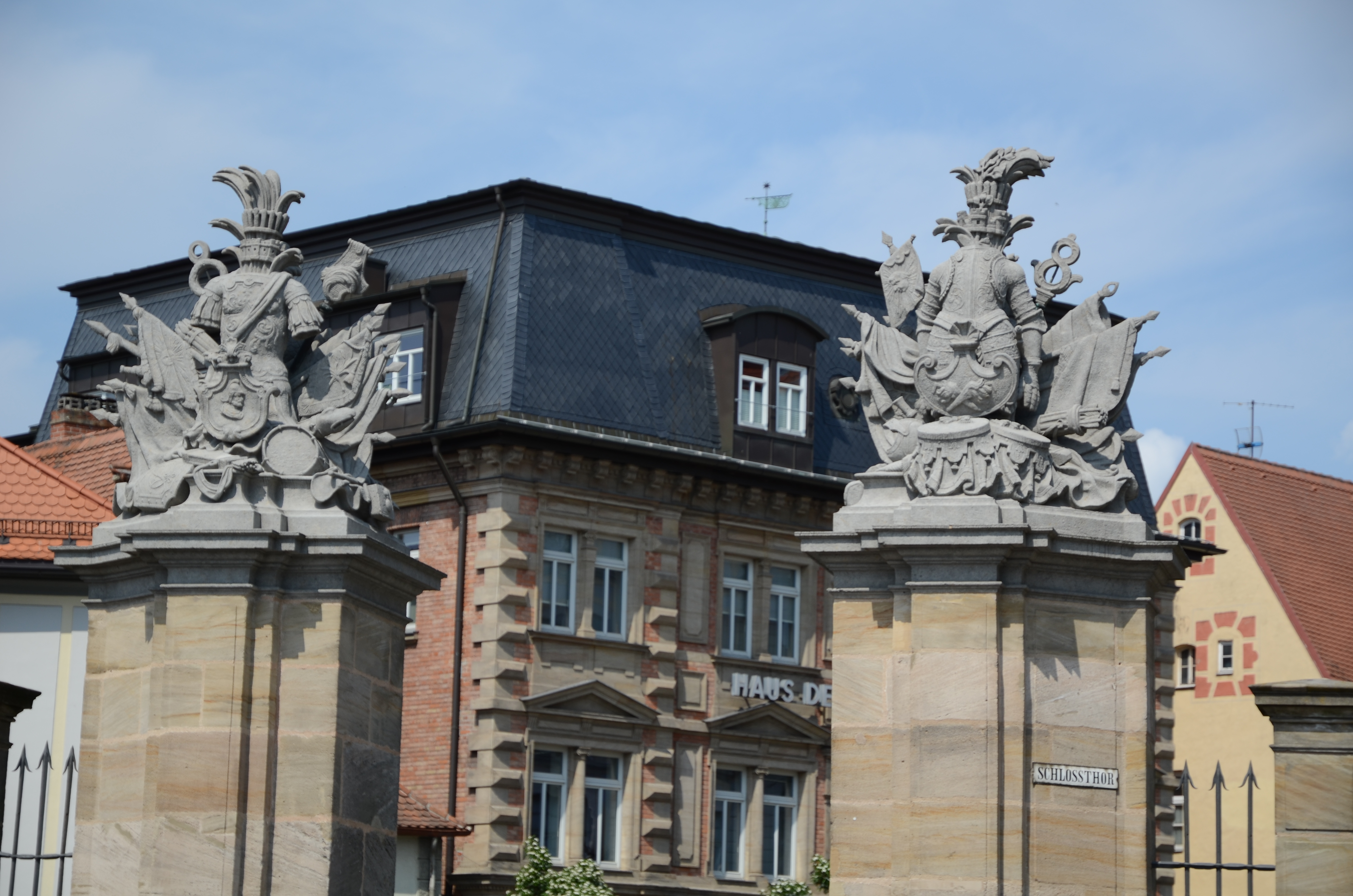
Schlosstor (weitere Bilder)
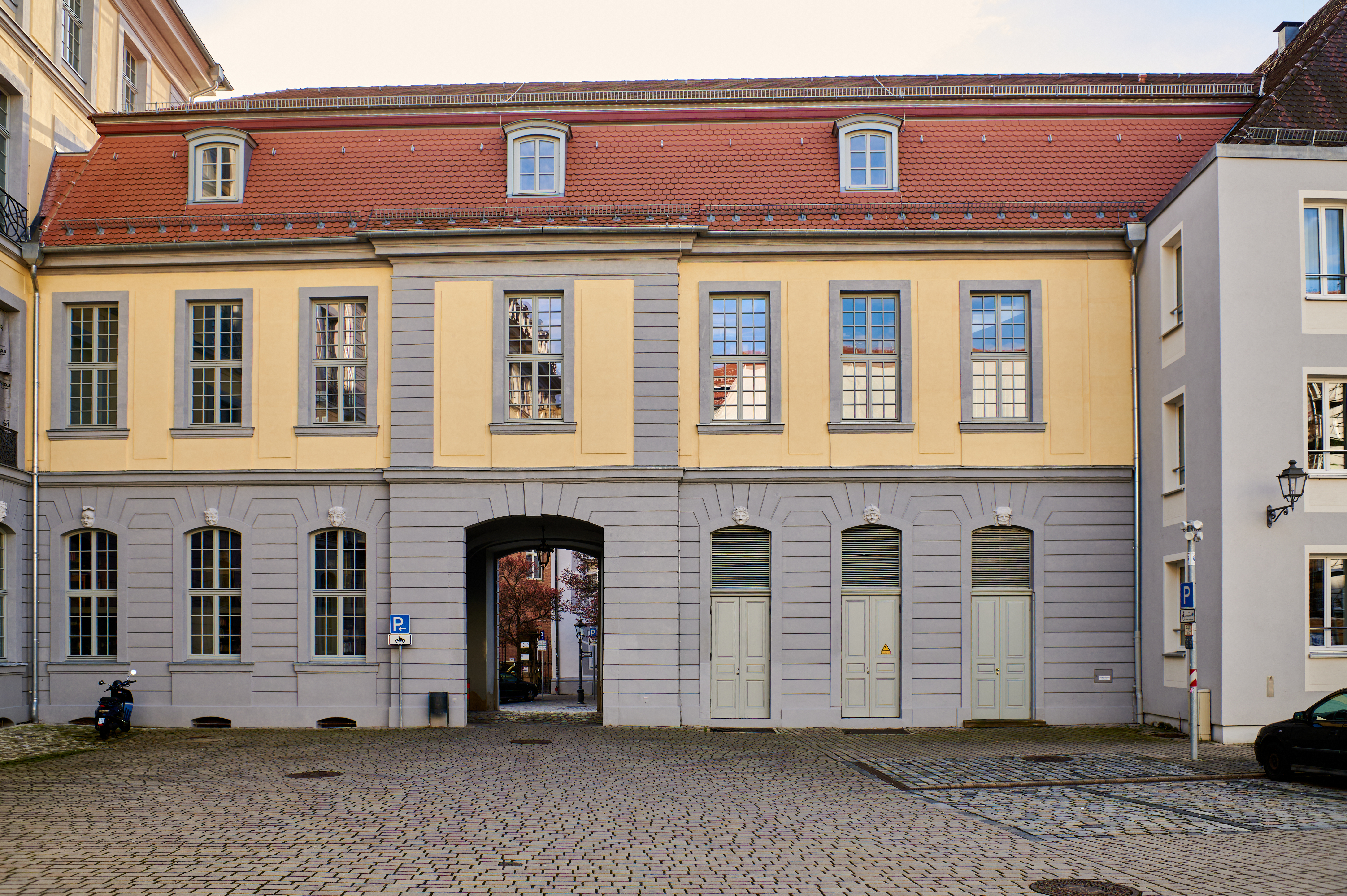
Hauptwache (weitere Bilder)

| Lage                    | Objekt                | Beschreibung                                                                       | Akten-Nr.               | Bild           |
| ----------------------- | --------------------- | ---------------------------------------------------------------------------------- | ----------------------- | -------------- |
| Promenade 29 (Standort) | Haus der Volksbildung | Gebäudekomplex im Stil der Neuen Sachlichkeit, von Robert Erdmannsdorffer, 1929/30 | D-5-61-000-380 Wikidata | weitere Bilder |
| Promenade 30 (Standort) | Wohnhaus, Gasthaus    | Zweigeschossiger Walmdachbau, 18. Jahrhundert                                      | D-5-61-000-381 Wikidata | weitere Bilder |
| Promenade 30 (Standort) | Seitengebäude         | Zweigeschossiger Bau mit Mansardwalmdach, Zwerchhaus, 18. Jahrhundert              | D-5-61-000-381 Wikidata | weitere Bilder |

Hofgarten
Hofgarten, angelegt spätestens im ersten Viertel des 16. Jahrhunderts, barocke Umgestaltung nach Plänen von Karl Friedrich von Zocha, um 1723, und Leopoldo Retti, ab 1731, teilweise Umgestaltung im englischen Stil 1786–1826. Aktennummer: D-5-61-000-24. Hofgarten (Q26898120)
- Orangerie (Lage), langgestreckter, erdgeschossiger Mansarddachbau mit Eckpavillons, Mittelrisalit und Pilastergliederung, an der Nordseite Kolonnaden, von Karl-Friedrich von Zocha, 1726–28, fertiggestellt von Leopoldo Retti, 1744, teilweiser Wiederaufbau nach 1945 Orangerie Ansbach (Q98620827)
- Gartentor (Lage), sogenanntes Nordwesttor, bossierte Pfeiler mit Vasenaufsätzen, schmiedeeisernen Gittern und segmentbogigen Seitenzugängen, von Leopoldo Retti, 1740, Vasen und Gitter um 1790 Gartentor Hofgarten Ansbach (Q98620938)
- Nutzgarten (Lage), ehemaliger Kräutergarten, planmäßige Gartenanlage mit Gartenhaus, eingeschossiger Mansarddachbau auf hohem Fundament, mit Zwerchhaus und Lisenengliederung, Garten 18. Jh., Gartenhaus wohl um 1800
- Pavillon (Lage), offene Holzständerkonstruktion mit flachem Zeltdach, 19. Jh., am Ostende der Lindenallee Holzpavillon (Q98620998)
- Denkmal für Johann Peter Uz (Lage), Sandsteinpfeiler mit goldgefasster Eisengussbüste, nach Entwurf von Carl Alexander von Heideloff, Büste nach Modell von Jakob Daniel Burgschmiet, 1825 Uz-Denkmal (Q98621001)
- Gedenkpfeiler an der Stelle der Ermordung Kaspar Hausers (Lage), oktogonaler Sandsteinpfeiler mit gotisierendem Ornament, nach 1833
- Gartenpavillon (Lage) Sandsteinterrasse mit Säulen- und Pfeileraufbau und Balustergeländer, klassizistisch, aus der Villa Brügel hierher versetzt 1972
- Allee (Lage), lange, gerade Doppelallee aus Lindenbäumen, mit Rondellabschluss im Osten, 1. Hälfte 18. Jh. Hofgarten Bahnhofstraße 1 a in Ansbach (D-5-61-000-24#8) (Q98621004)
- Gedenktafel für den markgräflichen Leibarzt und Botaniker Leonhard Fuchs (Lage), reliefierte Solnhofer Marmorplatte, von Ingram Spengler, 1925, an der westlichen Hofgartenmauer

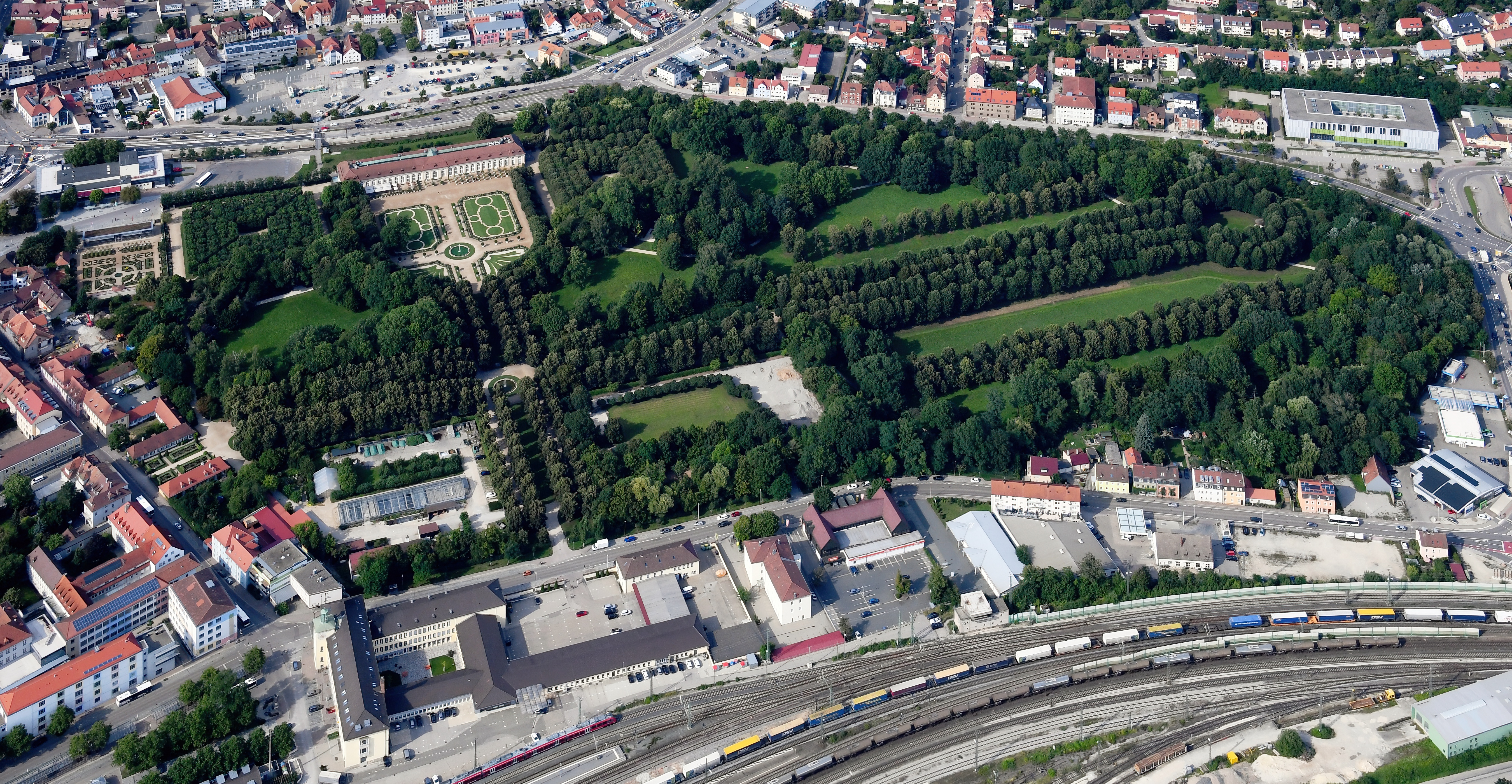
Luftbild von Süden (weitere Bilder)
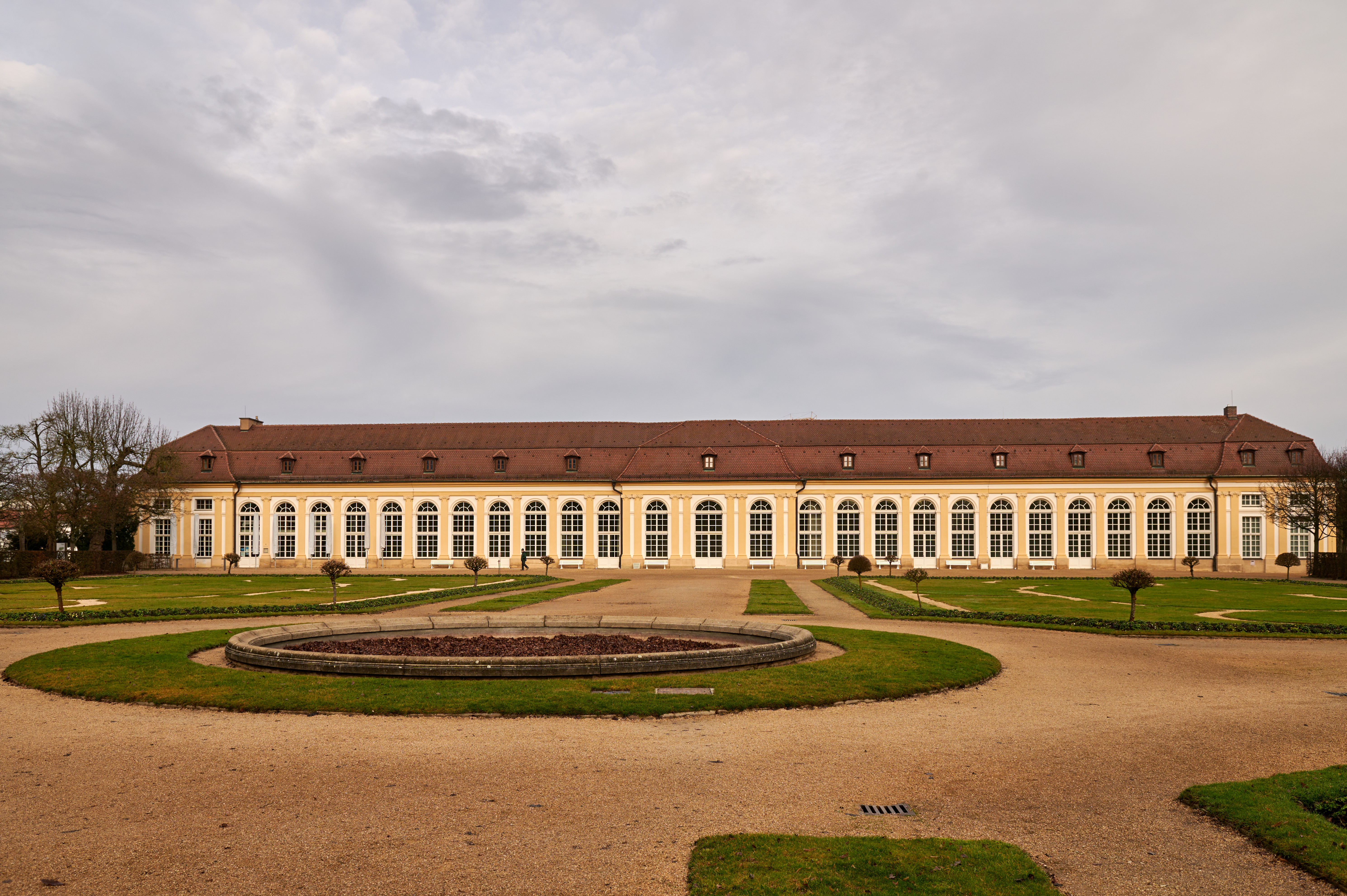
Orangerie von Süden (weitere Bilder)
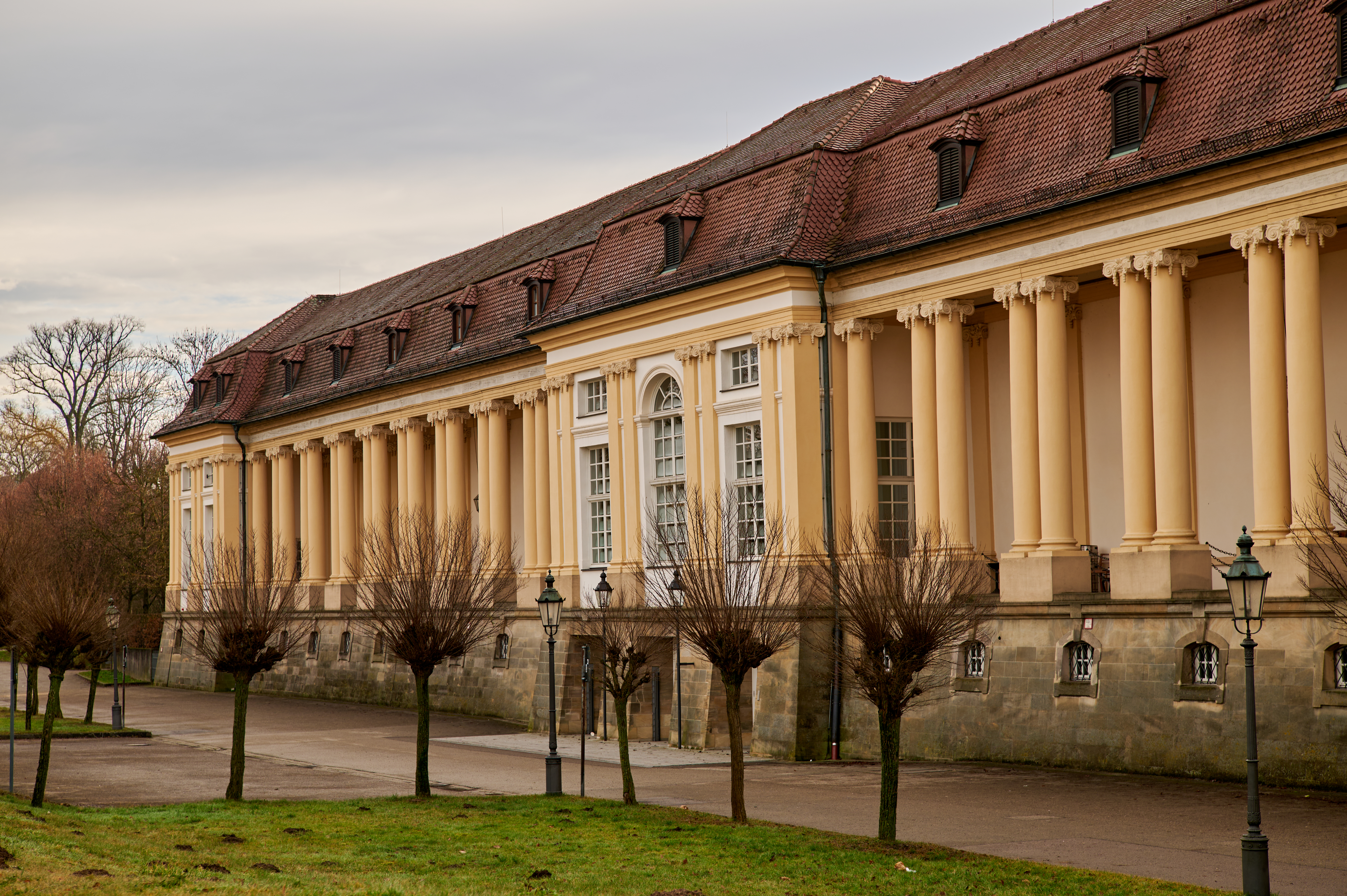
Orangerie von Nordosten (weitere Bilder)
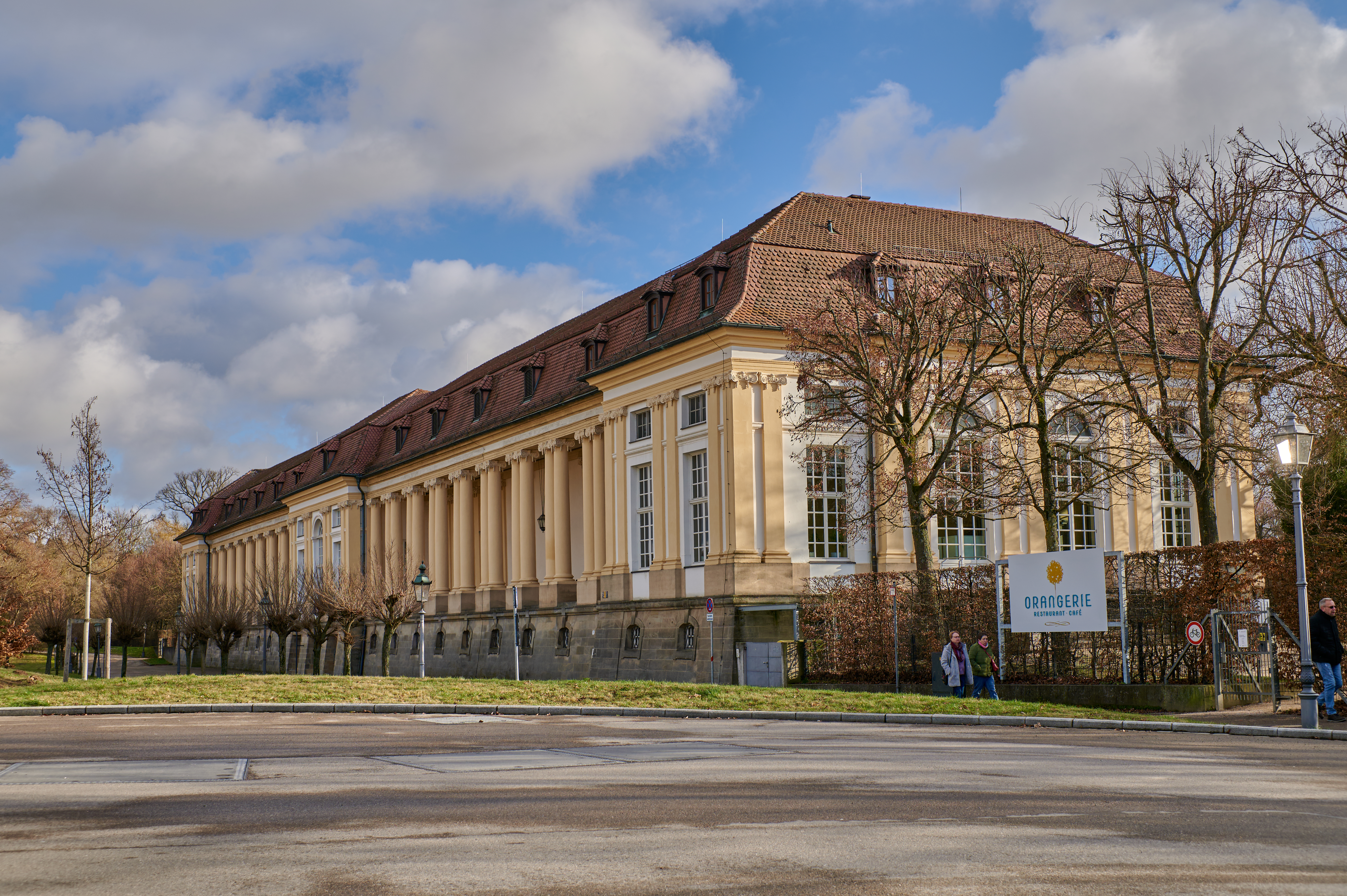
Orangerie von Nordwesten (weitere Bilder)
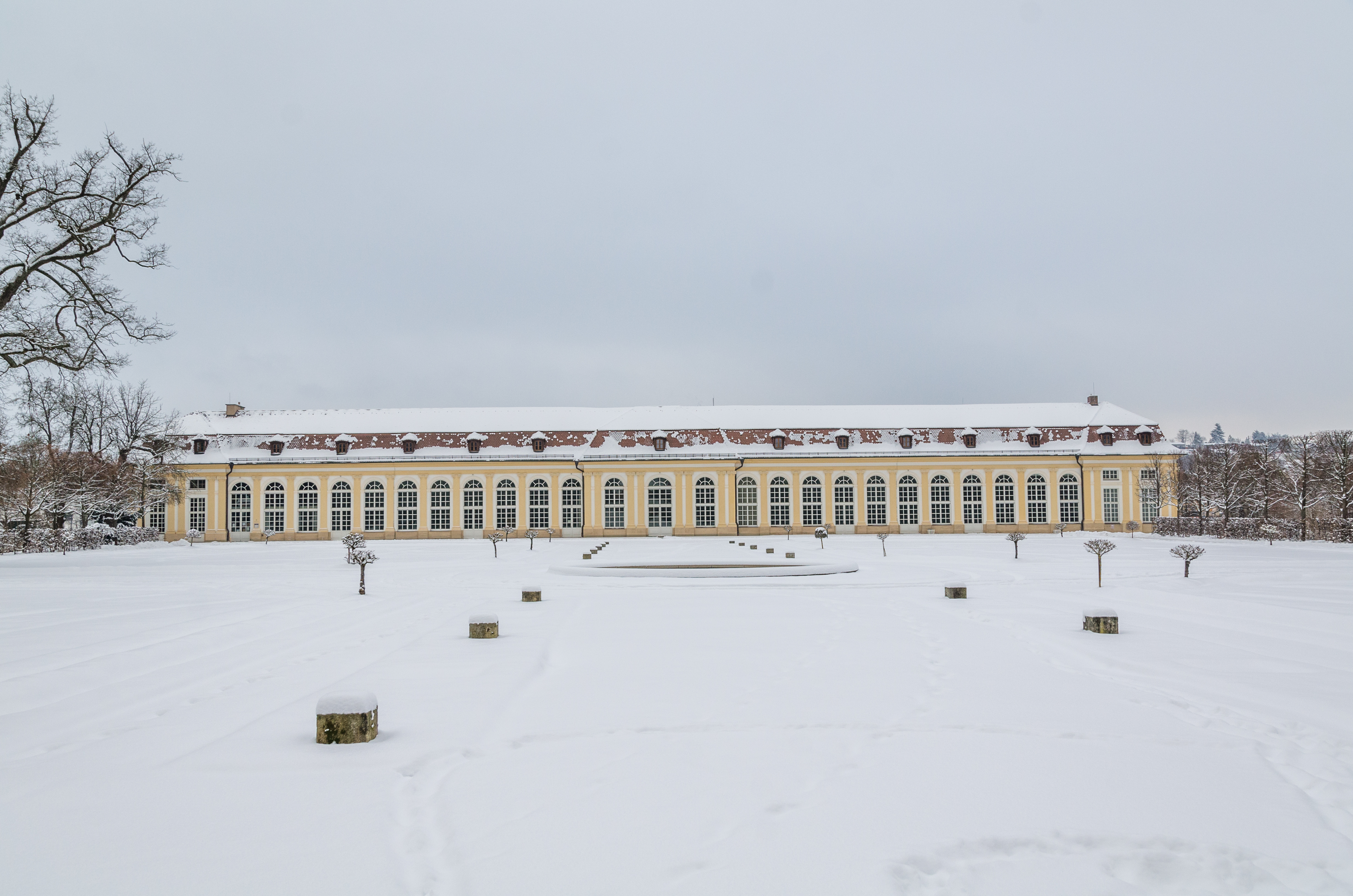
Orangerie im Winter von Süden (weitere Bilder)
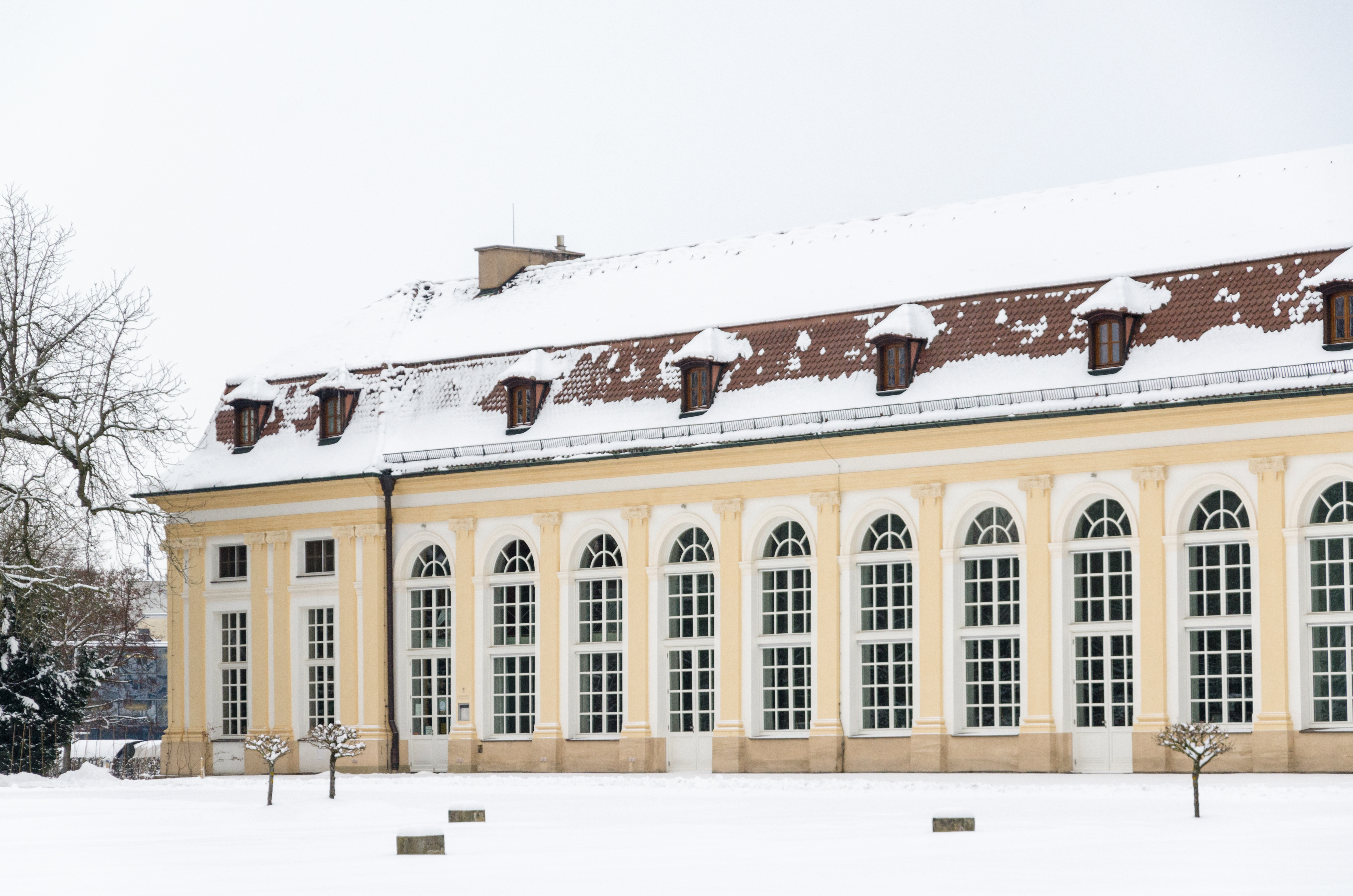
Orangerie im Winter von Süden (weitere Bilder)
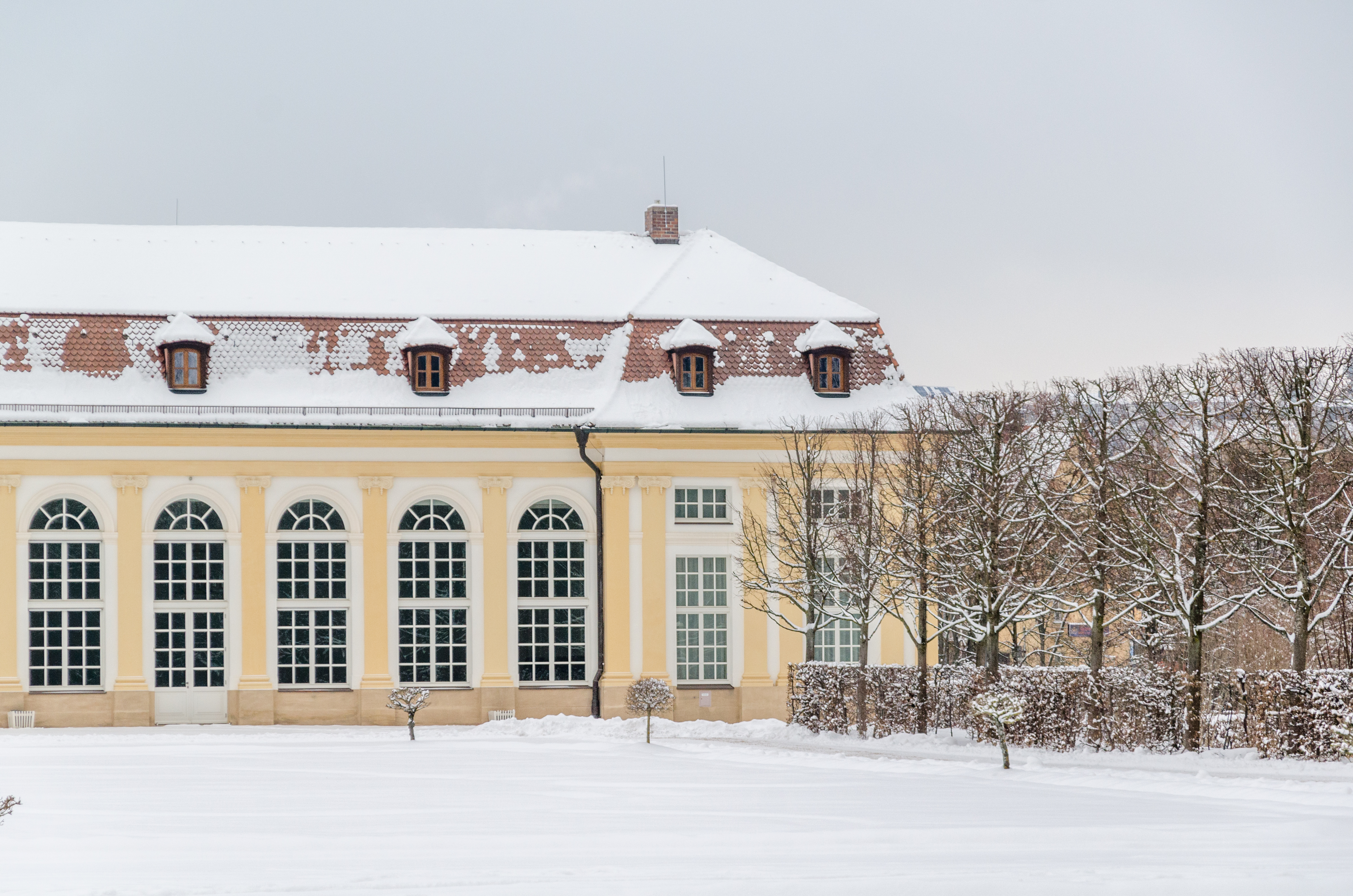
Orangerie im Winter von Süden (weitere Bilder)
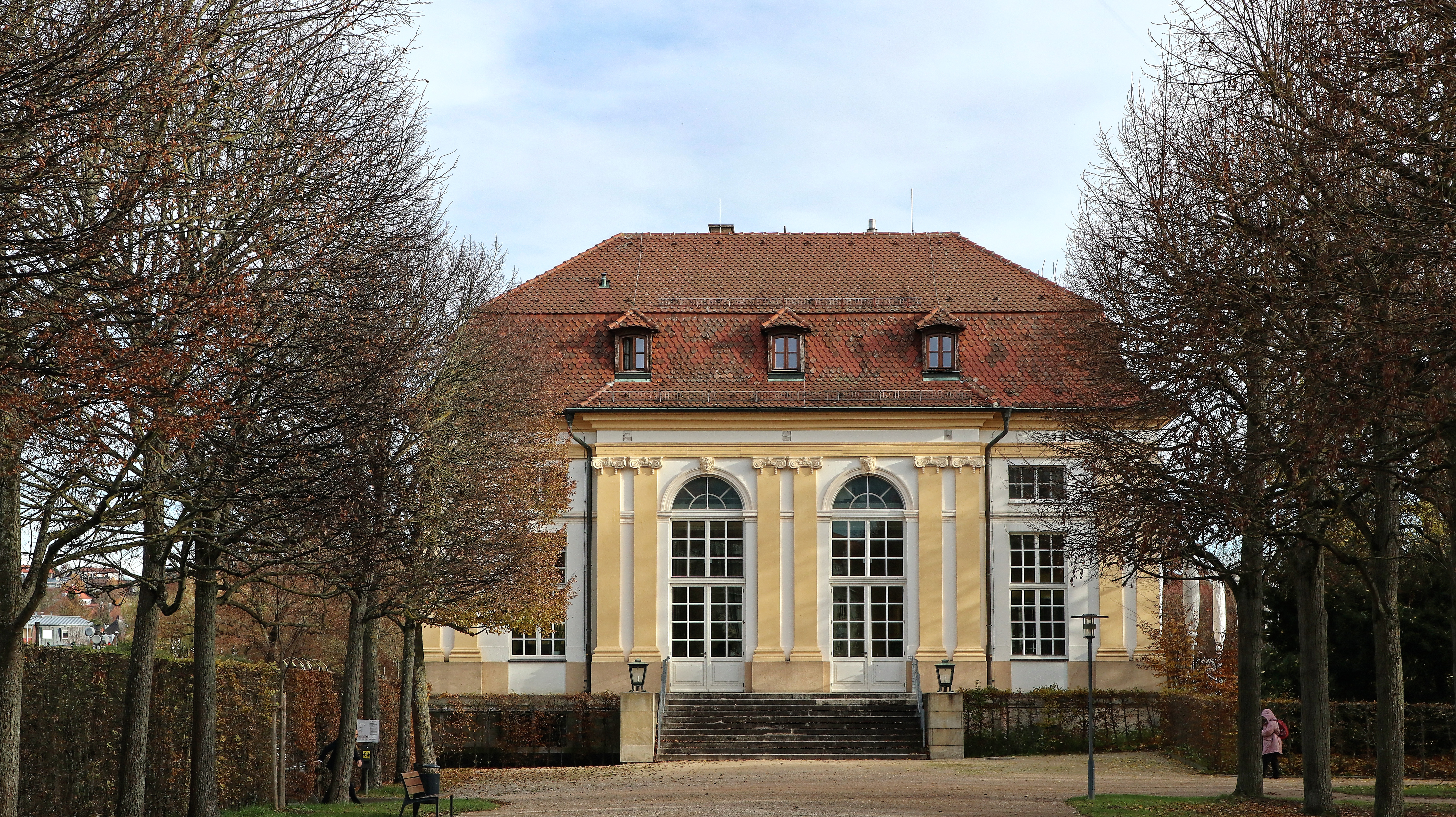
Orangerie von Osten (weitere Bilder)
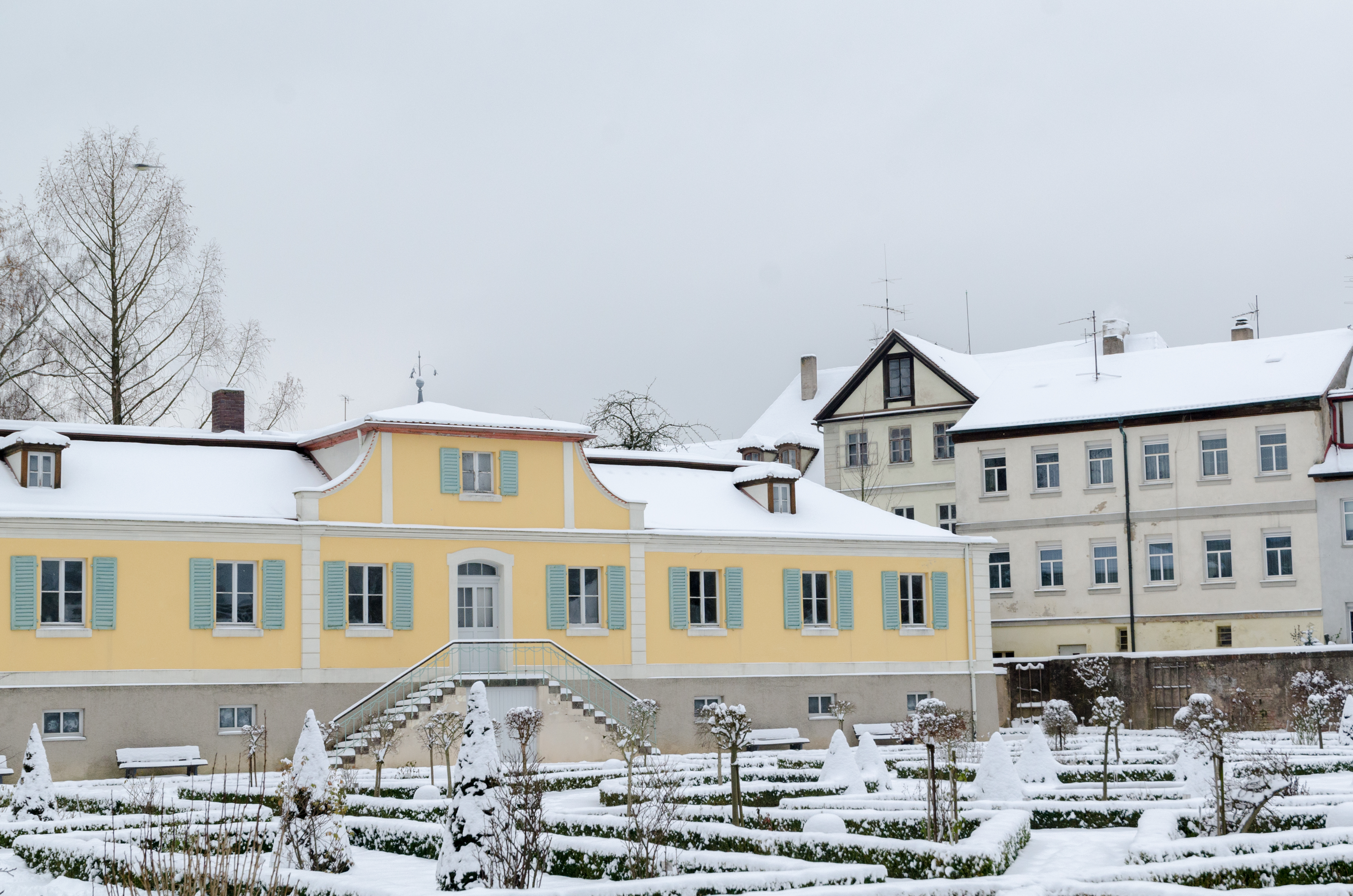
Nutzgarten und Gartenhaus (weitere Bilder)
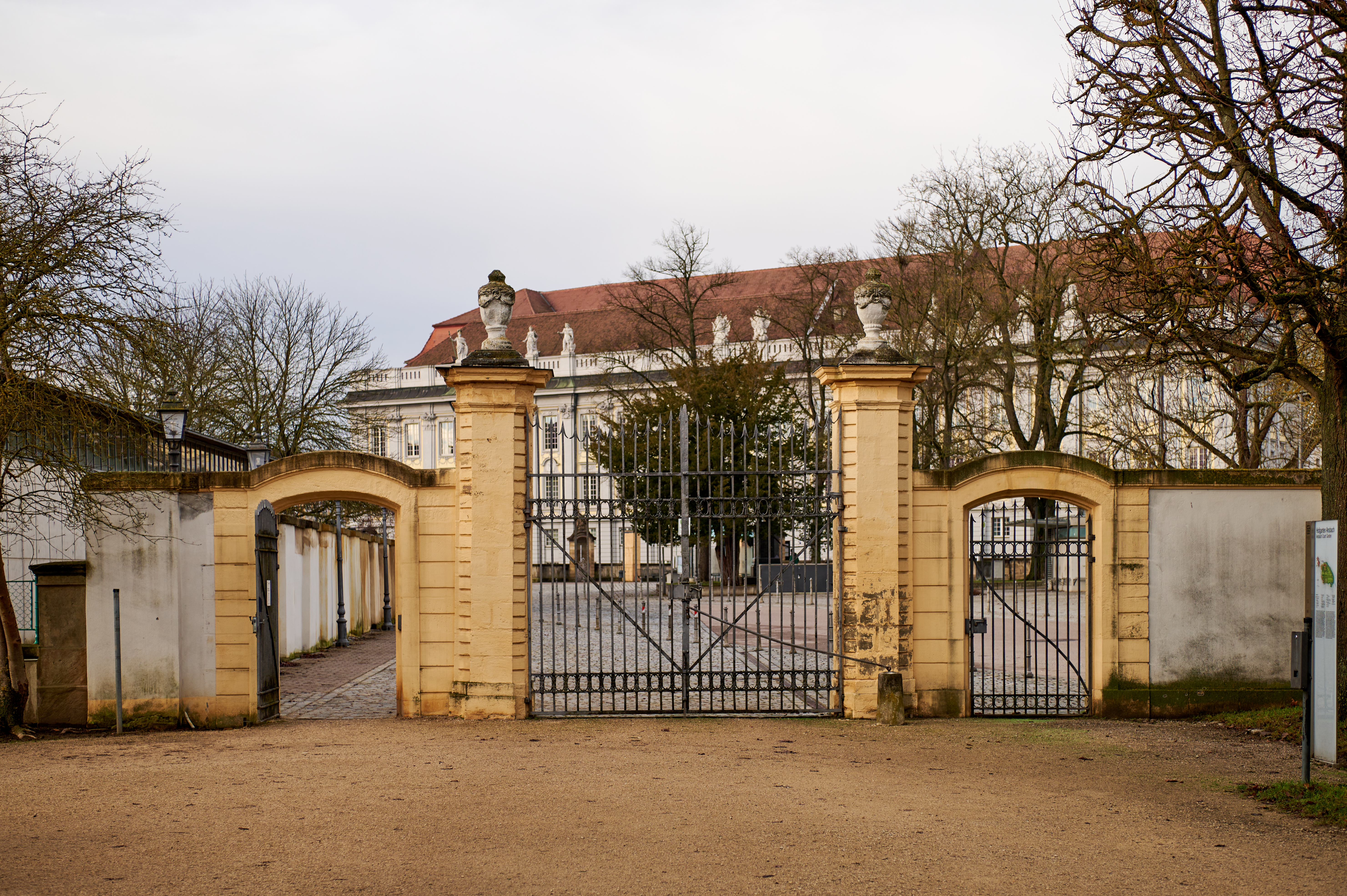
Gartentor, von Osten (weitere Bilder)
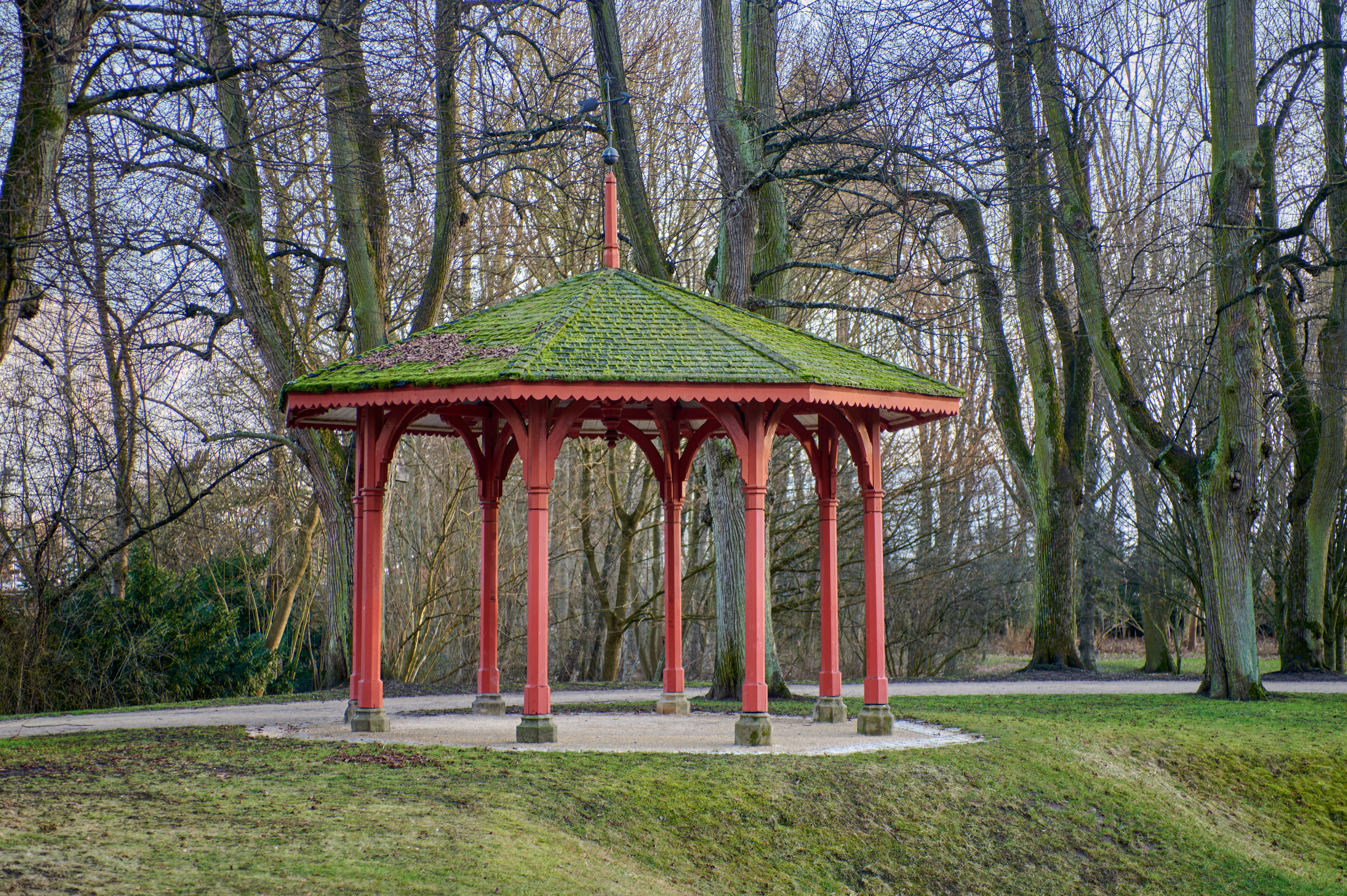
Holzpavillon (weitere Bilder)
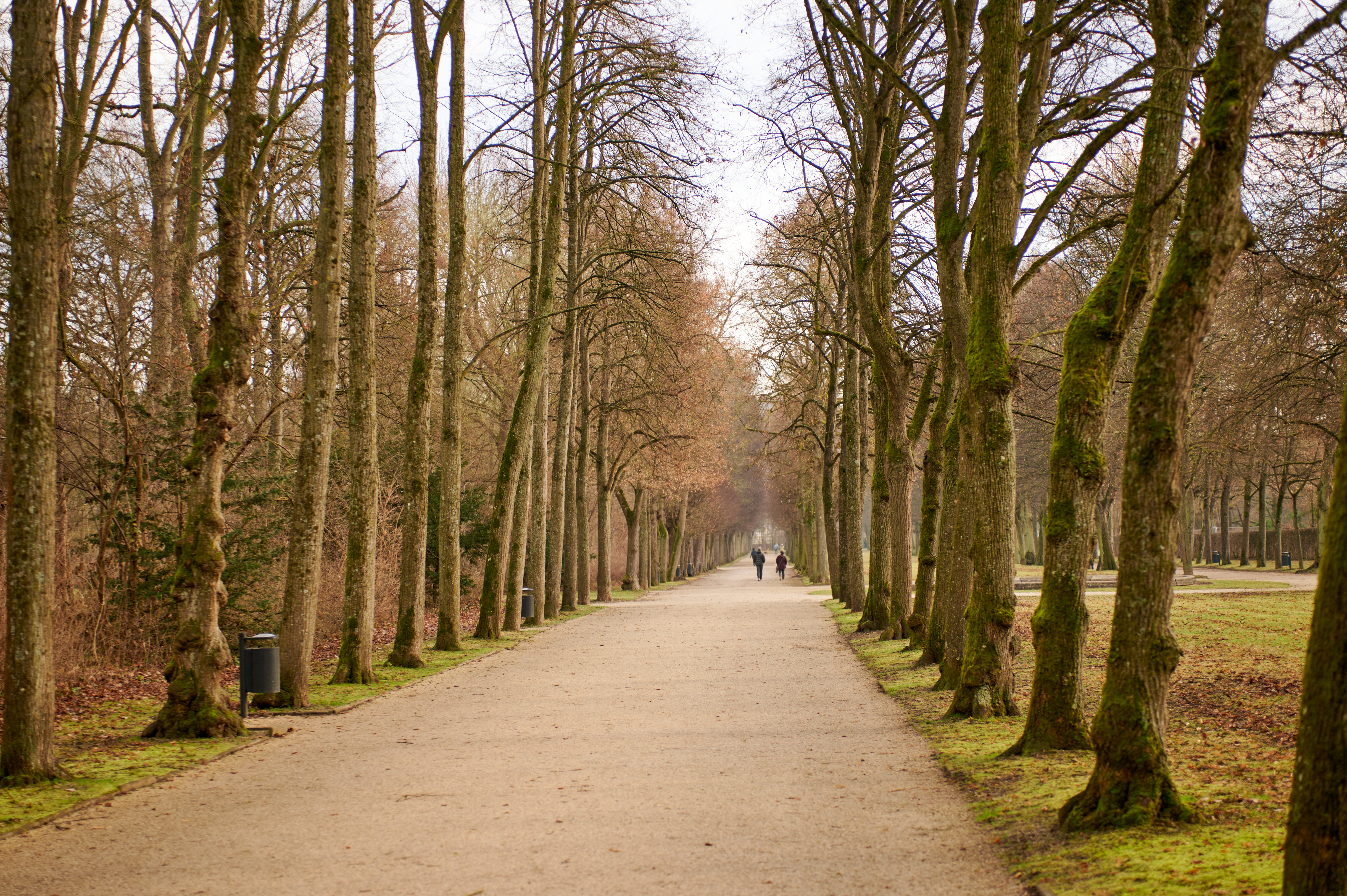
Lindenallee, von Westen (weitere Bilder)
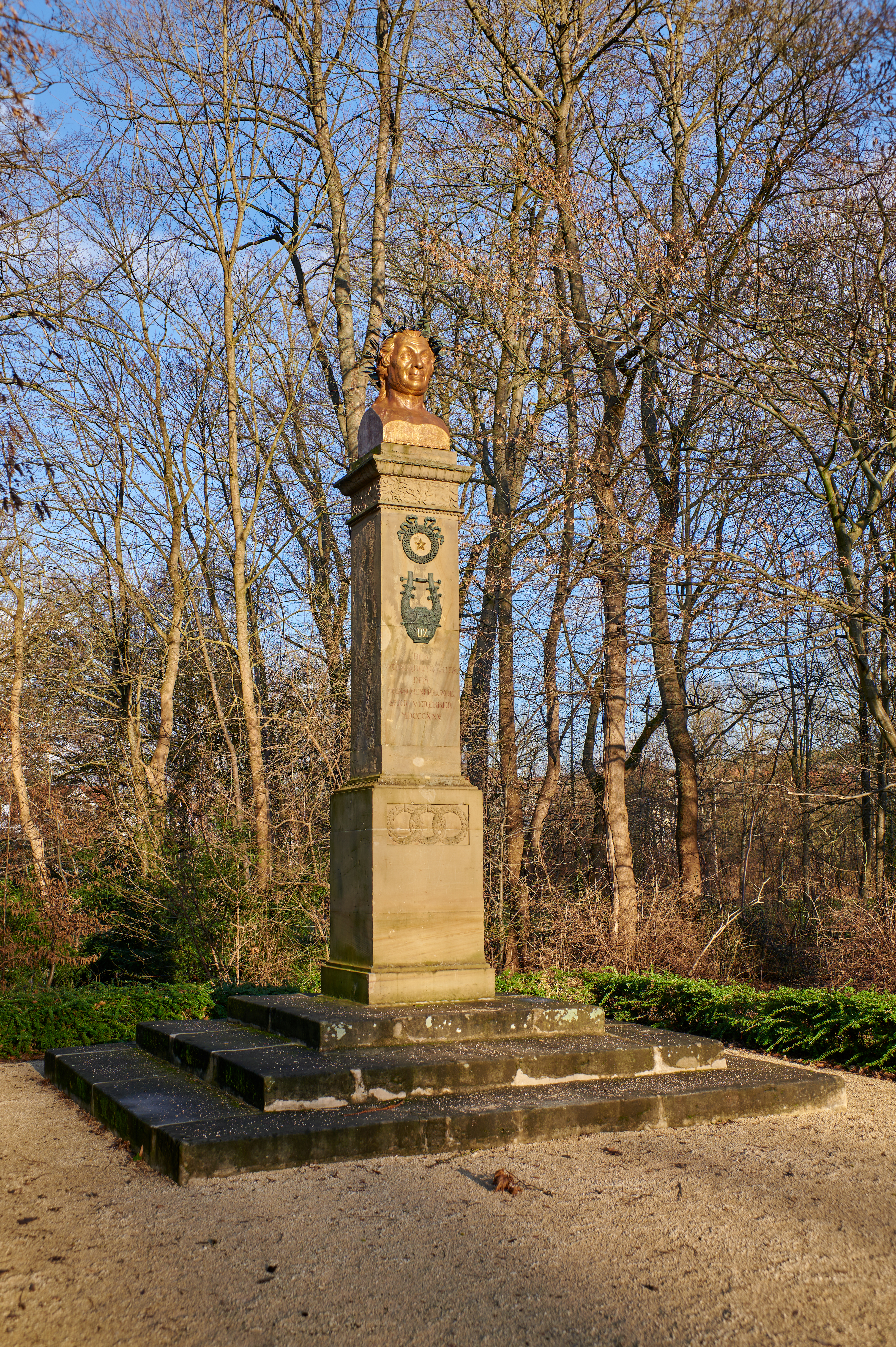
Denkmal für Johann Peter Uz (weitere Bilder)
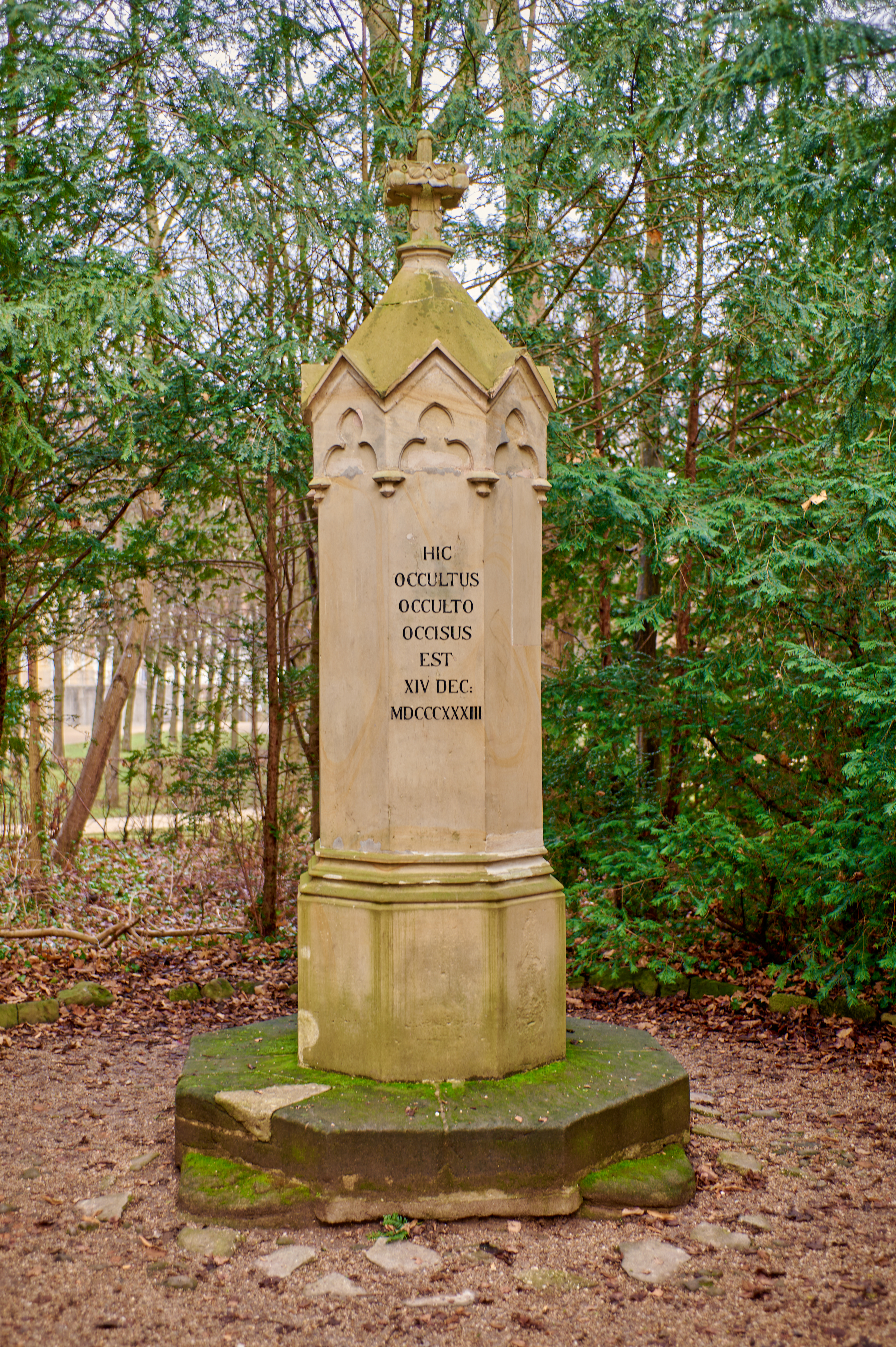
Gedenkpfeiler an der Stelle der Ermordung Kaspar Hausers (weitere Bilder)

| Lage                                                    | Objekt                                                                                     | Beschreibung | Akten-Nr.               | Bild           |
| ------------------------------------------------------- | ------------------------------------------------------------------------------------------ | --- | ----------------------- | -------------- |
| Nähe Promenade (Standort)                               | Kriegerdenkmal für die Gefallenen von 1870/71                                              | Obelisk mit drei bronzenen Medaillonbildnissen, darunter das des Königs Ludwig II., hergestellt von Fa. Wolfel und Herold, Bayreuth | D-5-61-000-384 Wikidata | weitere Bilder |
| Reitbahn 1 (Standort)                                   | Wohnhaus                                                                                   | Dreigeschossiger Walmdachbau mit Zwerchhaus, Durchfahrt, 18. Jahrhundert, im Kern 16. Jahrhundert unter Einbezug von Stadtmauerteilen | D-5-61-000-385 Wikidata | weitere Bilder |
| Reitbahn 5, im ehemaligen Markgrafen-Theater (Standort) | Sechs toskanische Holzsäulen                                                               | Mit Steinbasen, zweite Hälfte 18. Jahrhundert | D-5-61-000-388 Wikidata | BW             |
| Reuterstraße 1 (Standort)                               | Wohnhaus                                                                                   | Zweigeschossiger Mansarddachbau, mit Zwerchhaus, wohl von Leopold Retti erbaut unter Einbeziehung der Stadtmauer, um 1740 | D-5-61-000-389 Wikidata | weitere Bilder |
| Reuterstraße 3 (Standort)                               | Wohnhaus                                                                                   | Dreigeschossiges Gebäude mit Mansardwalmdach, wohl von Leopold Retti erbaut unter Einbeziehung der Stadtmauer, um 1740 | D-5-61-000-391 Wikidata | weitere Bilder |
| Reuterstraße 4 (Standort)                               | Wohnhaus                                                                                   | Zweigeschossiger Walmdachbau in Ecklage, mit vorkragendem Obergeschoss, im Kern wohl noch 16. Jahrhundert | D-5-61-000-392 Wikidata | weitere Bilder |
| Reuterstraße 5 (Standort)                               | Wohnhaus                                                                                   | Zweigeschossiger Mansarddachbau, wohl von Leopold Retti, um 1740, unter Einbeziehung der Stadtmauer | D-5-61-000-393 Wikidata | weitere Bilder |
| Reuterstraße 6 (Standort)                               | Wohnhaus                                                                                   | Dreigeschossiger Walmdachbau in Ecklage, im Kern spätmittelalterlich, Umbauten im 18. Jahrhundert | D-5-61-000-394 Wikidata | weitere Bilder |
| Reuterstraße 7 (Standort)                               | Ehemalige Fronveste, Wohnhaus                                                              | Dreigeschossiger Bau mit Mansarddach, von Leopold Retti, 1737, unter Einbeziehung der Stadtmauer, 1851 Teilabbruch | D-5-61-000-395 Wikidata | weitere Bilder |
| Reuterstraße 9 (Standort)                               | Gymnasium                                                                                  | Vierflügelbau mit zwei Innenhöfen, 1727 auf der sogenannten Schütt über dem Stadtgraben als Zuchthaus begonnen, 1735–37 Umbau zum Gymnasium, Planung durch Johann Christoph Hornung, mit Einbeziehung des wohl von Behaim stammenden Dicken Turmes der Stadtbefestigung, Veränderungen durch Karl Friedrich von Zocha, 1882–1909 Aufstockung und Anfügung von Glockentürmchen und Freitreppe | D-5-61-000-396 Wikidata | weitere Bilder |
| Rosenbadstraße 1 (Standort)                             | Wohnhaus, ehemaliges erstes Wohnhaus von Leopoldo Retti                                    | Zweigeschossiger Bau mit Mansarddach, mit rustizierten Lisenen sowie Putz- und Geschossgliederung, wohl 1738, mit Ausstattung | D-5-61-000-398 Wikidata | weitere Bilder |
| Rosenbadstraße 2 (Standort)                             | Ehemaliges Rosenbad, Wohnhaus                                                              | Dreigeschossiger Walmdachbau mit Zwerchhaus, 18. Jahrhundert, Fassade im 19. Jahrhundert verändert, mit Ausstattung | D-5-61-000-399 Wikidata | weitere Bilder |
| Rosenbadstraße 3 (Standort)                             | Synagoge                                                                                   | Traufständiger Saalbau mit Mansarddach, mit Spiegelgewölbe und Emporeneinbau, hohe Rundbogenfenster, Putzgliederung, errichtet durch Leopoldo Retti, 1744–46, mit Ausstattung, bildet mit Rabbinerhaus, Schächterhäuschen, Mikwa und Frauenbad vollständige Anlage der alten Ansbacher jüdischen Gemeinde                                                                                    | D-5-61-000-400 Wikidata | weitere Bilder |
| Reuterstraße 2a (Standort)                              | Ehemaliges Rabbinerhaus                                                                    | Dreigeschossiger Walmdachbau, 18. Jahrhundert | D-5-61-000-400 Wikidata | weitere Bilder |
| Rosenbadstraße 4 (Standort)                             | Wohn- und Geschäftshaus                                                                    | Dreigeschossiger Mansarddachbau, mit rustizierten Lisenen und Putzgliederung, mit Sandsteinportal, um 1737 Umbau | D-5-61-000-401 Wikidata | weitere Bilder |
| Rosenbadstraße 5 (Standort)                             | Wohnhaus                                                                                   | Zweigeschossiger Satteldachbau in Ecklage, seitlich mit Steinportal, spätes 17. Jahrhundert | D-5-61-000-402 Wikidata | weitere Bilder |
| Rosenbadstraße 6, 8, 10 (Standort)                      | Wohn- und Geschäftshaus                                                                    | Dreigeschossiger Mansarddachbau, mit Rustizierungen und Putzgliederungen, um 1737 Umbau, bei Nr. 8 auch 1804 | D-5-61-000-403 Wikidata | weitere Bilder |
| Rosenbadstraße 9 (Standort)                             | Wohnhaus                                                                                   | Dreigeschossiger traufständiger Satteldachbau, mit Zwerchhaus, teilweise Fachwerk, 18. Jahrhundert | D-5-61-000-404 Wikidata | weitere Bilder |
| Rosenbadstraße 12 (Standort)                            | Wohnhaus                                                                                   | Dreigeschossiges Gebäude mit Mansardwalmdach, in Ecklage, mit erkerähnlichem Vorbau mit Zwerchhaus, im Kern 16. Jahrhundert, Umbau mit Mansardverdachung, 18. Jahrhundert | D-5-61-000-406 Wikidata | weitere Bilder |
| Rosenbadstraße 13 (Standort)                            | Wohnhaus                                                                                   | Viergeschossiger Satteldachbau, im Kern spätmittelalterlich, Umbau 18. Jahrhundert | D-5-61-000-407 Wikidata | weitere Bilder |
| Rosenstraße 2 (Standort)                                | Wohnhaus                                                                                   | Im Kern 16./17. Jahrhundert, Umbau mit Walmdach und Zwerchhaus im 18. Jahrhundert, vorkragende Obergeschosse | D-5-61-000-409 Wikidata | weitere Bilder |
| Rosenstraße 3 (Standort)                                | Wohnhaus, ehemaliges Augustiner-Hospiz                                                     | Zweigeschossiger traufständiger Bau mit Halbwalmdach, mit Laubengang, Portal, 1453 (dendrochronologisch datiert) | D-5-61-000-410 Wikidata | weitere Bilder |
| Rosenstraße 6 (Standort)                                | Wohnhaus                                                                                   | Zweigeschossiges giebelständiges Gebäude mit Halbwalmdach, vorkragendes Obergeschoss, 16./17. Jahrhundert | D-5-61-000-411 Wikidata | weitere Bilder |
| Rosenstraße 8 (Standort)                                | Wohnhaus                                                                                   | Zweigeschossiger Satteldachbau in Ecklage, im Kern 16./17. Jahrhundert | D-5-61-000-412 Wikidata | weitere Bilder |
| Rosenstraße 10 (Standort)                               | Wohnhaus                                                                                   | Dreigeschossiger traufständiger Satteldachbau, mit Ecklisenen und Putzgliederung, um 1800 | D-5-61-000-413 Wikidata | weitere Bilder |
| Rosenstraße 14 (Standort)                               | Wohnhaus, Gasthaus                                                                         | Zweigeschossiger Satteldachbau in Ecklage, im Kern 16./17. Jahrhundert | D-5-61-000-415 Wikidata | weitere Bilder |
| Schaitbergerstraße 1a (Standort)                        | Wohnhaus                                                                                   | Zweigeschossiger giebelständiger Satteldachbau, nördlich mit Krüppelwalm, mit zweigeschossigem Giebel, 16./17. Jahrhundert | D-5-61-000-209 Wikidata | weitere Bilder |
| Schaitbergerstraße 2 (Standort)                         | Wohnhaus                                                                                   | Zweigeschossiger Satteldachbau mit Krüppelwalm, in Ecklage, seitlich vorkragende Obergeschosse, im Kern zweite Hälfte 16. Jahrhundert | D-5-61-000-416 Wikidata | weitere Bilder |
| Schaitbergerstraße 3 (Standort)                         | Bürgerhaus                                                                                 | Dreigeschossiger Satteldachbau in Ecklage, Obergeschosse und Giebel fachwerksichtig, 16. Jahrhundert | D-5-61-000-417 Wikidata | weitere Bilder |
| Schaitbergerstraße 4 (Standort)                         | Wohnhaus                                                                                   | Dreigeschossiger Walmdachbau mit Zwerchhaus, mit Pilaster- und Putzgliederung, teilweise Haustein, Treppenhaus erhalten, von Gabriel de Gabrieli, 18. Jahrhundert, mit anschließendem Hofgebäude, im Kern vor 1500 | D-5-61-000-418 Wikidata | weitere Bilder |
| Schaitbergerstraße 6, 8 (Standort)                      | Stadtpfarrhaus                                                                             | Zweigeschossiger traufständiger Satteldachbau, mit Rustizierungen und Putzgliederung, Treppe mit Balusterbrüstung, von Johann David Steingruber, 1750/51 | D-5-61-000-419 Wikidata | weitere Bilder |
| Schaitbergerstraße 14 (Standort)                        | Ehemaliger Wohnhauskomplex von Fachwerkbauten des 16. Jahrhunderts                         | Zweigeschossiger Bau in Ecklage mit Halbwalmdach, mit Anbauten | D-5-61-000-421 Wikidata | weitere Bilder |
| Schaitbergerstraße 20 (Standort)                        | Wohnhaus, zwischen 1528 und 1726 Gymnasium                                                 | Dreigeschossiges Eckgebäude mit Mansarddach, Mittelrisalit, Rustizierungen und Putzgliederung, 18. Jahrhundert, über ehemaliger gotischer Totenkapelle | D-5-61-000-423 Wikidata | weitere Bilder |
| Schaitbergerstraße 24 (Standort)                        | Wohnhaus                                                                                   | Dreigeschossiges traufständiges Gebäude mit Halbwalmdach, 16./17. Jahrhundert (bezeichnet „1567“), Veränderungen im 18. Jahrhundert | D-5-61-000-425 Wikidata | weitere Bilder |
| Schaitbergerstraße 30, 32 (Standort)                    | Wohnhaus                                                                                   | Zweigeschossiger traufständiger Satteldachbau, mit Zwerchhaus, im Kern 16. Jahrhundert, verändert im 18. Jahrhundert | D-5-61-000-427 Wikidata | weitere Bilder |
| Schaitbergerstraße 34 (Standort)                        | Wohnhaus                                                                                   | Zweigeschossiger giebelständiger Satteldachbau, im Kern 16. Jahrhundert | D-5-61-000-428 Wikidata | weitere Bilder |
| Schaitbergerstraße 36 (Standort)                        | Wohnhaus                                                                                   | Dreigeschossiger giebelständiger Satteldachbau, über älterem Kern, 17. Jahrhundert | D-5-61-000-429 Wikidata | weitere Bilder |
| Schaitbergerstraße 36 (Standort)                        | Nebengebäude                                                                               | Eingeschossiger Pultdachbau, teilweise Quadermauerwerk, 19. Jahrhundert | D-5-61-000-429 Wikidata | weitere Bilder |
| Schaitbergerstraße 36 (Standort)                        | Scheune                                                                                    | Eingeschossiger Satteldachbau, teilweise Quadermauerwerk, 19. Jahrhundert | D-5-61-000-429 Wikidata | weitere Bilder |
| Schaitbergerstraße 38 (Standort)                        | Wohnhaus                                                                                   | Dreigeschossiges Gebäude mit Satteldach, rückwärtig mit Walm, teilweise Fachwerk, vorkragende Obergeschosse, Laubengalerie im zweiten Obergeschoss, aus zwei Häusern des 15./16. Jahrhunderts (1498 dendrochronologisch datiert) im späten 17. Jahrhundert umgebaut, Steinportal bezeichnet „1681“                                                                                           | D-5-61-000-430 Wikidata | weitere Bilder |
| Schalkhäuser Straße 1, 2, 4 (Standort)                  | Wohngebäude                                                                                | Zweigeschossiger traufständiger Satteldachbau, mit Zwerchhaus und Einfahrt, Rustizierungen und Putzfeldergliederung, 18. Jahrhundert | D-5-61-000-431 Wikidata | weitere Bilder |
| Schalkhäuser Straße 8, 10 (Standort)                    | Wohngebäude, Gasthaus                                                                      | Dreigeschossiger Satteldachbau in Ecklage, mit rustizierten Ecklisenen und Putzgliederung, um 1809 | D-5-61-000-436 Wikidata | weitere Bilder |
| Schalkhäuser Straße 12 (Standort)                       | Ehemalige Gartenvilla                                                                      | Zweigeschossiger Bau mit Mansardwalmdach, mit Zwerchhaus, Putz- und Lisenengliederung, Gabriel de Gabrieli, um 1714, spätere Veränderungen, vielleicht von Leopold Retti | D-5-61-000-437 Wikidata | weitere Bilder |
| Schalkhäuser Straße 14 (Standort)                       | Wohnhaus                                                                                   | Zweigeschossiges Gebäude mit Halbwalmdach, in Ecklage, mit Zwerchhaus, Putzgliederung und rustizierten Ecklisenen, Mitte 18. Jahrhundert | D-5-61-000-438 Wikidata | weitere Bilder |
| Schalkhäuser Straße 16 (Standort)                       | Villa                                                                                      | Zweigeschossiges Gebäude mit Mansardwalmdach, mit Zwerchgiebel, Freitreppe, Wintergarten- und Terrassenanbau mit Balustrade, mit Rustizierungen und Putzgliederungen, historisierend in Ansbacher Stilformen des 18. Jahrhunderts, 1911 | D-5-61-000-439 Wikidata | weitere Bilder |
| Schalkhäuser Straße 19 (Standort)                       | Mietswohnhaus                                                                              | Dreigeschossiger traufständiger Satteldachbau, mit dreigeschossigem Erker und Zwerchhaus mit Ziergiebel, mit Putzgliederung, in Formen des Jugendstils, um 1905 | D-5-61-000-440 Wikidata | weitere Bilder |
| Schalkhäuser Straße 21 (Standort)                       | Mietswohnhaus                                                                              | Viergeschossiger traufständiger Satteldachbau mit dreigeschossigem Erker, in historisierenden Formen mit Stuckdekoration und Rustizierungen, um 1895 | D-5-61-000-441 Wikidata | weitere Bilder |
| Schalkhäuser Straße 23 (Standort)                       | Mietswohnhaus                                                                              | Dreigeschossiger Mansarddachbau, mit Rustizierungen und neubarocken Elementen, um 1905 | D-5-61-000-442 Wikidata | weitere Bilder |
| Schloßplatz (Standort)                                  | Denkmal für den Dichter August Graf von Platen-Hallermünde (1796–1835)                     | Bronzestandbild auf polygonalem Granitsockel, modelliert von Johann von Halbig, gegossen von Ferdinand von Miller, 1858 | D-5-61-000-383 Wikidata | weitere Bilder |
| Schwanenstraße 1 (Standort)                             | Wohnhaus                                                                                   | Dreigeschossiger Mansarddachbau, westlich mit Halbwalm, 18. Jahrhundert | D-5-61-000-466 Wikidata | weitere Bilder |
| Schwanenstraße 2, 4 (Standort)                          | Wohnhaus                                                                                   | Dreigeschossiger Bau mit Mansardwalmdach, Zwerchhaus mit Dreiecksgiebel, Doppelportal, 18. Jahrhundert | D-5-61-000-467 Wikidata | weitere Bilder |
| Schwanenstraße 3 (Standort)                             | Wohnhaus                                                                                   | Viergeschossiger traufständiger Satteldachbau, im Kern 16. Jahrhundert, Veränderungen im 18. und 20. Jahrhundert | D-5-61-000-468 Wikidata | weitere Bilder |
| Schwanenstraße 6 (Standort)                             | Wohnhaus                                                                                   | dreigeschossiger traufständiger Satteldachbau, mit Krangaube, 17. Jahrhundert | D-5-61-000-470 Wikidata | weitere Bilder |
| Schwanenstraße 7 (Standort)                             | Wohnhaus, Gasthaus                                                                         | Dreigeschossiger giebelständiger Satteldachbau, im Kern 16. Jahrhundert | D-5-61-000-471 Wikidata | weitere Bilder |
| Schwanenstraße 7 (Standort)                             | Niedere Rückgebäude                                                                        | Wohl gleichzeitig | D-5-61-000-471 Wikidata | BW             |
| Schwanenstraße 8 (Standort)                             | Wohnhaus                                                                                   | Viergeschossiger traufständiger Satteldachbau, 18. Jahrhundert | D-5-61-000-472 Wikidata | weitere Bilder |
| Schwanenstraße 9 (Standort)                             | Wohnhaus                                                                                   | Zweigeschossiger, nördlich dreigeschossiger Bau mit Krüppel- und Halbwalmdach, in Ecklage, mit vorspringenden Obergeschossen, teilweise Fachwerk, verputzt, im Kern vor 1500 | D-5-61-000-473 Wikidata | weitere Bilder |
| Triesdorfer Straße 2 (Standort)                         | Ehemalige Bayersche Villa                                                                  | Dreigeschossiger Satteldachbau in Ecklage, mit geschweiften Giebeln und reicher historistischer Fassadengliederung, von Malermeister Johann Popp errichtet, im Wesentlichen um 1880/87 | D-5-61-000-614 Wikidata | weitere Bilder |
| Triesdorfer Straße 2 (Standort)                         | Nebengebäude                                                                               | Zweigeschossiger Bau mit flachem Pultdach, gleichzeitig; auf Terrasse mit Eisengeländer über Böschungsmauer zur Triesdorfer Straße, gleichzeitig | D-5-61-000-614 Wikidata | weitere Bilder |
| Triesdorfer Straße 9 (Standort)                         | Gartenhaus                                                                                 | Zweigeschossiger Walmdachbau, 18. Jahrhundert | D-5-61-000-476 Wikidata | weitere Bilder |
| Triesdorfer Straße 15 (Standort)                        | Ehemaliges markgräfliches Gebäude, Wohnhaus                                                | Zweigeschossiger Mansarddachbau, mit rustizierten Lisenen und Putzgliederung, 18. Jahrhundert | D-5-61-000-478 Wikidata | weitere Bilder |
| Triesdorfer Straße 15 (Standort)                        | Einfriedung                                                                                | Pfeiler zwischen schmiedeeisernem Gitter, Neubarock, um 1900 | D-5-61-000-478 Wikidata | weitere Bilder |
| Triesdorfer Straße 22 (Standort)                        | Wohngebäude                                                                                | Zweigeschossiger Bau mit Mansardwalmdach, mit reicher Gliederung in neubarocken Formen, um 1900 | D-5-61-000-479 Wikidata | weitere Bilder |
| Triesdorfer Straße 26 (Standort)                        | Ehemaliges Gartenhaus                                                                      | Eingeschossiger Bau mit Mansardwalmdach, mit Ecklisenen, 18. Jahrhundert | D-5-61-000-480 Wikidata | weitere Bilder |
| Triesdorfer Straße 47 (Standort)                        | Villa                                                                                      | Zweigeschossiges Gebäude mit verschiedenen Dachformen, Zwerchhäusern und Erkeranbauten, in Formen des Jugendstils, bezeichnet „1911“ | D-5-61-000-481 Wikidata | weitere Bilder |
| Triesdorfer Straße 47 (Standort)                        | Pfeiler der Einfriedung                                                                    | Wohl gleichzeitig | D-5-61-000-481 Wikidata | weitere Bilder |
| Triesdorfer Straße 61 (Standort)                        | Gasthaus                                                                                   | Zweigeschossiges Gebäude mit Walmdach und Krüppelwalm, 18. Jahrhundert | D-5-61-000-482 Wikidata | weitere Bilder |
| Nähe Triesdorfer Straße (Standort)                      | Ehemaliges Pflasterzollhaus, Gartenhaus                                                    | Eingeschossiger Walmdachbau, mit rustizierten Ecklisenen, 18. Jahrhundert | D-5-61-000-477 Wikidata | weitere Bilder |
| Turnitzstraße 1 (Standort)                              | Wohnhaus                                                                                   | Dreigeschossiges Gebäude mit Satteldach, westlich mit Walm, mit Eckerker und Turm, Sandsteingliederungen, mit historisierenden Elementen, um 1900 | D-5-61-000-486 Wikidata | weitere Bilder |
| Turnitzstraße 1 (Standort)                              | Einfriedung und Einfahrt                                                                   | Sandsteinpfeiler mit gusseisernem Zaun, wohl gleichzeitig | D-5-61-000-486 Wikidata | weitere Bilder |
| Turnitzstraße 7 (Standort)                              | Wohnhaus                                                                                   | Zweigeschossiger Mansarddachbau, Zwerchhaus mit Ziergiebel, mit Putzgliederung, 18. Jahrhundert | D-5-61-000-489 Wikidata | weitere Bilder |
| Turnitzstraße 13 (Standort)                             | Wohnhaus                                                                                   | Zweigeschossiger traufständiger Satteldachbau mit Zwerchhaus, mit rustiziertem Erdgeschoss und Lisenengliederung, 18. Jahrhundert | D-5-61-000-491 Wikidata | weitere Bilder |
| Turnitzstraße 21 (Standort)                             | Wohnhaus                                                                                   | Zweigeschossiger traufständiger Satteldachbau, 18./19. Jahrhundert | D-5-61-000-494 Wikidata | weitere Bilder |
| Turnitzstraße 27 (Standort)                             | Wohnhaus                                                                                   | Zweigeschossiger traufständiger Satteldachbau, 18. Jahrhundert | D-5-61-000-497          | weitere Bilder |
| Turnitzstraße 29 (Standort)                             | Wohn- und Geschäftshaus                                                                    | Zweigeschossiger traufständiger Satteldachbau mit Zwerchhaus, mit Putz- und Geschossgliederung, 18. Jahrhundert, Giebel im ersten Drittel 20. Jahrhundert verändert, Ladeneinbau zeitgleich | D-5-61-000-499 Wikidata | weitere Bilder |
| Turnitzstraße 31 (Standort)                             | Gasthaus                                                                                   | Zweigeschossiges Eckgebäude mit Walmdach, mit Putz- und Geschossgliederungen, 18. Jahrhundert | D-5-61-000-501 Wikidata | weitere Bilder |
| Uzstraße 1 (Standort)                                   | Wohngebäude                                                                                | Dreigeschossiger giebelständiger Bau mit Halbwalmdach, Fachwerk, mit vorkragenden Obergeschossen, Ladeluke, um 1500 | D-5-61-000-503 Wikidata | weitere Bilder |
| Uzstraße 11 (Standort)                                  | Wohnhaus                                                                                   | Zweigeschossiger Massivbau mit Fachwerkbinnenwänden im Kern spätestens 15./16. Jahrhundert, moderner Laden im Erdgeschoss, ausgebautes Dachgeschoss, im Zuge der Zusammenfügung mit dem Nachbargebäude zu einem Doppelhaus (Nr. 11 und Nr. 13) Erneuerung des Dachtragwerkes 1705 (dendrochronologisch datiert), Umbauten im 19. und 20. Jahrhundert                                         | D-5-61-000-508 Wikidata | weitere Bilder |
| Uzstraße 13 (Standort)                                  | Ehemalige Alte Propstei, auch Steinshof genannt, Wohnhaus                                  | Dreigeschossiges Eckgebäude mit Walmdach, mit Zwerchhäusern, im Kern 16. Jahrhundert, Umbauten im 18. Jahrhundert | D-5-61-000-510 Wikidata | weitere Bilder |
| Uzstraße 14 (Standort)                                  | Wohnhaus                                                                                   | Zweigeschossiger Satteldachbau, 17. Jahrhundert, mit Fachwerkgiebel von 1907 | D-5-61-000-511 Wikidata | weitere Bilder |
| Uzstraße 15, 17 (Standort)                              | Wohnhaus                                                                                   | Dreigeschossiges Gebäude mit Halbwalmdach, in Ecklage, in Teilen Fachwerk, vor 1600, polygonaler Turmerker mit Zeltdach von 1908 | D-5-61-000-512 Wikidata | weitere Bilder |
| Uzstraße 16 (Standort)                                  | Wohngebäude, Wohn- und Geschäftshaus                                                       | Dreigeschossiger traufständiger Satteldachbau, östlich mit Walm, mit Zwerchhaus, 18. Jahrhundert | D-5-61-000-513 Wikidata | weitere Bilder |
| Uzstraße 20 (Standort)                                  | Wohnhaus                                                                                   | Zweigeschossiges Gebäude mit Walmdach, Zwerchhaus mit Ziergiebel, rustizierte Lisenen und Putzgliederung, Steinportal, in der Art Johann Caspar Wohlgemuths, spätes 18. Jahrhundert, Hofseite im Kern 16./17. Jahrhundert, Fachwerkgiebel | D-5-61-000-516 Wikidata | weitere Bilder |
| Uzstraße 22 (Standort)                                  | Wohn- und Geschäftshaus                                                                    | Viergeschossiger Walmdachbau, Putzgliederung, im Kern spätes 17. Jahrhundert, Umbau im 18. Jahrhundert | D-5-61-000-518 Wikidata | weitere Bilder |
| Uzstraße 24 (Standort)                                  | Wohnhaus                                                                                   | Dreigeschossiger giebelständiger Satteldachbau, Fachwerk verputzt, mit vorkragenden Obergeschossen, 16./17. Jahrhundert, im Kern vor 1500 | D-5-61-000-520 Wikidata | weitere Bilder |
| Uzstraße 25 (Standort)                                  | Wohn- und Geschäftshaus, Geburtshaus des Dichters Johann Peter Uz (1720–1796)              | Dreigeschossiger Walmdachbau mit Zwerchhaus, rustizierte Lisenen und Putzgliederung, 18. Jahrhundert | D-5-61-000-521 Wikidata | weitere Bilder |
| Uzstraße 27 (Standort)                                  | Wohn- und Geschäftshaus                                                                    | Dreigeschossiger Eckbau mit Walmdach, mit Zwerchhaus, Fassade mit rustizierten Ecklisenen und Putzgliederung, 18. Jahrhundert | D-5-61-000-523 Wikidata | weitere Bilder |
| Uzstraße 28 (Standort)                                  | Ehemaliger Zeilauer Hof, 1430 genannt, seit 1565 Wohnung des Kanzlers Tettelbach, Wohnhaus | Dreigeschossiger Satteldachbau in Ecklage, mit vorkragenden Fachwerkgiebeln, Geschoss- und Putzgliederung, wohl 16. Jahrhundert, Veränderungen im 18. Jahrhundert, mit Ausstattung | D-5-61-000-524 Wikidata | weitere Bilder |
| Uzstraße 31, 33 (Standort)                              | Wohn- und Geschäftshaus                                                                    | Dreigeschossiger Walmdachbau, Mittelrisalit, mit Zwerchhaus, rustizierte Lisenen und Putzgliederung, 18. Jahrhundert | D-5-61-000-526 Wikidata | weitere Bilder |
| Uzstraße 37 (Standort)                                  | Wohnhaus                                                                                   | Dreigeschossiger Satteldachbau in Ecklage, mit Zwerchhaus, vorkragende Obergeschosse, 16./17. Jahrhundert | D-5-61-000-528 Wikidata | weitere Bilder |
| Uzstraße 39 (Standort)                                  | Wohn- und Geschäftshaus                                                                    | Dreigeschossiger Walmdachbau in Ecklage, mit Zwerchhaus, rustizierte Ecklisenen und Putzgliederung, im Kern 16. Jahrhundert, Fassade und drittes Stockwerk 1911 | D-5-61-000-529 Wikidata | weitere Bilder |
| Uzstraße 41 (Standort)                                  | Wohngebäude                                                                                | Dreigeschossiger Walmdachbau, mit Zwerchhaus, rustizierten Ecklisenen und Putzgliederungen, im Kern 16. Jahrhundert, Fassade 18. Jahrhundert | D-5-61-000-530 Wikidata | weitere Bilder |
| Würzburger Straße 2 (Standort)                          | Wohnhaus                                                                                   | Dreigeschossiger Walmdachbau in Ecklage, mit Zwerchhaus, 16./17. Jahrhundert, Veränderungen 18. Jahrhundert | D-5-61-000-541 Wikidata | weitere Bilder |
| Würzburger Straße 4 (Standort)                          | Wohnhaus                                                                                   | Zweigeschossiger Walmdachbau, mit Zwerchhaus, im Kern 16./17. Jahrhundert, Umbau im 18. Jahrhundert | D-5-61-000-543 Wikidata | weitere Bilder |
| Würzburger Straße 8 (Standort)                          | Wohnhaus                                                                                   | Dreigeschossiger Walmdachbau, mit vorkragendem Obergeschoss, 16./17. Jahrhundert | D-5-61-000-545 Wikidata | weitere Bilder |
| Würzburger Straße 21, 23 (Standort)                     | Wohnhaus                                                                                   | Zweigeschossiger traufständiger Satteldachbau, mit Putzgliederungen, im Kern 16. Jahrhundert, Fassade 18. Jahrhundert | D-5-61-000-546 Wikidata | weitere Bilder |
| Würzburger Straße 22 (Standort)                         | Wohnhaus                                                                                   | Dreigeschossiger traufständiger Satteldachbau, mit Zwerchhaus, Fassade mit rustizierten Lisenen und Putzgliederung, 18. Jahrhundert | D-5-61-000-547 Wikidata | weitere Bilder |
| Würzburger Straße 25 (Standort)                         | Wohnhaus                                                                                   | Dreigeschossiger Walmdachbau, Erdgeschoss mit rustizierten Lisenen, 18. Jahrhundert | D-5-61-000-550 Wikidata | weitere Bilder |
| Würzburger Straße 27 (Standort)                         | Wohnhaus                                                                                   | Zweigeschossiger giebelständiger Bau mit steilem Satteldach, mit Zwerchhaus, im Kern wohl 16. Jahrhundert, Fassade erneuert | D-5-61-000-551 Wikidata | weitere Bilder |
| Würzburger Straße 29 (Standort)                         | Wohnhaus                                                                                   | Zweigeschossiger Satteldachbau in Ecklage, im Kern 16. Jahrhundert | D-5-61-000-553 Wikidata | weitere Bilder |
| Würzburger Straße 38 (Standort)                         | Wohnhaus                                                                                   | Dreigeschossiger traufständiger Satteldachbau, mit rustizierten Lisenen und Putzgliederung, im Kern 16. Jahrhundert, Fassade 18. Jahrhundert | D-5-61-000-555 Wikidata | weitere Bilder |
| Würzburger Straße 38 (Standort)                         | Rückgebäude                                                                                | Wohl 18. Jahrhundert | D-5-61-000-555 Wikidata | BW             |
| Würzburger Straße 39 (Standort)                         | Ehemaliges Witwenhaus, Wohngebäude                                                         | Zweigeschossiger Walmdachbau, mit Zwerchhaus, bezeichnet „1727“ | D-5-61-000-556 Wikidata | weitere Bilder |
| Würzburger Straße 40, 42 (Standort)                     | Doppelwohnhaus                                                                             | Zweigeschossiger traufständiger Satteldachbau, symmetrische Fassade mit zwei Einfahrten und Zwerchhäusern, mit rustizierten Ecklisenen und Putzgliederungen, 18. Jahrhundert | D-5-61-000-557 Wikidata | weitere Bilder |
| Würzburger Straße 41 (Standort)                         | Wohnhaus                                                                                   | Dreigeschossiger traufständiger Satteldachbau, im Kern 16. Jahrhundert, bezeichnet „1594“ | D-5-61-000-558 Wikidata | weitere Bilder |
| Würzburger Straße 43 (Standort)                         | Ehemaliges Waisenhaus                                                                      | Dreigeschossiger Walmdachbau, bezeichnet „1709“ | D-5-61-000-560 Wikidata | weitere Bilder |

#### Baudenkmäler im Ensemble Nürnberger Straße
| Lage                                                    | Objekt                | Beschreibung | Akten-Nr.               | Bild           |
| ------------------------------------------------------- | --------------------- | --- | ----------------------- | -------------- |
| Eyber Straße 1 und Nürnberger Straße 36 (Standort)      | Wohnhaus              | Zweigeschossiger giebelständiger Satteldachbau, teilweise Fachwerk, 16./17. Jahrhundert | D-5-61-000-310 Wikidata | weitere Bilder |
| Nürnberger Straße 14 (Standort)                         | Wohngebäude           | Dreigeschossiger Satteldachbau in Ecklage, Ecklisenen und Erdgeschoss rustiziert, 18. Jahrhundert | D-5-61-000-296 Wikidata | weitere Bilder |
| Nürnberger Straße 16 (Standort)                         | Wohnhaus              | Zweigeschossiger Walmdachbau, mit Zwerchhaus, rustizierten Ecklisenen und Putzgliederungen, 18. Jahrhundert | D-5-61-000-297 Wikidata | weitere Bilder |
| Nürnberger Straße 18, 20 (Standort)                     | Doppelwohnhaus        | Zweigeschossiger Mansarddachbau mit im Erdgeschoss rustiziertem Mittelrisalit und Putzornament, 1789 | D-5-61-000-298 Wikidata | weitere Bilder |
| Nürnberger Straße 22 (Standort)                         | Wohnhaus              | Zweigeschossiger Mansarddachbau, mit Zwerchhaus, 18. Jahrhundert | D-5-61-000-300 Wikidata | weitere Bilder |
| Nähe Nürnberger Straße (Standort)                       | Wohnhaus              | Zweigeschossiger Mansarddachbau, mit Zwerchhaus und Geschossgliederungen, 18. Jahrhundert | D-5-61-000-301 Wikidata | weitere Bilder |
| Nähe Nürnberger Straße, Nürnberger Straße 26 (Standort) | Wohnhaus              | Zweigeschossiger Mansarddachbau, mit Zwerchhaus und Geschossgliederung, 18. Jahrhundert | D-5-61-000-303 Wikidata | weitere Bilder |
| Nürnberger Straße 27 (Standort)                         | Wohnhaus              | Dreigeschossiger traufständiger Satteldachbau, östlich mit Krüppelwalm, mit rustizierten Ecklisenen und Geschossgliederung, an der Fassade Zyklus von fünf klassizistischen Marmorreliefs, 18./19. Jahrhundert | D-5-61-000-304 Wikidata | weitere Bilder |
| Nähe Nürnberger Straße (Standort)                       | Lagerhaus, Scheune    | Eingeschossiger giebelständiger Satteldachbau, Fachwerk, 17./18. Jahrhundert | D-5-61-000-306 Wikidata | weitere Bilder |
| Nürnberger Straße 28, 30 (Standort)                     | Wohnhaus              | Zweigeschossiger Mansarddachbau mit Geschossgliederung, mit Zwerchhaus, 18. Jahrhundert | D-5-61-000-305 Wikidata | weitere Bilder |
| Nürnberger Straße 34 (Standort)                         | Wohnhaus              | Zweigeschossiger Bau mit Mansardwalmdach, Zwerchhäuser, mit Pilaster- und Putzgliederung, reich ornamentiertes Portal, Gabriel de Gabrieli zugeschrieben, nach 1710                                            | D-5-61-000-308 Wikidata | weitere Bilder |
| Nürnberger Straße 35 (Standort)                         | Wohngebäude, Gasthaus | Zweigeschossiger Walmdachbau mit Zwerchhaus, mit rustizierten Lisenen und Geschossgliederung, im Kern wohl 16./17. Jahrhundert, Veränderungen im 18. Jahrhundert                                               | D-5-61-000-309 Wikidata | weitere Bilder |

#### Baudenkmäler im Ensemble Reutervorstadt
| Lage                                                 | Objekt         | Beschreibung | Akten-Nr.               | Bild           |
| ---------------------------------------------------- | -------------- | --- | ----------------------- | -------------- |
| Lessingstraße 1 (Standort)                           | Wohnhaus       | Zweigeschossiges Gebäude mit Mansarddach und Zwerchhäusern mit verschiedenen Dachformen, mit Erker und romanisierendem Hausteindekor, in Formen des Jugendstils, um 1905 | D-5-61-000-182 Wikidata | weitere Bilder |
| Lessingstraße 9 (Standort)                           | Wohnhaus       | zweigeschossiger, traufständiger Massivbau mit Mansardwalmdach, flachem Mittelrisalit mit Dreiecksgiebel, Eckerker mit steilen Walmdächern und Dachgauben mit Schweifgiebeln, neubarocke Putzgliederung, an der Westseite Freitreppe mit hölzernem Windfang, von Johann Reuter, bez. 1903/04 | D-5-61-000-736          | weitere Bilder |
| Lessingstraße 9 (Standort)                           | Einfriedung    | Kunststeinpfeiler mit Eisengitterzaun, gleichzeitig | D-5-61-000-736          | weitere Bilder |
| Jüdtstraße 12, 14, 16, 18, 20, 22, 24, 26 (Standort) | Mietshauszeile | Am Hang gestaffelte Jugendstilbauten, dreigeschossige Satteldachbauten, Zwerchhäuser mit Ziergiebel, mit risalitähnlichen Erkervorbauten und ornamentierten Balkonen, Putzdekor, mit historistischen Elementen, bezeichnet „1910“, siehe auch Ensemble Reutervorstadt                        | D-5-61-000-117 Wikidata | weitere Bilder |

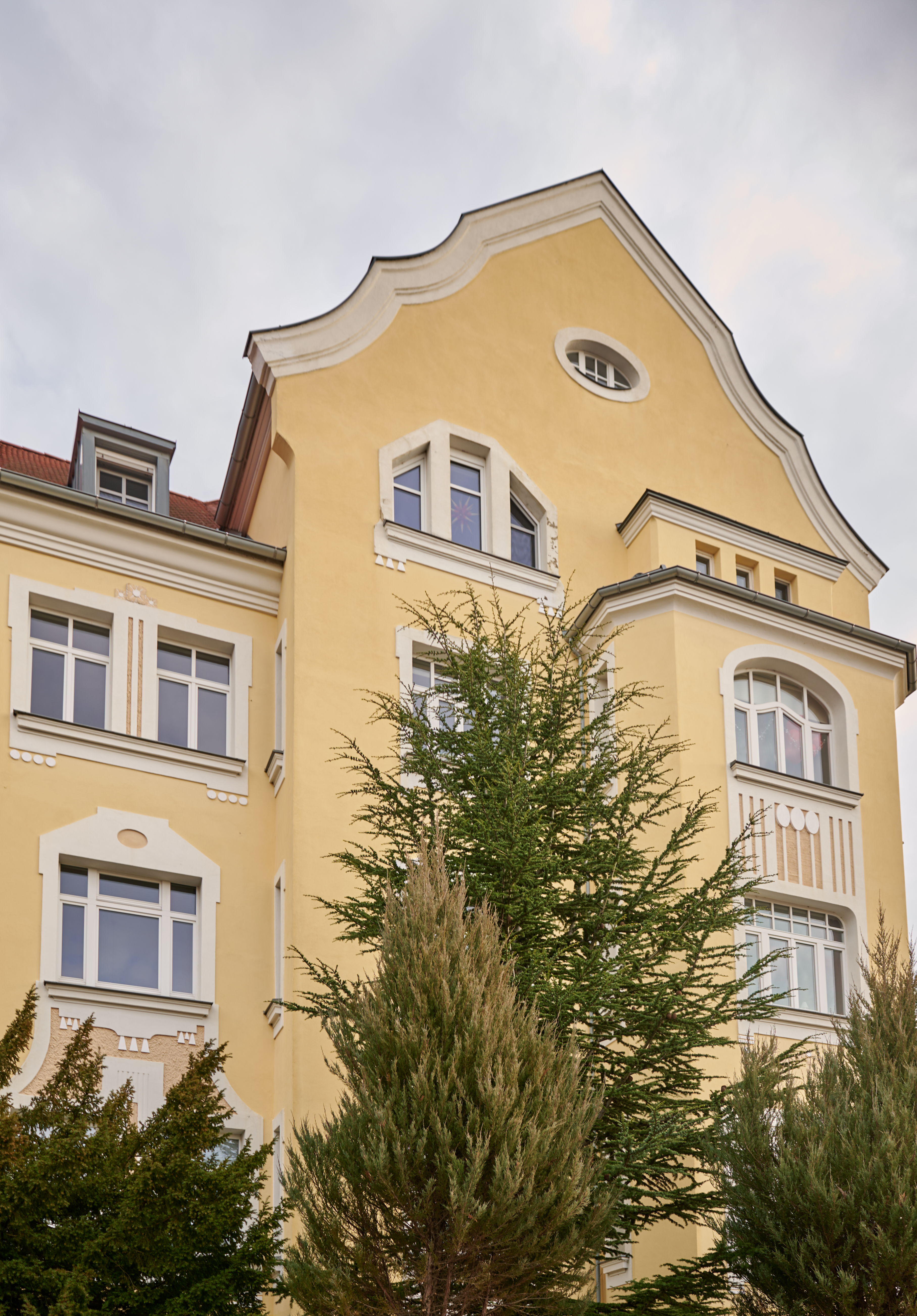
Jüdtstraße 12
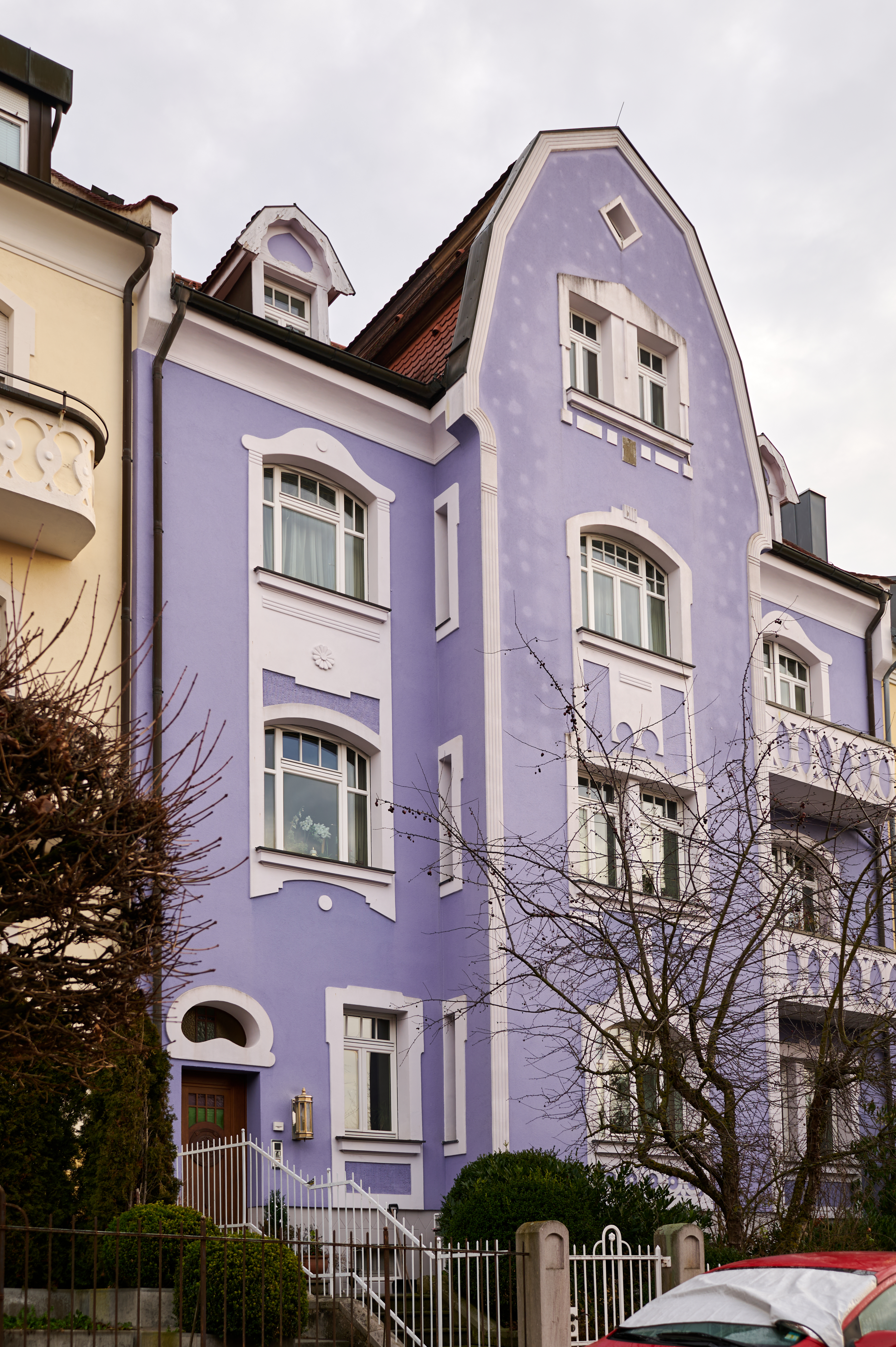
Jüdtstraße 14
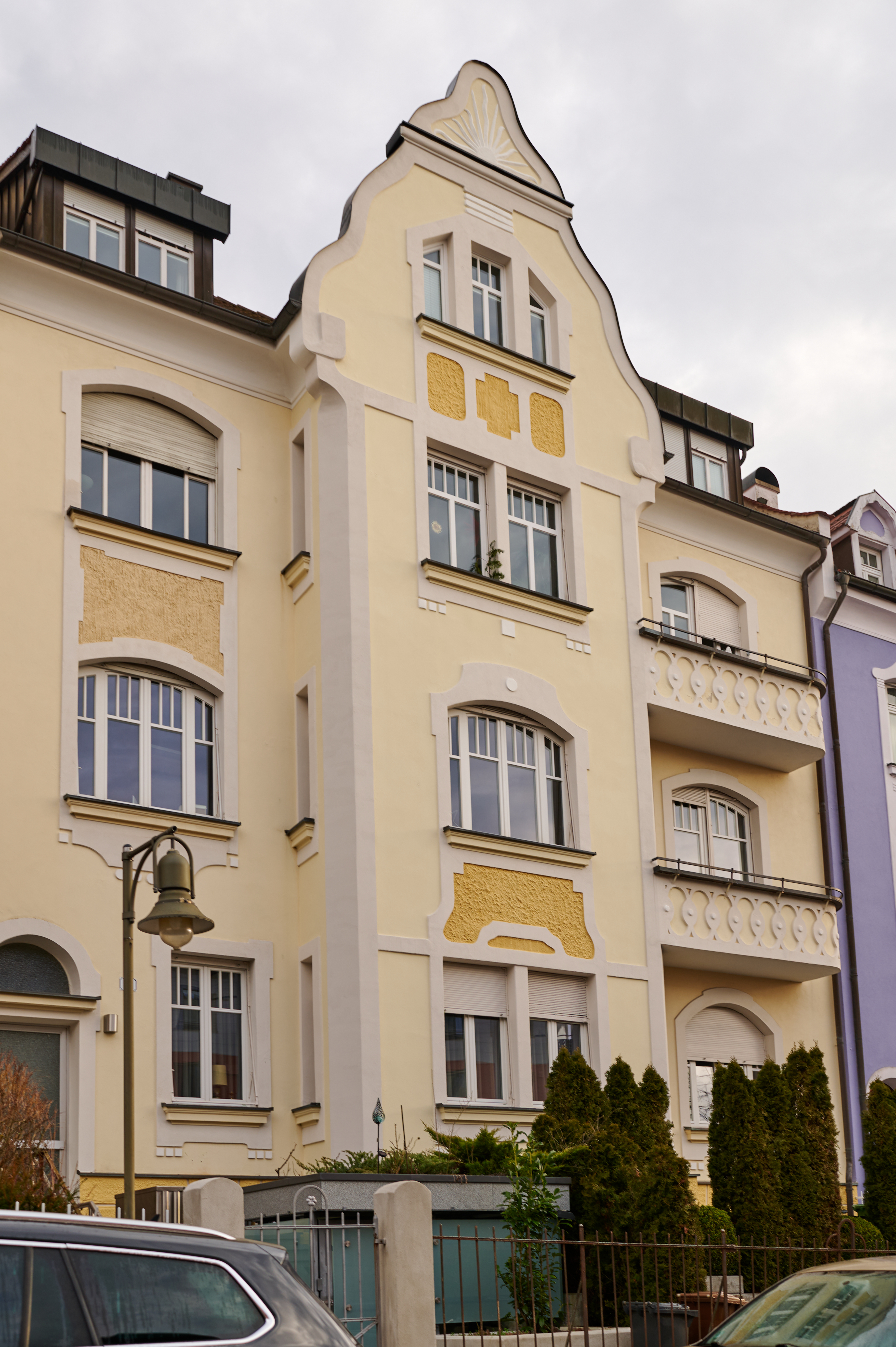
Jüdtstraße 16
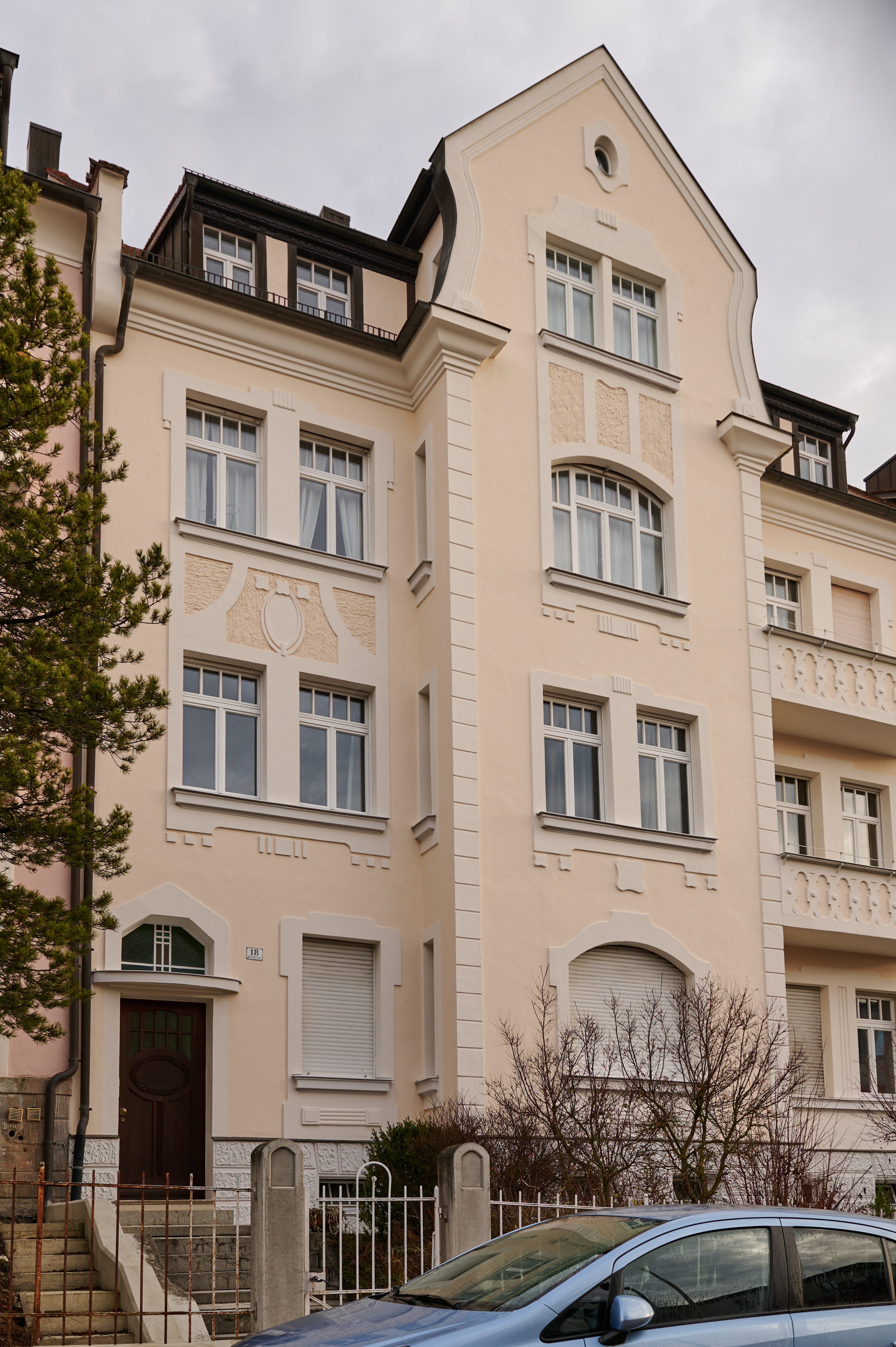
Jüdtstraße 18
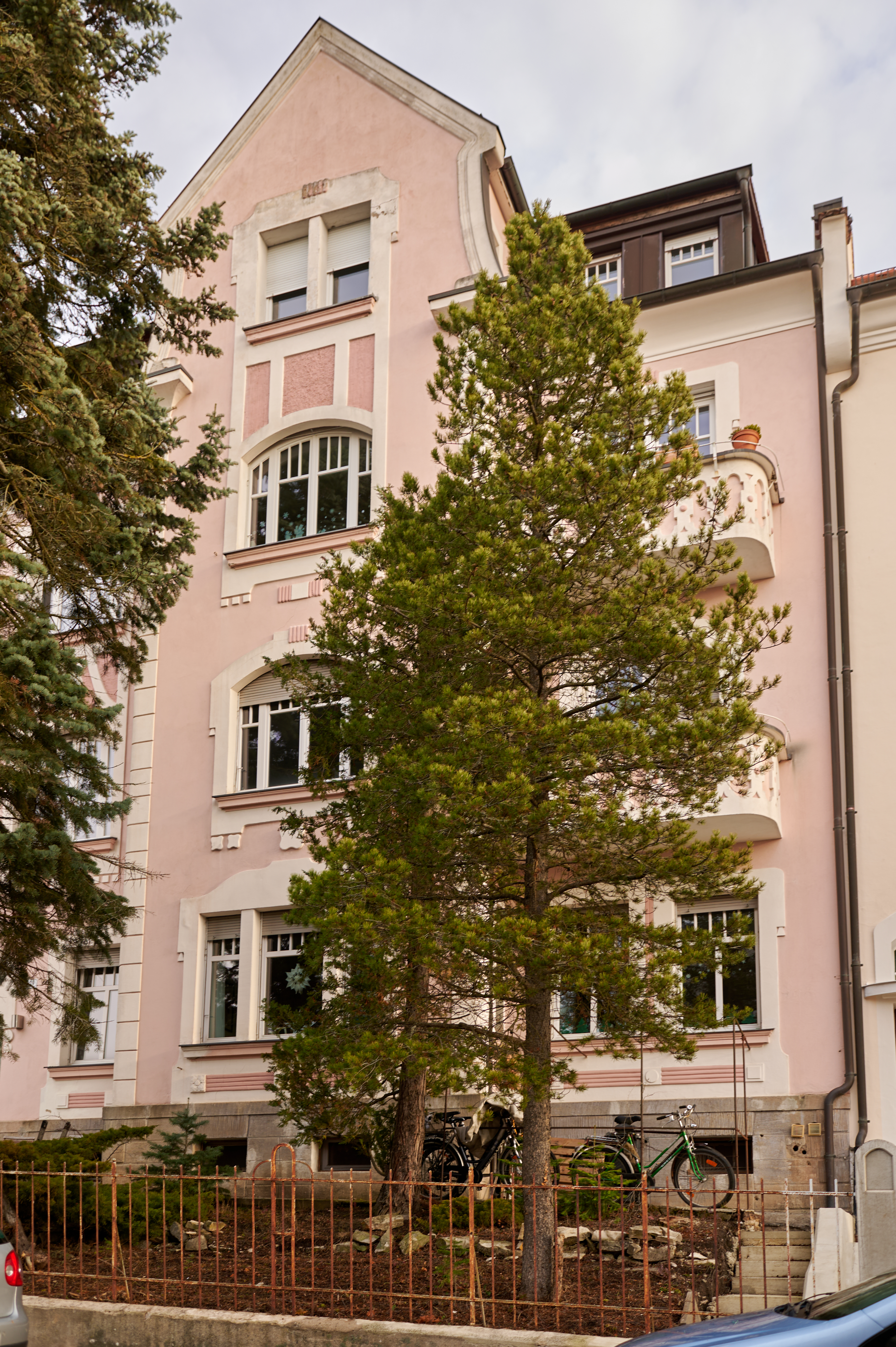
Jüdtstraße 20
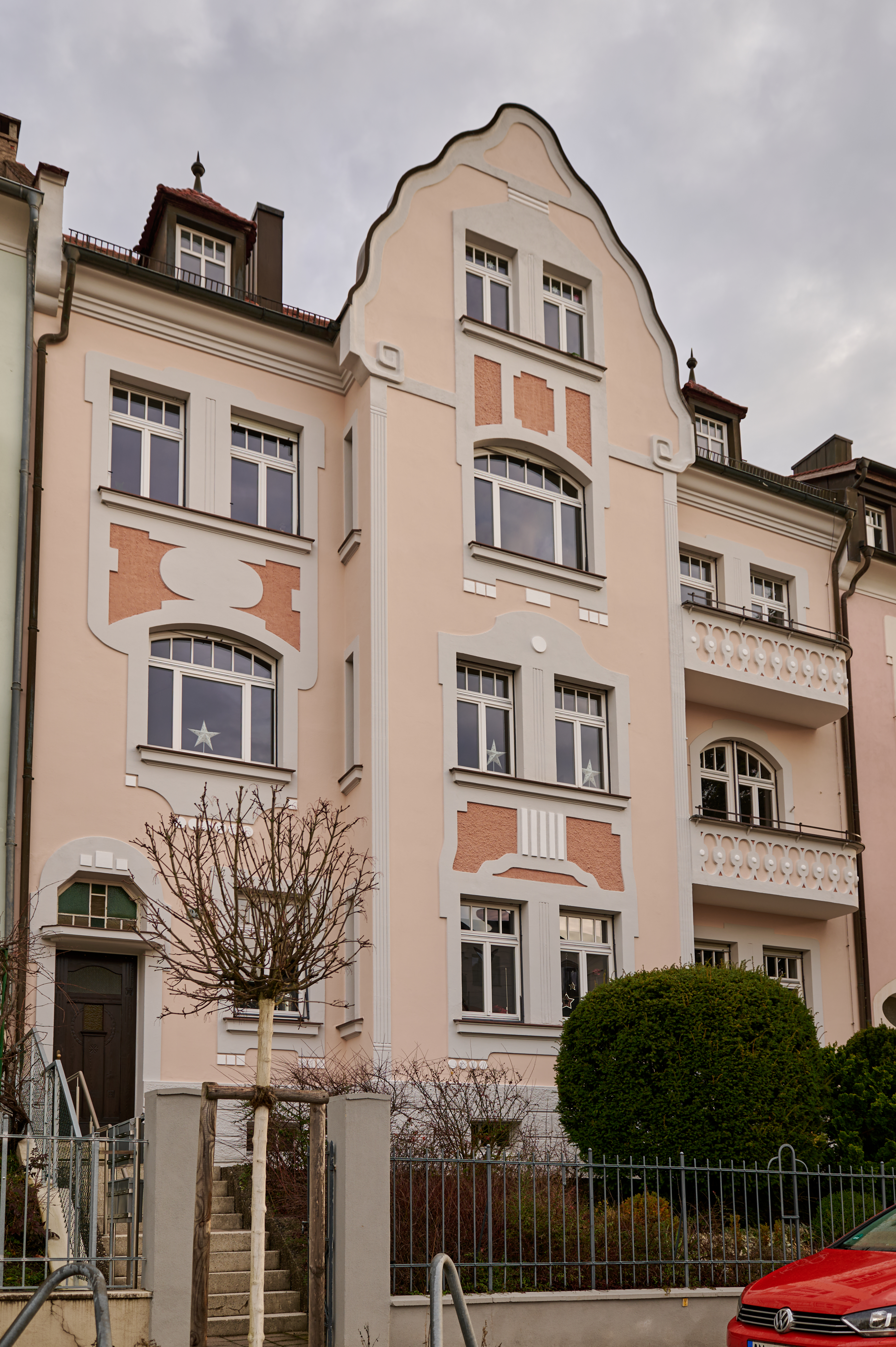
Jüdtstraße 22
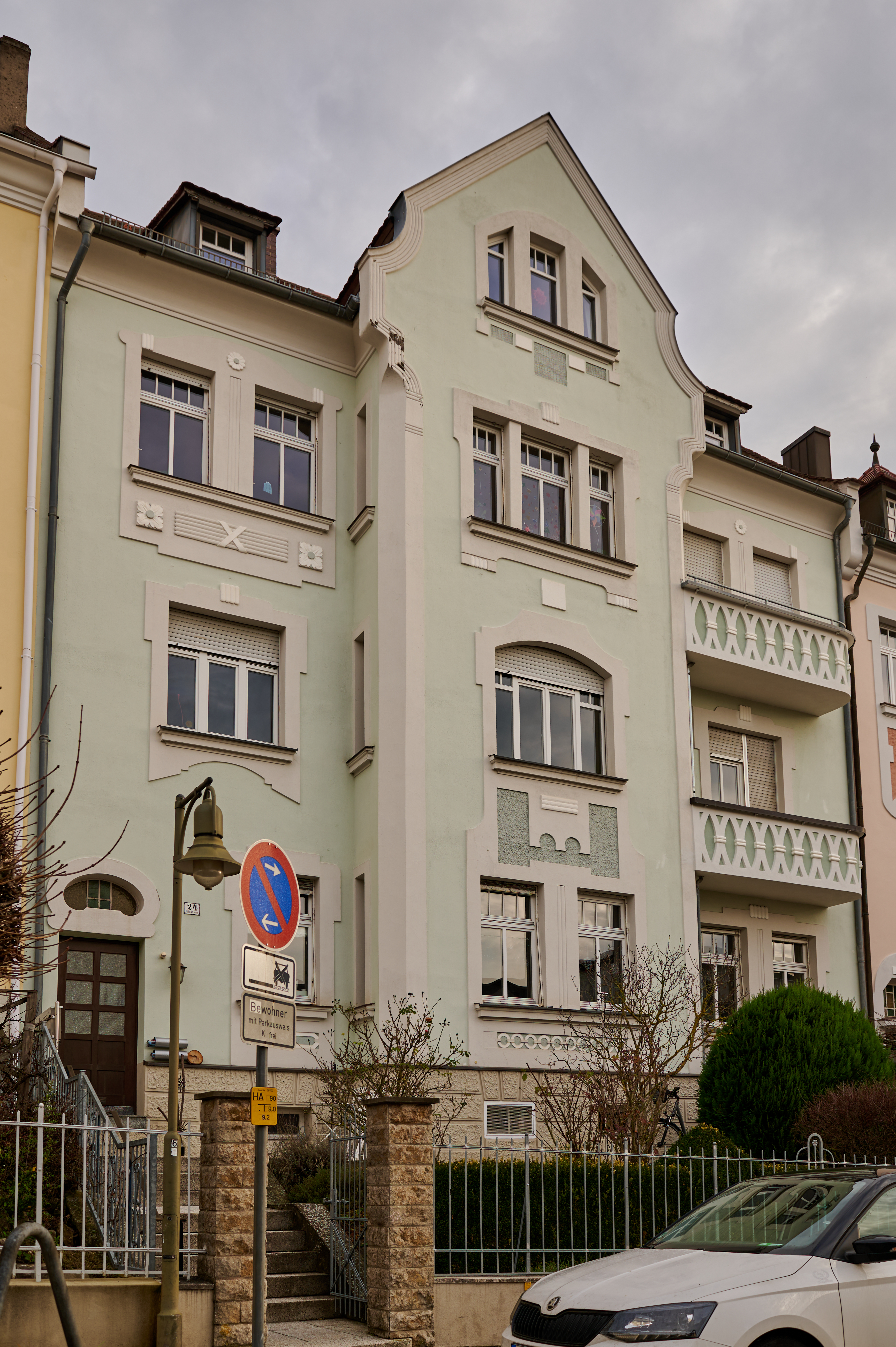
Jüdtstraße 24
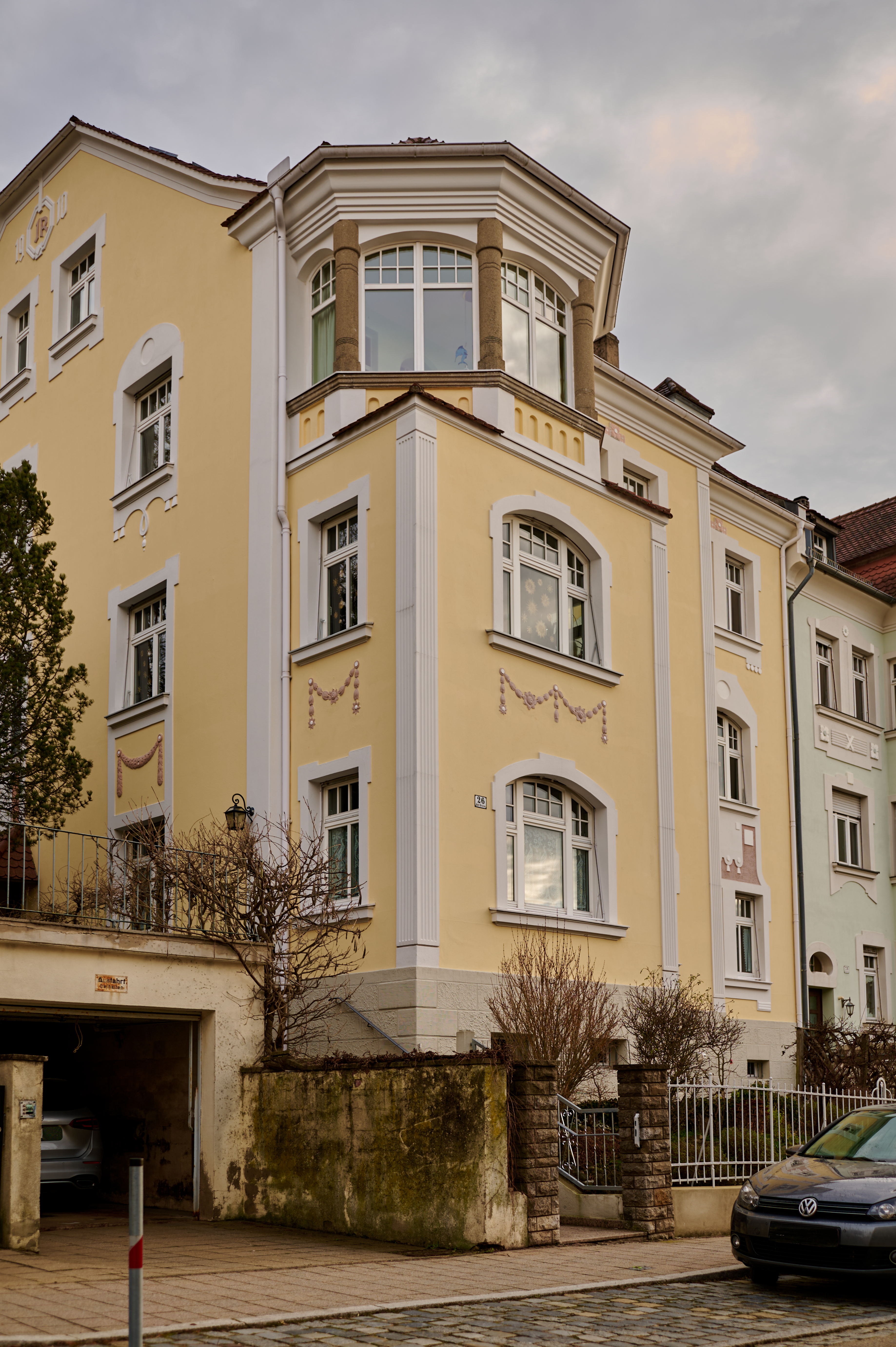
Jüdtstraße 26

| Lage                     | Objekt | Beschreibung | Akten-Nr.               | Bild           |
| ------------------------ | ------ | --- | ----------------------- | -------------- |
| Jüdtstraße 36 (Standort) | Villa  | Eingeschossiger Mansardwalmdachbau in erhöhter Lage, reich gegliedert, mit fachwerkgeschmücktem Mittelrisalit und figurverziertem Eckerker, in reduzierten historistischen Formen, von Hugo Heimann, 1927 | D-5-61-000-623 Wikidata | weitere Bilder |

#### Restliche Kernstadt
| Lage                                                 | Objekt                                                    | Beschreibung | Akten-Nr.                        | Bild           |
| ---------------------------------------------------- | --------------------------------------------------------- | --- | -------------------------------- | -------------- |
| Nähe Am Bismarckturm (Standort)                      | Bismarckturm                                              | Aus Kalkstein gemauerter geschwellter Pfeiler mit vier Ecklisenen und mächtigem Kämpfer, rustiziert, an der Stadtseite Relief mit Reichsadler und Inschrift, erbaut durch Wilhelm Kreis, Dresden, 1903 | D-5-61-000-26 Wikidata           | weitere Bilder |
| Nähe Am Bismarckturm (Standort)                      | Gartenanlage und Terrassierungen                          | | D-5-61-000-26 zugehörig Wikidata | BW             |
| Am Fürstenweg 1 (Standort)                           | Gartenvilla                                               | Zweigeschossiger Mansarddachbau mit asymmetrischen Gliederungselementen, von Franz Roeckle und Paul Ros, 1910 | D-5-61-000-611 Wikidata          | BW             |
| Am Reiterzentrum 1 a (Standort)                      | Gutshaus                                                  | zweigeschossiger Putzbau mit Mansardwalmdach und Seitenrisaliten mit Halbwalmdächern, 1900–03, ehemals zum Bezirkskrankenhaus gehörig, in den Feldern nordöstlich der Anlage | D-5-61-000-768                   | BW             |
| Am Reiterzentrum 1 a (Standort)                      | Scheune                                                   | Scheune, eingeschossiger, zum Teil verputzter Ziegelsteinbau mit mächtigem Halbwalmdach, Aufzugszwerchhäusern, Gauben und Kaminaufsätzen | D-5-61-000-768                   | BW             |
| Am Reiterzentrum 1 a (Standort)                      | Scheune                                                   | eingeschossiger, zum Teil verputzter Ziegelsteinbau mit mächtigem Halbwalmdach, Fachwerk-Kniestock, Gauben und Kaminaufsätzen; gleichzeitig. | D-5-61-000-768                   | BW             |
| Baustraße 2, 4 (Standort)                            | Doppelhaus                                                | Zweigeschossiger Mansarddachbau, mit Zwerchhaus, Lisenen- und Putzgliederung, 18. Jahrhundert | D-5-61-000-10 Wikidata           | weitere Bilder |
| Baustraße 11 (Standort)                              | Baugruppe von Arbeiterhäusern                             | Eingeschossige Bauten mit Mansard- und Satteldach, 18./19. Jahrhundert | D-5-61-000-11 Wikidata           | weitere Bilder |
| Baustraße 13 (Standort)                              | Baugruppe von Arbeiterhäusern                             | Eingeschossige Bauten mit Mansard- und Satteldach, 18./19. Jahrhundert | D-5-61-000-11 Wikidata           | weitere Bilder |
| Baustraße 17, 19 (Standort)                          | Ehemaliges Wohnhaus des Bauhof-Vorstandes                 | Eingeschossiges Gebäude mit Krüppelwalmdach, Fachwerk, Anfang 18. Jahrhundert | D-5-61-000-12 Wikidata           | weitere Bilder |
| Baustraße 17, 19 (Standort)                          | Nebengebäude, Lagerhaus                                   | Langgestreckter, eingeschossiger Satteldachbau, Fachwerk, 18./1 Viertel 19. Jh. | D-5-61-000-12 Wikidata           | BW             |
| Baustraße 17, 19 (Standort)                          | Garten                                                    | 19. Jahrhundert | D-5-61-000-12 Wikidata           | BW             |
| Brauhausstraße 9 (Standort)                          | Gasthaus                                                  | Zweigeschossiger Satteldachbau, mit Ecklisenen und Natursteingliederung, 18./19. Jahrhundert | D-5-61-000-31 Wikidata           | weitere Bilder |
| Brauhausstraße 7a (Standort)                         | Ehemaliges markgräfliches Hofbräuhaus, Sudhaus            | mächtiger, zweigeschossiger Satteldachbau mit Lisenengliederung und Zwerchhaus, im Kern 18. Jahrhundert, um 1850 nach Brand erneuert, Dachwerk dendrochronologisch datiert 1723/24 und 1855/57 | D-5-61-000-84 Wikidata           | weitere Bilder |
| Brauhausstraße 7a (Standort)                         | Ehemaliges markgräfliches Hofbräuhaus, Lagerhaus          | eingeschossiger Massivbau mit Lisenengliederung und barockisierendem Schweifgiebel, um 1850/60. Anm.: Nur die nördliche Außenwand wurde in den Neubau des Einkaufszentrum eingebunden. | D-5-61-000-84 Wikidata           | weitere Bilder |
| Brauhausstraße 7a (Standort)                         | Ehemaliges markgräfliches Hofbräuhaus, Hofmauer           | Steinmauer und Einfahrt mit kugelbekrönten Sandsteinpfeilern, 18. Jh. Anm.: Nur ein Sandsteinpfeile wurde bei Neubau des Einkaufszentrum erhalten. | D-5-61-000-84 Wikidata           | weitere Bilder |
| Brauhausstraße 20 (Standort)                         | Gefängnisgebäude                                          | Dreigeschossiger Walmdachbau über T-förmigem Grundriss, Natursteinfassade, mit gekuppelten Rundbogenfenstern, konsolengetragenes Gesims, von Architekt Försch (Architekt aus der Schule Friedrich von Gärtners), 1866 | D-5-61-000-32 Wikidata           | weitere Bilder |
| Crailsheimstraße 16 (Standort)                       | Villa                                                     | Zweigeschossiger traufständiger Satteldachbau, westlich mit Halbwalm, Zwerchhaus mit Ziergiebel und Erker, Turm mit Zeltdach, teilweise Fachwerkpartien, mit Elementen des Jugendstils, um 1905 | D-5-61-000-62 Wikidata           | weitere Bilder |
| Crailsheimstraße 16 (Standort)                       | Einfriedung (ohne modernen Lattenzaun)                    | Gleichzeitig | D-5-61-000-62 Wikidata           | weitere Bilder |
| Crailsheimstraße 18 (Standort)                       | Villa                                                     | Zweigeschossiges Gebäude in Ecklage mit unterschiedlichen Dachformen, Zwerchhäuser mit Ziergiebel, Zierfachwerk, mit hölzernen Veranden, in historisierenden Formen mit Elementen des Jugendstils, um 1905 | D-5-61-000-63 Wikidata           | weitere Bilder |
| Crailsheimstraße 18 (Standort)                       | Einfriedung                                               | Erhaltene Teile der Einfriedung, Pfeiler und Sockelmauer, gleichzeitig | D-5-61-000-63 Wikidata           | weitere Bilder |
| Crailsheimstraße 20, 22 (Standort)                   | Villa                                                     | Dreigeschossiges Gebäude in Ecklage, mit verschiedenen Dachformen, hölzerne Veranden und Erkeranbauten, mit Fachwerkteilen und Putzdekor, in Formen des Jugendstils, um 1905 | D-5-61-000-64 Wikidata           | weitere Bilder |
| Draisstraße 1 (Standort)                             | Güterhalle                                                | eingeschossiger, langgestreckter Sichtziegelsteinbau mit vorkragendem Flachsatteldach, Segmentbogentoren und Lisenengliederung, 1896 | D-5-61-000-762 Wikidata          | BW             |
| Dürrnerstraße 2 (Standort)                           | Ehemaliges Finanzamt, heute Wasserwirtschaftsamt          | Dreigeschossiger Walmdachbau mit zweigeschossigem Anbau, in neubarocken Formen, mit rustiziertem Erdgeschoss und Lisenen, Putzgliederungen, bezeichnet „1927“ | D-5-61-000-65 Wikidata           | weitere Bilder |
| Endresstraße 31 (Standort)                           | Wohnhaus                                                  | Dreigeschossiges Gebäude mit Mansardwalmdach in Ecklage, mit Zwerchhaus, mit rustiziertem Erdgeschoss und Putzgliederungen, in Formen des Jugendstils mit neubarocken Elementen, um 1905/10 | D-5-61-000-72 Wikidata           | weitere Bilder |
| Eyber Straße 15 und Nürnberger Straße 38h (Standort) | Ehemaliges städtisches Siechenhaus                        | Zweigeschossiger Bau mit Halmwalmdach, Fachwerkbau, bezeichnet „1578“ | D-5-61-000-73 Wikidata           | weitere Bilder |
| Eyber Straße 53 (Standort)                           | Villa                                                     | Zweigeschossiges Gebäude mit Mansardwalmdach, mit Ziergiebel, Erker, Loggia, in neubarocken Formen, um 1890/1900 | D-5-61-000-74 Wikidata           | weitere Bilder |
| Eyber Straße 53 (Standort)                           | Einfriedung                                               | Pfeiler und gemauerte Teile der Einfriedung, gleichzeitig | D-5-61-000-74 Wikidata           | weitere Bilder |
| Eyber Straße 69 (Standort)                           | Villa                                                     | Zweigeschossiger Walmdachbau im Stil der Gründerzeit, Backstein-Haustein-Gliederung, Eckerker mit Turm, Gusseisenloggia, bezeichnet „1893“ | D-5-61-000-75 Wikidata           | weitere Bilder |
| Eyber Straße 69 (Standort)                           | Garteneinfriedung                                         | Sandstein und schmiedeeisernes Gitter, gleichzeitig | D-5-61-000-75 Wikidata           | weitere Bilder |
| Eyber Straße 71, 71a (Standort)                      | Ehemaliges Wohn- und Bürohaus, jetzt Mehrfamilienwohnhaus | zweigeschossiger Mansardwalmdachbau mit zwei flachen Risaliten und fünfseitigem Eckerker mit Welscher Haube, Natursteingliederung, barockisierender Jugendstil, von Carl Foerch, in zwei Abschnitten errichtet 1905 und bezeichnet „1908“ | D-5-61-000-76 Wikidata           | weitere Bilder |
| Eyber Straße 71, 71a (Standort)                      | Einfriedung                                               | Sandsteinpfeiler mit schmiedeeisernem Jugendstil-Ornamentgitter, gleichzeitig | D-5-61-000-76 Wikidata           | weitere Bilder |
| Eyber Straße 75 (Standort)                           | Gasthof                                                   | Zweigeschossiger Satteldachbau mit kräftigem Seitenrisalit, Holzveranda und rückwärtigem Turm mit Spitzhelm, Tanzsaalanbau, um 1870/80 | D-5-61-000-77 Wikidata           | weitere Bilder |
| Feuchtwanger Straße 1 (Standort)                     | Ehemaliges Eigenhaus des Architekten Johann Paul Bischoff | Wohnhaus im Charakter eines Landschlösschens, Walmdachbau mit leicht vorspringenden Seitenflügeln, Putzgliederung, 1799/1800, dreiseitig von Garten umgeben | D-5-61-000-78 Wikidata           | weitere Bilder |
| Feuchtwanger Straße 7 (Standort)                     | Wohngebäude                                               | Zweigeschossiger Walmdachbau mit Rückflügeln, mit Putzgliederungen, von Johann Caspar Wohlgemuth, 1791/92, Fassade nach zeitgenössischen Vorbildern wiederhergestellt | D-5-61-000-79 Wikidata           | weitere Bilder |
| Feuchtwanger Straße 22 (Standort)                    | Luitpoldschule                                            | Dreigeschossige Zweiflügelanlage, Walmdach mit Zwerchhäusern, mit Sandsteingliederung, mit eingeschossigem Anbau, in barockisierenden Formen, errichtet durch das Stadtbauamt Ansbach, 1903/06 | D-5-61-000-80 Wikidata           | weitere Bilder |
| Feuchtwanger Straße 38 (Standort)                    | Mittelfränkische Heil- und Pflegeanstalt Ansbach          | Weitläufige Gesamtanlage in gärtnerisch gestaltetem Gelände, 1900–1903 und 1912/13 (Zweiter Bauabschnitt mit Festsaalbau und flankierenden Pavillonbauten) nach Plänen von G. Josef Förster errichtet, mit über 30 einzeln stehenden ein- und zweigeschossigen Pavillonbauten mit Walm- bzw. Mansarddächern, barockisierende Putzbauten mit Jugendstilanklängen, Einzelobjekte im Folgenden | D-5-61-000-81 Wikidata           | BW             |

Mittelfränkische Heil- und Pflegeanstalt Ansbach
Feuchtwanger Straße 38, Danziger Straße 18, 18a: Weitläufige Gesamtanlage in gärtnerisch gestaltetem Gelände, nach Plänen von G. Josef Förster, 1900-03, Erweiterung um Festsaalbau und flankierende Pavillonbauten 1912/13. Aktennummer: D-5-61-000-81. Mittelfränkische Heil- und Pflegeanstalt Ansbach (Q41311684)
- Verwaltungsgebäude, zweigeschossige Dreiflügelanlage mit Mansarddach, Mittelrisaliten, Uhrturm und Putzgliederung
- Anstaltskirche, verputzter Saalbau mit Mansardwalmdach, nicht eingezogenem Chor mit steilem Walmdach und Glockenreiter sowie seitlichen Anbauten, neubarock
- Festsaalbau, malerischer, zweigeschossiger Putzbau mit steilem Satteldach, (Danziger Straße 18, 18a)Fledermausgauben und Uhrtürmchen sowie Jugendstil-Stuckornament, südlich neubarocker Ziergarten mit mehrläufiger Treppenanlage mit Brunnen und geschwungener Wegführung; Krankengebäude, zweigeschossiger, mehrfach geknickter Putzbau mit steilen Mansardwalmdächern, Risaliten und Eckerkern im Obergeschoss
- Krankengebäude, zweigeschossiger, mehrfach geknickter Putzbau mit steilen Mansardwalmdächern, Risaliten und Eckerkern im Obergeschoss
- Krankengebäude, zweigeschossiger Putzbau über unregelmäßiger Grundlinie, mit steilen Walmdächern, Fledermausgauben und Putzgliederung sowie eingeschossigem Anbau mit steilem Walmdach
- Krankengebäude, eingeschossiger Putzbau mit flachen Mansardwalmdächern, kräftigen Risaliten und Pavillonanbauten
- Krankengebäude, zweigeschossiger Putzbau mit Mansardwalmdächern und Pavillonanbauten; Krankengebäude, zweigeschossiger Putzbau mit Mansardwalmdach sowie Pavillon- und Risalitanbauten
- Krankengebäude, zweigeschossiger Putzbau mit Mansardwalmdach und kräftigem Mittelrisalit
- Krankengebäude, eingeschossiger Putzbau mit Mansardwalmdach und kräftigen Pavillon- und Risalitanbauten
- Krankengebäude, zweigeschossiger Putzbau mit Mansardwalmdach sowie Pavillon- und Risalitanbauten
- Aussegnungshalle, eingeschossiger Putzbau mit Mansardwalmdach, an der Ostseite flacher Eingangsrisalit, im Süden Anbau mit steilem Walmdach
- Kegelbahn, langgestreckter, eingeschossiger Satteldachbau mit Putzgliederung und oktogonalem Pavillon mit Mansardwalmdach
- Beamtenwohnhaus, zweigeschossiger Putzbau mit steilem Mansardwalmdach, Zwerchhaus und Gauben sowie Bodenerkern und Loggien
- Krankengebäude, zweigeschossiger Putzbau mit flachem Mittelrisalit und kräftigen Seitenrisaliten
- Werkstätte, zweigeschossiger Putzbau mit Flachdach, eingeschossigem Nebengebäude und hohem Ziegelsteinkamin
- Küche, zweigeschossiger Putzbau mit Walmdach sowie flachem Mittelrisalit und kräftigen Seitenrisaliten
- Krankengebäude, zweigeschossiger Putzbau mit Walmdach; Krankengebäude, zweigeschossiger Putzbau mit Walmdach
- Krankengebäude, zweigeschossiger Putzbau mit Mansardwalmdach; Krankengebäude, zweigeschossiger Putzbau mit Walmdach
- Krankengebäude, zweigeschossiger Putzbau mit Mansardwalmdach; Krankengebäude, zweigeschossiger Putzbau mit Mansardwalmdach und Mittelrisalit
- Direktorenvilla, zweigeschossiger Putzbau auf U-förmiger Grundlinie, mit Walmdach
- Bedienstetenwohnhaus, zweigeschossiger Putzbau mit steilem Walmdach und Satteldachgauben sowie eingeschossigen Bodenerkern mit Austritt
- Pförtnerhaus, zweigeschossiger Putzbau mit Mansardwalmdach und Seitenrisaliten mit Halbwalmdächern
- Krankengebäude, zweigeschossiger Putzbau mit Mansardwalmdach und Mittelrisalit
- Gartenanlage, malerisch gestalteter Anstaltsgarten im Stil eines englischen Landschaftsparks; Krankengebäude, zweigeschossiger Putzbau mit steilem Walmdach, kräftigem Risalit und Fledermausgauben
- Treppenanlage, mehrläufige Steintreppe mit Brüstungen aus bossierten Steinquadern und offenem Pavillon mit Rechteckpfeilern und steilem Walmdach, südlich der Kirche

| Lage                                    | Objekt                                                                     | Beschreibung | Akten-Nr.               | Bild           |
| --------------------------------------- | -------------------------------------------------------------------------- | --- | ----------------------- | -------------- |
| Fischstraße 6 (Standort)                | Wohnhaus                                                                   | zweigeschossiger Mansardwalmdachbau mit Walmdachzwerchhaus, nördlich zweigeschossiger, traufseitiger Satteldachanbau, Anfang 19. Jh. | D-5-61-000-82           | BW             |
| Fischstraße 13 (Standort)               | Wohnhaus                                                                   | Zweigeschossiges Gebäude mit Halbwalmdach, Obergeschoss und Giebel Fachwerk, mit Zwerchhäusern, 16./17. Jahrhundert | D-5-61-000-83 Wikidata  | weitere Bilder |
| Fischstraße 13 (Standort)               | Teile der Einfriedung                                                      | Sandsteinpfeiler, 19. Jahrhundert | D-5-61-000-83 Wikidata  | weitere Bilder |
| Güllstraße 1 (Standort)                 | Güllschule                                                                 | Langgestrecktes viergeschossiges Schulgebäude, gegliedert durch Fensterbänder und Mittelpavillon, von Robert Erdmannsdorffer, um 1930 | D-5-61-000-89 Wikidata  | weitere Bilder |
| Güllstraße 1 (Standort)                 | Güllschule, Erweiterungsgebäude                                            | Eingeschossiger Walmdachbau, nach 1930 | D-5-61-000-89 Wikidata  | weitere Bilder |
| Güllstraße 1 (Standort)                 | Güllschule, Erweiterungsgebäude                                            | Eingeschossiger Walmdachbau, nach 1930 | D-5-61-000-89 Wikidata  | weitere Bilder |
| Heilig-Kreuz-Straße 35 (Standort)       | Heiligkreuzkirche                                                          | Saalkirche, erbaut als Pilgerkapelle, Grundsteinlegung 1461, Vollendung mit Flachdecke mit dreiseitigem Chorschluss 1478, Erweiterung 1601/12, Turm mit Spitzhelm im Westen, mit Ausstattung                                                                                 | D-5-61-000-90 Wikidata  | weitere Bilder |
| Heilig-Kreuz-Straße 35 (Standort)       | Friedhof, sogenannter Stadtfriedhof                                        | angelegt 1522/23, erweitert 1564, 1610, 1735 und 19./20. Jahrhundert, mit Grabstätten 17.–20. Jahrhundert | D-5-61-000-90 Wikidata  | weitere Bilder |
| Heilig-Kreuz-Straße 35 (Standort)       | Gruftkapellen                                                              | Kapellenkranz entlang der Friedhofsmauern, nach einheitlichem Plan von Johann David Steingruber, 1735, unter Einbeziehung älterer Gruftkapellen, dazu Grüfte von Johann Caspar Wohlgemut, nach 1776                                                                          | D-5-61-000-90 Wikidata  | weitere Bilder |
| Heilig-Kreuz-Straße 35 (Standort)       | Leichenhalle                                                               | eingeschossiger Massivbau mit flachen Walmdächern und Pfeiler-Vorhalle, neugotisch, 1869 | D-5-61-000-90 Wikidata  | weitere Bilder |
| Heilig-Kreuz-Straße 35 (Standort)       | Zugänge                                                                    | Sandsteinpfeiler mit gusseisernen Gittern, neugotisch, um 1870 | D-5-61-000-90 Wikidata  | weitere Bilder |
| Heilig-Kreuz-Straße 35 (Standort)       | Einfriedung                                                                | teilweise verputzte Ziegelmauer, 17.–20. Jh. | D-5-61-000-90 Wikidata  | weitere Bilder |
| Heilig-Kreuz-Straße 51 (Standort)       | Ehemaliges markgräfliches Jagdhäuschen                                     | Eingeschossiges Gebäude mit Mansardwalmdach, ehemals bezeichnet „1767“ | D-5-61-000-613 Wikidata | BW             |
| Heilig-Kreuz-Straße 51 (Standort)       | Ehemaliges markgräfliches Jagdhäuschen, Sandsteinpfeiler der Einfriedung   | Wohl 18. Jahrhundert | D-5-61-000-613 Wikidata | BW             |
| Hospitalstraße 4 (Standort)             | Wohngebäude                                                                | Langgezogener eingeschossiger Bau mit Mansardwalmdach, 18. Jahrhundert | D-5-61-000-91 Wikidata  | weitere Bilder |
| Josef-Fruth-Platz 1 (Standort)          | Katholische Pfarrkirche Christ-König                                       | Oktogon mit kronenartigem Faltdach, Betonskelettbau mit abwechselnd geschlossenen Wänden und diaphan verglasten Betonformsteinwänden, in der Dachmitte bekrönt von Kreuz, von Peter Leonhardt (Nürnberg), 1961–1965, mit Ausstattung von Egino Weinert und anderen Künstlern | D-5-61-000-615 Wikidata | weitere Bilder |
| Karpfenstraße 5 (Standort)              | Wohngebäude                                                                | Zweigeschossiger Walmdachbau, 18./19. Jahrhundert | D-5-61-000-166 Wikidata | weitere Bilder |
| Karpfenstraße 11 (Standort)             | Wohnhaus                                                                   | Zweigeschossiger Walmdachbau, mit Zwerchhaus, rustizierten Ecklisenen und Putzgliederungen, in der Art Johann David Steingrubers, zweites Drittel 18. Jahrhundert | D-5-61-000-167 Wikidata | weitere Bilder |
| Karpfenstraße 17 (Standort)             | Wohnhaus                                                                   | Zweigeschossiger giebelständiger Satteldachbau, zweite Hälfte 19. Jahrhundert | D-5-61-000-628 Wikidata | weitere Bilder |
| Lenauweg 2 (Standort)                   | Jüdischer Friedhof                                                         | angelegt 1817, erweitert 1896, mit Grabsteinen 1829–1949; Einfriedung, unverputzte Sandsteinmauer, erneuert nach 1945 | D-5-61-000-767          | weitere Bilder |
| Nürnberger Straße 28, 30 (Standort)     | Onoldia-Veranstaltungssaal                                                 | Rückwärtig an Nürnberger Straße 28, 30 anschließend, zweigeschossiger Walmdachbau mit Mittelrisalit, mit neubarocken Elementen, um 1900, teilweise erneuert | D-5-61-000-305 Wikidata | weitere Bilder |
| Nürnberger Straße 40 (Standort)         | Wohnhaus                                                                   | Eingeschossiger traufständiger Satteldachbau, mit Zwerchhaus, bezeichnet „1756“ | D-5-61-000-312 Wikidata | weitere Bilder |
| Residenzstraße 3 (Standort)             | Fabrikbau                                                                  | Langgestrecktes zweigeschossiges Gebäude mit Mansardwalmdach, mit anschließendem zweigeschossigem Walmdachbau, in Formen des 18. Jahrhunderts, um 1925 | D-5-61-000-536 Wikidata | weitere Bilder |
| Schloßstraße 1 (Standort)               | Wohngebäude                                                                | Dreigeschossiger Walmdachbau, mit Zwerchhaus, Putzgliederung, Natursteinportal, wohl von Georg Andreas Böckler, Ende 17. Jahrhundert | D-5-61-000-444 Wikidata | weitere Bilder |
| Schloßstraße 1 (Standort)               | Nebengebäude                                                               | Eingeschossiger Satteldachbau, Fachwerk, wohl 19. Jahrhundert | D-5-61-000-444 Wikidata | weitere Bilder |
| Schloßstraße 3 (Standort)               | Wohnhaus                                                                   | Dreigeschossiger Walmdachbau, mit Zwerchhaus, wohl 17. Jahrhundert | D-5-61-000-445 Wikidata | weitere Bilder |
| Schloßstraße 8 (Standort)               | Wohnhaus                                                                   | Zweigeschossiger Satteldachbau in Ecklage, mit Putzgliederung, wohl 17. Jahrhundert | D-5-61-000-448 Wikidata | weitere Bilder |
| Schloßstraße 8 (Standort)               | Nebengebäude                                                               | Satteldachbau, teilweise Fachwerk, gleichzeitig | D-5-61-000-448 Wikidata | weitere Bilder |
| Schloßstraße 8 (Standort)               | Scheune                                                                    | Eingeschossiges Gebäude mit Steildach, im Kern 15./16. Jahrhundert, Umbauten und Erweiterung um 1850 | D-5-61-000-448 Wikidata | weitere Bilder |
| Schloßstraße 10 (Standort)              | Wohngebäude, Gasthaus                                                      | Zweigeschossiger giebelständiger Satteldachbau mit traufständigem zweigeschossigem Querbau, im Kern wohl 17. Jahrhundert | D-5-61-000-449 Wikidata | weitere Bilder |
| Schloßstraße 10 (Standort)              | Nebengebäudekomplex                                                        | Teilweise Fachwerkbau, wohl 18./19. Jahrhundert | D-5-61-000-449 Wikidata | weitere Bilder |
| Schloßstraße 14 (Standort)              | Wohnhaus                                                                   | Dreigeschossiger Walmdachbau, mit Zwerchhaus, rustizierte Ecklisenen und Putzgliederung, im Kern 17. Jahrhundert, Veränderungen wohl im 18. Jahrhundert | D-5-61-000-451 Wikidata | weitere Bilder |
| Schloßstraße 20 (Standort)              | Wohnhaus                                                                   | Zweigeschossiger traufständiger Satteldachbau, im Kern 16./17. Jahrhundert | D-5-61-000-453 Wikidata | weitere Bilder |
| Schloßstraße 37 (Standort)              | Wohnhaus                                                                   | Zweigeschossiger giebelständiger Satteldachbau, Fachwerkbau auf massivem Sockel, im Kern wohl erste Hälfte 18. Jahrhundert | D-5-61-000-462 Wikidata | weitere Bilder |
| Schloßstraße 37a (Standort)             | Villa                                                                      | Zweigeschossiges Gebäude mit Mansardwalmdach, mit Erkervorbau, Lisenen- und Putzgliederungen, Neubarock, von Hans Grauf sen., 1928 | D-5-61-000-463 Wikidata | weitere Bilder |
| Schloßstraße 37a (Standort)             | Hoftor                                                                     | Kubistische Hoftorpforten, gleichzeitig | D-5-61-000-463 Wikidata | weitere Bilder |
| Schloßstraße 39 (Standort)              | Prinzenschlösschen, als Gartenhaus erbaut                                  | Nach Norden eingeschossiges, südlich zweigeschossiges Gebäude mit Mansardwalmdach, mit vorschwingendem Mittelrisalit, Pilaster- und Putzgliederung, von Gabriel de Gabrieli, 1697/99 und um 1710, mit Ausstattung                                                            | D-5-61-000-464 Wikidata | weitere Bilder |
| Schloßstraße 39 (Standort)              | Garten                                                                     | Terrassiert mit Wasserspielen, 1705/15 | D-5-61-000-464 Wikidata | weitere Bilder |
| Schloßstraße 39 (Standort)              | Garteneinfriedung                                                          | Ummauerung mit Gartenportalen mit gequaderten Sandsteinpfeilern, 18. Jahrhundert | D-5-61-000-464 Wikidata | weitere Bilder |
| Stahlstraße 53 (Standort)               | Ehemalige Villa                                                            | Zweigeschossiges Gebäude, aus dem Walmdach entwickelte Dachform, mit kreuzgewölbten Loggien, erbaut von Franz Roeckle und Paul Ros, 1910 | D-5-61-000-474 Wikidata | BW             |
| Stahlstraße 53 (Standort)               | Garten                                                                     | Terrassiertes Gartengelände, gleichzeitig | D-5-61-000-474 Wikidata | BW             |
| Thomasstraße 2 (Standort)               | Wohnhaus                                                                   | Zweigeschossiger Satteldachbau, Natursteingliederung mit historisierenden Elementen, geschnitzte Holzteile und Balkon, mit Putzgliederung, um 1860/70 | D-5-61-000-475 Wikidata | BW             |
| Türkenstraße 38 (Standort)              | Kinderbewahranstalt                                                        | Zweigeschossiger Walmdachbau, mit Zwerchhäusern und Erker, Putzgliederung, in Formen des Jugendstils, 1904 | D-5-61-000-483 Wikidata | weitere Bilder |
| Türkenstraße 56 (Standort)              | Wohnhaus                                                                   | Zweigeschossiger traufständiger Satteldachbau, im Kern 18./19. Jahrhundert | D-5-61-000-485 Wikidata | weitere Bilder |
| Turnitzstraße 18 (Standort)             | Wohnhaus                                                                   | Zweigeschossiger Mansarddachbau, mit Sandsteingliederung, um 1880 | D-5-61-000-492 Wikidata | weitere Bilder |
| Turnitzstraße 20 (Standort)             | Wohnhaus                                                                   | Zweigeschossiges Gebäude mit Mansarddach, in Ecklage, mit Erker, Sandsteingliederungen, um 1890/1900 | D-5-61-000-493 Wikidata | weitere Bilder |
| Turnitzstraße 30 (Standort)             | Ehemaliges Hindenburgheim                                                  | Zweigeschossiger Walmdachbau, Klinkerportal mit Figur bekrönt, 1929 | D-5-61-000-500 Wikidata | weitere Bilder |
| Urlasstraße 47 (Standort)               | Villa                                                                      | Zweigeschossiger Massivbau mit Pyramidendach, von Johann Baumann, bezeichnet „1913“ | D-5-61-000-638 Wikidata | weitere Bilder |
| Urlasstraße 55 (Standort)               | Villa                                                                      | Dreigeschossiger Mansarddachbau, roter Backstein mit Natursteingliederung, Mittelrisalit, Balkon und Giebel, mit Eckturm, im Stil des Historismus, bezeichnet „1896“ | D-5-61-000-502 Wikidata | weitere Bilder |
| Welserstraße 3 (Standort)               | Villa                                                                      | Zweigeschossiges Gebäude mit Mansardwalmdach, Zwerchhäuser und Eckerker, Gliederungen in Naturstein, in Formen des Historismus, um 1900 | D-5-61-000-531 Wikidata | weitere Bilder |
| Welserstraße 5 (Standort)               | Villa                                                                      | Zweigeschossiger Mansarddachbau, mit Zwerchhäusern und Balkon, in Formen des Jugendstils, nach 1900 | D-5-61-000-532 Wikidata | weitere Bilder |
| Welserstraße 5 (Standort)               | Einfriedung                                                                | Pfeiler mit gusseisernem Gitterzaun, gleichzeitig | D-5-61-000-532 Wikidata | weitere Bilder |
| Welserstraße 6 (Standort)               | Villa, Dienstsitz des Regionalbischofs des Kirchenkreises Ansbach-Würzburg | Zweigeschossiger Bau mit Mansardwalmdach, mit Erker, rustizierte Lisenen und Putzgliederungen, Neubarock, um 1920 | D-5-61-000-533 Wikidata | weitere Bilder |
| Welserstraße 8 (Standort)               | Villa                                                                      | Zweigeschossiges Gebäude mit Mansardwalmdach, Lisenen und Gliederungen in Naturstein, um 1920/25 | D-5-61-000-534 Wikidata | weitere Bilder |
| Würzburger Landstraße 5 (Standort)      | Gasthaus                                                                   | Zweigeschossiger Walmdachbau mit hohem Sockelgeschoss, in Ecklage, Backsteinfassade mit Natursteingliederungen, Sandsteinsockel, mit Freitreppe und Terrasse, um 1900 | D-5-61-000-537 Wikidata | weitere Bilder |
| Würzburger Landstraße 14 (Standort)     | Wohnhaus                                                                   | Zweigeschossiger Satteldachbau in Ecklage, Backsteinfassade mit Natursteingliederung, Zwerchhaus, 1903 | D-5-61-000-538 Wikidata | weitere Bilder |
| Würzburger Landstraße 15, 17 (Standort) | Doppelwohnhaus                                                             | Eingeschossiges Gebäude mit Mansardwalmdach und Zwerchhäusern, mit Putzgliederungen, in barocken Stilformen, von Hans Pylipp, 1921 | D-5-61-000-539 Wikidata | weitere Bilder |
| Würzburger Landstraße 19, 21 (Standort) | Doppelwohnhaus                                                             | Eingeschossiges Gebäude mit Mansardwalmdach und Zwerchhaus, barockisierend, von Hans Pylipp, 1921 | D-5-61-000-540 Wikidata | weitere Bilder |

### Brodswinden
| Lage                               | Objekt                                                                                  | Beschreibung | Akten-Nr.               | Bild           |
| ---------------------------------- | --------------------------------------------------------------------------------------- | --- | ----------------------- | -------------- |
| Brodswinden 17 (Standort)          | Evangelisch-lutherische Pfarrkirche St. Bartholomäus, ehemaliges Patrozinium St. Sixtus | Saalkirche, gotischer Chor bezeichnet „1442“, Saalbau bezeichnet „1567“ und „1577“, südlich Chorflankenturm 15./16. Jahrhundert, mit Glockengeschoss des 18. Jahrhunderts, mit Spitzhelm, mit Ausstattung | D-5-61-000-562 Wikidata | weitere Bilder |
| Brodswinden 108, 110 (Standort)    | Brunnenstube                                                                            | Niedriger, tonnengewölbter, wassergefüllter Raum aus Sandsteinquadern, sogenanntes Wendelsbad, angeblich unter ehemaliger Sixtuskapelle (Reste verschwunden) angelegt, 18. Jahrhundert                    | D-5-61-000-564 Wikidata | weitere Bilder |
| Wallersdorfer Straße 15 (Standort) | Ehemalige Brodswinder Mühle                                                             | Mühl- und Wohngebäude, südlich eingeschossiger, nördlich zweigeschossiger bau mit Halbwalmdach, bezeichnet „1798“                                                                                         | D-5-61-000-563 Wikidata | BW             |
| Wallersdorfer Straße 15 (Standort) | Ehemalige Brodswinder Mühle                                                             | Ehemaliger Stall und Scheune, eingeschossiger Satteldachbau, teilweise Fachwerk, im Kern um 1800, Veränderungen im 19. Jahrhundert, mit Ausstattung                                                       | D-5-61-000-563 Wikidata | BW             |

### Dombach im Loch
| Lage                                                                         | Objekt     | Beschreibung         | Akten-Nr.               | Bild |
| ---------------------------------------------------------------------------- | ---------- | -------------------- | ----------------------- | ---- |
| Brunnenwiesen, 500 m östlich der Ortschaft am Fußweg nach Ansbach (Standort) | Steinkreuz | Wohl mittelalterlich | D-5-61-000-565 Wikidata | BW   |

### Elpersdorf bei Ansbach
| Lage                          | Objekt                                             | Beschreibung | Akten-Nr.               | Bild           |
| ----------------------------- | -------------------------------------------------- | --- | ----------------------- | -------------- |
| Laurentiusstraße 2 (Standort) | Evangelisch-lutherische Pfarrkirche St. Laurentius | Chorturmkirche, spätgotischer massiver Chorturm mit Fachwerkobergeschoss des 18. Jahrhunderts, Sakristei bezeichnet „1426“, Saalbau 1907 erneuert, mit Ausstattung | D-5-61-000-567 Wikidata | weitere Bilder |
| Laurentiusstraße 2 (Standort) | Friedhof                                           | Mit Ummauerung, 18./19. Jahrhundert | D-5-61-000-567 Wikidata | BW             |
| Laurentiusstraße 3 (Standort) | Pfarrhof                                           | Wohnhaus, zweigeschossiger Walmdachbau mit Fachwerkobergeschoss, bezeichnet „1736“                                                                                 | D-5-61-000-568 Wikidata | BW             |

### Eyb
| Lage                                         | Objekt                                            | Beschreibung | Akten-Nr.               | Bild           |
| -------------------------------------------- | ------------------------------------------------- | --- | ----------------------- | -------------- |
| Eyber Straße, vor Haus Nummer 145 (Standort) | Steinkreuz                                        | Sandstein, mittelalterlich | D-5-61-000-571 Wikidata | BW             |
| Kirchenweg 4 (Standort)                      | Evangelisch-lutherische Pfarrkirche St. Lambertus | Saalkirche, mit nördlichem Chorflankenturm, Chor 1352, Turmneubau 1431, Kirchenerweiterung 1480, Kirchenneubau 1749/50 unter Johann David Steingruber, mit Ausstattung | D-5-61-000-572 Wikidata | weitere Bilder |
| Kirchenweg 4 (Standort)                      | Friedhofsmauer                                    | 18.–19. Jahrhundert | D-5-61-000-572 Wikidata | weitere Bilder |

### Fischhaus
| Lage                      | Objekt                              | Beschreibung                                                                                               | Akten-Nr.               | Bild |
| ------------------------- | ----------------------------------- | --- | ----------------------- | ---- |
| Am Fischhaus 1 (Standort) | Ehemaliges markgräfliches Fischhaus | Zweigeschossiger Satteldachbau, einseitig mit Walmdach, 18. Jahrhundert, mit Sonnenuhr von 1784 und Keller | D-5-61-000-590 Wikidata | BW   |

### Heimweg
| Lage                               | Objekt                                                                               | Beschreibung                                                                                                  | Akten-Nr.               | Bild           |
| ---------------------------------- | ------------------------------------------------------------------------------------ | --- | ----------------------- | -------------- |
| Rummelsberger Straße 11 (Standort) | Ehemaliges Wohnhaus des Ritters Karl Heinrich von Lang (1764–1833), heute Altersheim | Zweigeschossiger Walmdachbau, mit Putzgliederungen und Ritzornamenten am Gesimsband, um 1825, mit Ausstattung | D-5-61-000-610 Wikidata | weitere Bilder |

### Hennenbach
| Lage                          | Objekt                            | Beschreibung | Akten-Nr.               | Bild           |
| ----------------------------- | --------------------------------- | --- | ----------------------- | -------------- |
| Am Ring 9 (Standort)          | Ehemaliges markgräfliches Gebäude | Wohnhaus, zweigeschossiger Satteldachbau, Fachwerkobergeschoss, verputzt, mit kleinem Flügelanbau mit Walmdach, 17./18. Jahrhundert         | D-5-61-000-573 Wikidata | BW             |
| Am Ring 9 (Standort)          | Ehemaliges markgräfliches Gebäude | Nebengebäude, eingeschossiger Satteldachbau, Fachwerk, um 1800, später erweitert                                                            | D-5-61-000-573 Wikidata | weitere Bilder |
| Am Ring 17 (Standort)         | Ehemaliges Wildmeisterhaus        | Zweigeschossiger Walmdachbau, mit rustizierten Ecklisenen und Putzgliederung, 1750                                                          | D-5-61-000-574 Wikidata | weitere Bilder |
| Am Ring 17 (Standort)         | Ehemalige Zehntscheune            | Eingeschossiges Gebäude mit Halbwalmdach, teilweise Fachwerk, 18. Jahrhundert                                                               | D-5-61-000-574 Wikidata | BW             |
| Am Ring 31 (Standort)         | Ehemalige Schwarzbecksche Mühle   | Hauptgebäude, zweigeschossiger Walmdachbau mit Zwerchhaus, mit Lisenen- und Geschossgliederung, bezeichnet „1779“, „1801“, mit älterem Kern | D-5-61-000-575 Wikidata | BW             |
| Am Ring 31 (Standort)         | Ehemalige Schwarzbecksche Mühle   | Nebengebäude, Satteldachbau, mit Natursteinquader, teilweise Fachwerk, 19. Jahrhundert                                                      | D-5-61-000-575 Wikidata | BW             |
| Tiergartenstraße 3 (Standort) | Ehemaliges Forsthaus              | Eingeschossiges Gebäude mit Flachsatteldach und Kniestock, nach Planung von 1879 errichtet                                                  | D-5-61-000-616 Wikidata | weitere Bilder |
| Tiergartenstraße 3 (Standort) | Ehemalige Holzlege und Waschküche | Nebengebäude, eingeschossiger Satteldachbau, teilweise Fachwerk, zeitgleich                                                                 | D-5-61-000-616 Wikidata | weitere Bilder |

### Höllmühle
| Lage                      | Objekt                | Beschreibung | Akten-Nr.               | Bild |
| ------------------------- | --------------------- | --- | ----------------------- | ---- |
| Oberdombach 21 (Standort) | Ehemalige Wassermühle | Wohngebäude, eingeschossiges Gebäude mit steilem Satteldach, im Kern 18. Jahrhundert, mit eingeschossigem Anbau und Kellervorbau, im Kern wohl frühes 19. Jahrhundert, später erweitert | D-5-61-000-576 Wikidata | BW   |
| Oberdombach 21 (Standort) | Ehemalige Wassermühle | Mühlkanal, wohl frühes 19. Jahrhundert | D-5-61-000-576 Wikidata | BW   |

### Käfermühle
| Lage                   | Objekt                             | Beschreibung | Akten-Nr.               | Bild |
| ---------------------- | ---------------------------------- | --- | ----------------------- | ---- |
| Käferbach 1 (Standort) | Wassermühle, sogenannte Käfermühle | Mühl- und Wohngebäude, zweigeschossiger Satteldachbau, Ziegelmauerwerk verputzt, mit eingeschossigem Anbau, im Kern 18. Jahrhundert | D-5-61-000-569 Wikidata | BW   |
| Käferbach 1 (Standort) | Wassermühle                        | Mühlkanal, massiv ausgebaut, wohl 19. Jahrhundert                                                                                   | D-5-61-000-569 Wikidata | BW   |

### Katterbach
| Lage                                             | Objekt                  | Beschreibung | Akten-Nr.               | Bild |
| ------------------------------------------------ | ----------------------- | --- | ----------------------- | ---- |
| In Katterbach, an der Bundesstraße 14 (Standort) | Ehemaliger Fliegerhorst | Casino (Nr. 5845), eingeschossiger, U-förmiger Walmdachbau in Formen des strengen Heimatstils, mit Ausstattung    | D-5-61-000-619 Wikidata | BW   |
| In Katterbach, an der Bundesstraße 14 (Standort) | Ehemaliger Fliegerhorst | Zugehörige Pergola und Einfriedung                                                                                | D-5-61-000-619 Wikidata | BW   |
| In Katterbach, an der Bundesstraße 14 (Standort) | Ehemaliger Fliegerhorst | Hangar (Nr. 5801), Backsteinbau mit flachem Satteldach, Schiebetor und Vollwandträgerkonstruktion                 | D-5-61-000-619 Wikidata | BW   |
| In Katterbach, an der Bundesstraße 14 (Standort) | Ehemaliger Fliegerhorst | Luftwaffenbauverwaltung, um 1933/1935                                                                             | D-5-61-000-619 Wikidata | BW   |
| Katterbach 7 (Standort)                          | Gasthaus                | Zweigeschossiges Gebäude mit Halbwalmdach, mit Ecklisenen und Putzgliederung, 18. Jahrhundert (bezeichnet „1766“) | D-5-61-000-577 Wikidata | BW   |

### Neudorfer Mühle
| Lage                 | Objekt                                         | Beschreibung | Akten-Nr.               | Bild |
| -------------------- | ---------------------------------------------- | --- | ----------------------- | ---- |
| Neudorf 1 (Standort) | Ehemalige Wassermühle                          | Wohn- und Mühlgebäude, eingeschossiger Bau mit Steildach, mit rückwärtigem dreigeschossigem Anbau mit flachem Satteldach, im Kern 16. Jahrhundert, im 18. Jahrhundert erneuert (bezeichnet „1787“) | D-5-61-000-578 Wikidata | BW   |
| Neudorf 1 (Standort) | Ehemalige Wassermühle                          | Nebengebäude, Scheune und anschließendes Stallgebäude, eingeschossige Satteldachbauten, teilweise Fachwerk, zweite Hälfte 19. Jahrhundert                                                          | D-5-61-000-578 Wikidata | BW   |
| Neudorf 1 (Standort) | Ehemalige Wassermühle, ehemaliges Austragshaus | Zweigeschossiger Satteldachbau, bezeichnet „1859“ | D-5-61-000-578 Wikidata | BW   |

### Neuses bei Ansbach
| Lage                                     | Objekt                                                             | Beschreibung | Akten-Nr.               | Bild           |
| ---------------------------------------- | ------------------------------------------------------------------ | --- | ----------------------- | -------------- |
| Rezatstraße 9 (Standort)                 | Wohnhaus                                                           | Zweigeschossiger Walmdachbau, mit Geschossgliederung, 18. Jahrhundert, bezeichnet „1791“                                                                      | D-5-61-000-580 Wikidata | weitere Bilder |
| Rezatstraße, Wasserzeller Weg (Standort) | Brücke über die Rezat                                              | Sandsteinquader, zwei gemauerte Bögen, Quaderbrüstung, 18. Jahrhundert                                                                                        | D-5-61-000-579 Wikidata | weitere Bilder |
| Rothenburger Straße 16 (Standort)        | Ehemaliges markgräfliches Gutshaus, seit 1699 Freiherr von Seefeld | Wohnhaus, zweigeschossiger Walmdachbau, mit rustizierten Ecklisenen und Putzgliederung, mit rückwärtig anschließendem Wirtschaftsteil, 18. Jahrhundert        | D-5-61-000-583 Wikidata | weitere Bilder |
| Rothenburger Straße 16 (Standort)        | Scheune                                                            | Eingeschossiges Gebäude mit Satteldach, einseitig Halbwalm, mit Fachwerk, wohl gleichzeitig                                                                   | D-5-61-000-583 Wikidata | BW             |
| Rothenburger Straße 18 (Standort)        | Bauernhaus                                                         | Zweigeschossiger traufständiger Bau mit Krüppelwalmdach, 18. Jahrhundert                                                                                      | D-5-61-000-584 Wikidata | weitere Bilder |
| Rothenburger Straße 18 (Standort)        | Scheune                                                            | Eingeschossiger Satteldachbau, Fachwerk, 18. Jahrhundert | D-5-61-000-584 Wikidata | BW             |
| Rothenburger Straße 20 (Standort)        | Ehemaliges Gasthaus                                                | Zweigeschossiger Walmdachbau, Fachwerkobergeschosse verputzt, 18. Jahrhundert                                                                                 | D-5-61-000-585 Wikidata | weitere Bilder |
| Rothenburger Straße 20 (Standort)        | Scheune                                                            | Gebäude mit Halbwalmdach, teilweise Fachwerk, Pferdeunterstand 19. Jahrhundert                                                                                | D-5-61-000-585 Wikidata | weitere Bilder |
| Rothenburger Straße 22 (Standort)        | Ehemaliges Bauernhaus                                              | Wohngebäude, zweigeschossiges Gebäude in Ecklage, Satteldach, westlich mit Halbwalm, im Kern 17./18. Jahrhundert, mit zweigeschossigem Anbau mit Halbwalmdach | D-5-61-000-586 Wikidata | weitere Bilder |
| Rothenburger Straße 22 (Standort)        | Scheune                                                            | Fachwerkbau mit Satteldach, 18. /19. Jahrhundert | D-5-61-000-586 Wikidata | weitere Bilder |
| Rothenburger Straße 22 (Standort)        | Einfriedung                                                        | Gusseiserner Zaun mit Steinpfeilern, um 1900 | D-5-61-000-586 Wikidata | BW             |
| Rothenburger Straße 55 (Standort)        | Ehemaliges markgräfliches Gästehaus                                | Zweigeschossiger Walmdachbau, mit rustizierten Ecklisenen und Geschossgliederung, 18. Jahrhundert                                                             | D-5-61-000-587 Wikidata | weitere Bilder |
| Rothenburger Straße 57 (Standort)        | Ehemaliges Bauernhaus                                              | Zweigeschossiges giebelständiges Gebäude mit Halbwalmdach, spätes 18. Jahrhundert                                                                             | D-5-61-000-588 Wikidata | weitere Bilder |
| Rothenburger Straße 63 (Standort)        | Wohnhaus                                                           | Zweigeschossiger Walmdachbau, Fachwerkobergeschosse verputzt, 18. Jahrhundert                                                                                 | D-5-61-000-589 Wikidata | weitere Bilder |
| Rothenburger Straße 63 (Standort)        | Scheune                                                            | Eingeschossiger Satteldachbau, mit Fachwerk, 18./19. Jahrhundert                                                                                              | D-5-61-000-589 Wikidata | weitere Bilder |

### Pfaffengreuth
| Lage                       | Objekt              | Beschreibung | Akten-Nr.               | Bild           |
| -------------------------- | ------------------- | --- | ----------------------- | -------------- |
| Pfaffengreuth 1 (Standort) | Ehemaliger Landsitz | Wohngebäude, zweigeschossiger Bau mit Mansardwalmdach, nach Plänen Gabriel de Gabrielis zwischen 1696 und 1701 errichtet, Putzgliederung nach 1706, mit Ausstattung | D-5-61-000-591 Wikidata | weitere Bilder |
| Pfaffengreuth 1 (Standort) | Toreinfahrt         | Mit Steinpfeilern, frühes 18. Jahrhundert | D-5-61-000-591 Wikidata | weitere Bilder |

### Schalkhausen
| Lage                                 | Objekt                                           | Beschreibung | Akten-Nr.               | Bild |
| ------------------------------------ | ------------------------------------------------ | --- | ----------------------- | ---- |
| Geisengrunder Straße 4 (Standort)    | Wohnhaus                                         | Zweigeschossiger Satteldachbau, einseitig mit Krüppelwalm, mit rustizierten Ecklisenen und Putzgliederung, im Kern älterer Fachwerkbau, im 18. Jahrhundert verändert                                | D-5-61-000-592 Wikidata | BW   |
| Kirchplatz 5 (Standort)              | Wohnhaus eines Bauernhofes                       | Zweigeschossiger Satteldachbau, einseitig mit Halbwalm, Fachwerkgiebel, mit Sandsteinportal, 18. Jahrhundert                                                                                        | D-5-61-000-593 Wikidata | BW   |
| Kirchplatz 5 (Standort)              | Nebengebäude                                     | Eingeschossiger Satteldachbau mit Kniestock, Sandsteinquader und Ziegelmauerwerk, bezeichnet „1868“                                                                                                 | D-5-61-000-593 Wikidata | BW   |
| Kirchplatz 7 (Standort)              | Evangelisch-lutherische Pfarrkirche St. Nikolaus | Saalkirche mit Westturm, im Kern 12./13. Jahrhundert, Erweiterung 1264, Turmobergeschoss 1376, Chorbau 1394 (Hochaltarweihe 1420), neugotisches Langhaus 1839, mit Ausstattung                      | D-5-61-000-594 Wikidata | BW   |
| Kirchplatz 9 (Standort)              | Ehemaliges Wohnstallhaus                         | Eingeschossiger Satteldachbau, mit verputztem Fachwerkgiebel, im Kern 18. Jahrhundert | D-5-61-000-595 Wikidata | BW   |
| Leutershäuser Straße 2 (Standort)    | Bäuerliches Wohnhaus                             | Eingeschossiges Gebäude mit Steildach, mit Fachwerkgiebel, 17. Jahrhundert | D-5-61-000-596 Wikidata | BW   |
| Schalkhäuser Landstraße 5 (Standort) | Sommerschloss, sogenanntes Schlösschen           | Zweigeschossiger Mansarddachbau, mit rustizierten Ecklisenen und Putzgliederung, für Ernst Christian Freiherr von Lyncher unter der Baudirektion Leopoldo Rettis erbaut, nach 1733, mit Ausstattung | D-5-61-000-597 Wikidata | BW   |
| Schalkhäuser Landstraße 5 (Standort) | Sommerschloss                                    | Kleiner Park, 18./19. Jahrhundert | D-5-61-000-597 Wikidata | BW   |
| Schalkhäuser Landstraße 5 (Standort) | Sommerschloss                                    | Rechts der Straße Sandsteintorpfeiler, 18. Jahrhundert, Teil des ehemals zugehörigen Gutes | D-5-61-000-597 Wikidata | BW   |

### Scheermühle
| Lage                     | Objekt                | Beschreibung | Akten-Nr.               | Bild |
| ------------------------ | --------------------- | --- | ----------------------- | ---- |
| Scheermühle 1 (Standort) | Ehemalige Wassermühle | Zweigeschossiges Gebäude mit Steildach und Walmdachanbau, Fachwerk, Untergeschoss massiv, im Giebel Wappen, bezeichnet „1697“ | D-5-61-000-600 Wikidata | BW   |

### Schockenmühle
| Lage                     | Objekt                 | Beschreibung                                                                                  | Akten-Nr.               | Bild |
| ------------------------ | ---------------------- | --------------------------------------------------------------------------------------------- | ----------------------- | ---- |
| Schockenmühle (Standort) | Altbau der Wassermühle | Zweigeschossiger Satteldachbau mit Zwerchgiebel, 18. Jahrhundert, am Portal bezeichnet „1752“ | D-5-61-000-601 Wikidata | BW   |

### Strüth
| Lage                | Objekt                          | Beschreibung                                                                       | Akten-Nr.               | Bild |
| ------------------- | ------------------------------- | ---------------------------------------------------------------------------------- | ----------------------- | ---- |
| Strüth 3 (Standort) | Wohnstallhaus eines Bauernhofes | Eingeschossiges Gebäude mit Steildach, einseitig mit Schopfwalm, bezeichnet „1835“ | D-5-61-000-602 Wikidata | BW   |

### Wallersdorf
| Lage                     | Objekt                   | Beschreibung                                                                              | Akten-Nr.               | Bild |
| ------------------------ | ------------------------ | ----------------------------------------------------------------------------------------- | ----------------------- | ---- |
| Wallersdorf 1 (Standort) | Ehemalige Hammerschmiede | Zweigeschossiger Satteldachbau, mit einseitigem Fachwerkgiebel, verputzt, 18. Jahrhundert | D-5-61-000-604 Wikidata | BW   |

### Wasserzell
| Lage                    | Objekt                       | Beschreibung | Akten-Nr.               | Bild                     |
| ----------------------- | ---------------------------- | --- | ----------------------- | ------------------------ |
| Wasserzell 1 (Standort) | Ehemalige Wassermühle        | Mühl- und Wohnhaus, zweigeschossiger Bau mit steilem Satteldach, bezeichnet „1756“                                      | D-5-61-000-606 Wikidata | Ehemalige Wassermühle    |
| Wasserzell 1 (Standort) | Ehemalige Wassermühle        | Nebengebäude, Satteldachbauten mit Natursteinquader und Holzkonstruktion, um 1800 und 19. Jahrhundert                   | D-5-61-000-606 Wikidata | BW                       |
| Wasserzell 1 (Standort) | Ehemalige Wassermühle        | Scheune, Satteldachbau, 19. Jahrhundert; erhaltener Teil der Einfriedung, Natursteinquader und Pfeiler, 19. Jahrhundert | D-5-61-000-606 Wikidata | BW                       |
| Wasserzell 1 (Standort) | Ehemalige Wassermühle        | Erhaltener Teil der Einfriedung, Natursteinquader und Pfeiler, 19. Jahrhundert                                          | D-5-61-000-606 Wikidata | BW                       |
| Wasserzell 1 (Standort) | Ehemalige Wassermühle        | Brücke, Natursteinquader, um 1800                                                                                       | D-5-61-000-606 Wikidata | BW                       |
| Wasserzell 1 (Standort) | Ehemalige Wassermühle        | Hochgelegter Mühlbach, um 1800                                                                                          | D-5-61-000-606 Wikidata | BW                       |
| Wasserzell 3 (Standort) | Wohnhaus eines Bauerngehöfts | Zweigeschossiger Satteldachbau, mit Geschossgliederung, 19. Jahrhundert, bezeichnet 1834                                | D-5-61-000-605 Wikidata | weitere Bilder           |
| Wasserzell 3 (Standort) | Nebengebäude mit Scheune     | Eingeschossiger Bau mit Steildach, teilweise Fachwerk, 19. Jahrhundert                                                  | D-5-61-000-605 Wikidata | Nebengebäude mit Scheune |

### Weinberg
| Lage                   | Objekt                 | Beschreibung                                                                     | Akten-Nr.               | Bild |
| ---------------------- | ---------------------- | -------------------------------------------------------------------------------- | ----------------------- | ---- |
| Weinberg 28 (Standort) | Gasthaus               | Zweigeschossiger Walmdachbau, teilweise Fachwerk, 18. Jahrhundert                | D-5-61-000-607 Wikidata | BW   |
| Weinberg 28 (Standort) | Ehemalige Zehntscheune | In Teilen massives Gebäude mit Halbwalmdach, mit Fachwerkgiebel, 18. Jahrhundert | D-5-61-000-608 Wikidata | BW   |

## Ehemalige Baudenkmäler
In diesem Abschnitt sind Objekte aufgeführt, die früher einmal in der Denkmalliste eingetragen waren, jetzt aber nicht mehr. Objekte, die in anderem Zusammenhang also z. B. als Teil eines Baudenkmals weiter eingetragen sind, sollen hier nicht aufgeführt werden. Aktennummern in diesem Abschnitt sind ehemalige, jetzt nicht mehr gültige Aktennummern.

| Lage                                | Objekt                                       | Beschreibung | Akten-Nr.               | Bild           |
| ----------------------------------- | -------------------------------------------- | --- | ----------------------- | -------------- |
| Ansbach Brauhausstraße 2 (Standort) | Wohnhaus                                     | Zweigeschossiges Gebäude mit Mansardwalmdach, rückwärtig mit polygonal schließendem Anbau mit Zeltdach, mit rustizierten Ecklisenen und Putzgliederungen, 18. Jahrhundert | D-5-61-000-30 Wikidata  | weitere Bilder |
| Ansbach Büttenstraße 17 (Standort)  | Wohnhaus                                     | Dreigeschossiger traufständiger Satteldachbau, tief unterkellert, im Kern 16. Jahrhundert                                                                                 | D-5-61-000-47 Wikidata  | weitere Bilder |
| Ansbach Pfarrstraße 9 (Standort)    | Rückgebäude                                  | 16. Jahrhundert, über Teilen der Stadtmauer errichtet | D-5-61-000-319 Wikidata | weitere Bilder |
| Ansbach Schloßstraße 22 (Standort)  | Wohnhaus                                     | Zweigeschossiger traufständiger Satteldachbau, südlich mit Halbwalm, mit Zwerchhaus, im Kern 16. Jahrhundert                                                              | D-5-61-000-455 Wikidata | BW             |
| Ansbach Turnitzstraße 9 (Standort)  | Wohnhaus                                     | Zweigeschossiges Gebäude mit Mansarddach in Ecklage, mit Zwerchhaus, 18. Jahrhundert, Veränderungen am Giebel Anfang 20. Jahrhundert                                      | D-5-61-000-490 Wikidata | weitere Bilder |
| Ansbach Turnitzstraße 28 (Standort) | Wohnhaus, heute Büro- und Verwaltungsgebäude | Dreigeschossiger Walmdachbau in Ecklage, mit rustizierten Lisenen und Geschossgliederung, von Johann David Steingruber, zweite Hälfte 18. Jahrhundert                     | D-5-61-000-498 Wikidata | weitere Bilder |
| Eyb Eyber Straße 62 (Standort)      | Wohnhaus                                     | Zweigeschossiger Walmdachbau mit Eckquaderung, 18. Jahrhundert | D-5-61-000-570 Wikidata | weitere Bilder |
| Strüth Strüth 22 (Standort)         | Wappenstein                                  | Bezeichnet „1746“, eingemauert am Stallgebäude | D-5-61-000-603 Wikidata | BW             |

## Abgegangene Baudenkmäler
In diesem Abschnitt sind Objekte aufgeführt, die früher einmal in der Denkmalliste eingetragen waren, jetzt aber nicht mehr existieren, z. B. weil sie abgebrochen wurden. Aktennummern in diesem Abschnitt sind ehemalige, jetzt nicht mehr gültige Aktennummern.

| Lage                                      | Objekt                          | Beschreibung | Akten-Nr.               | Bild           |
| ----------------------------------------- | ------------------------------- | --- | ----------------------- | -------------- |
| Ansbach Fischstraße 15 (Standort)         | Lagerhäuser und Industriebauten | um 1850/60; ein Mauerstück zur Brauhausstraße wurde erhalten und ist unter Brauhausstraße 7a gelistet            | D-5-61-000-84 Wikidata  | weitere Bilder |
| Ansbach Fischstraße 15 (Standort)         | sog. Verwalterhaus              | zweiflügeliges Gebäude mit Walmdach und Zwerchhaus, Dachwerk dendro. dat. 1715/16                                | D-5-61-000-84 Wikidata  | BW             |
| Ansbach Martin-Luther-Platz 30 (Standort) | Wohnhaus                        | Dreigeschossiger traufständiger Satteldachbau, mit Zwerchhaus, 16./17. Jahrhundert, im 18. Jahrhundert verändert | D-5-61-000-215 Wikidata | weitere Bilder |
| Ansbach Schloßstraße 15 (Standort)        | Wohn- und Geschäftshaus         | ehemals auch Bäckerei, zweigeschossiger Walmdachbau mit Zwerchhaus, um 1800, Umbau 1897                          | D-5-61-000-452 Wikidata | weitere Bilder |